# Club Atlético Lanús
El Club Atlético Lanús es un club deportivo de Argentina. Fue fundado el 3 de enero de 1915 en la ciudad de Lanús, provincia de Buenos Aires, Argentina. La institución se desempeña en varias disciplinas deportivas, destacándose en fútbol profesional masculino, donde actualmente se desempeña en la Liga Profesional Argentina.
En fútbol, su actividad principal, ha ganado el Torneo Apertura 2007 y el Campeonato de Primera División 2016, además de otros tres títulos a nivel nacional: la Supercopa Argentina 2016, la Copa del Bicentenario 2016 y la Copa Juan Domingo Perón 1955. Además, finalizó primero en la Primera Rueda del  Campeonato de Primera División 1951 y el mejor equipo en la tabla anual de la Temporada 2008-2009, sin embargo ninguno de los dos no le otorgaron título de campeón alguno. Cuenta también con dos títulos oficiales a nivel internacional: la Copa Conmebol 1996 (torneo antecesor de la actual Copa Sudamericana) y la Copa Sudamericana 2013. También fue subcampeón de la Copa Conmebol 1997, de la Copa Libertadores 2017, de la Copa Sudamericana 2020, de la Copa Competencia 1926 y de la Primera División de Argentina en cinco oportunidades. En total tiene 11 subcampeonatos (5 internacionales, y 6 nacionales). Fue Semifinalista de la Copa del Atlántico de Clubes 1956, de la Copa Argentina 2015, de la Copa Argentina 2019 y de la Copa Sudamericana 2024.
En 2014, fue el 4° mejor equipo del Mundo, el mejor de Argentina y el mejor de América en el Ránking Oficial de la IFFHS, por encima de potencias futbolísticas como el Barcelona, el Sevilla, la Juventus y el Chelsea, y sólo por debajo del Bayern Múnich, el Real Madrid y el Atlético Madrid.
Por otra parte, en básquet ha obtenido seis campeonatos y seis subcampeonatos en el Torneo Metropolitano de Buenos Aires, además del Campeonato Argentino de Clubes de 1977, siendo ambos torneos precursores de la LNB. Ya en esta última etapa, obtuvo un subcampeonato en la Liga de las Américas (el torneo internacional más importante a nivel continental) y otro en la LNB, ambos en 2013.

## Historia

### Fundación

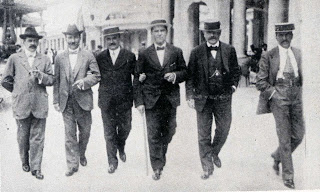
Socios fundadores en 1915.

Existen varias versiones sobre los orígenes del club, la más aceptada es que el club surgió de la fusión de los clubes Lanús United y El Progreso. El 3 de enero, se reunieron en la sede social de El Progreso, ubicada en la calle Ayohuma al 80, hoy Avenida 9 de Julio, y dieron origen al Club Atlético Lanús. El pueblo de Villa Gral. Paz (hoy Lanús), que se encontraba dentro del municipio de Barracas al Sud (hoy Avellaneda), se sentía bastante olvidado y desplazado. Esa sensación se acrecentaría aún más para 1915 con la crecida e inundación del Riachuelo, que generaría un terraplén, aislándola de la Capital Federal.
Por otra parte, la población necesitaba nuevas locaciones para realizar actividades sociales o deportivas, y las pocas que había eran inaccesibles. Por el lado de los vecinos, las agrupaciones deportivas se organizaban desde intereses comunes. También tenía su peso las comunicaciones. Por su ubicación, el Ferrocarril Sud (Hoy Ferrocarril Roca) era la opción para salir del partido, y las tres líneas de tranvías tiradas a caballos que cruzaban las calles de la villa impedían que grandes muchedumbres se desplazaran. Esto fue propicio para que, desde el mismo grupo de vecinos, se proyectara a crear una nueva entidad teniendo en cuenta las necesidades de la zona.
Dichos vecinos se reunieron en la entonces sede del Club Social Del Progreso, situada en la calle José C. Paz (hoy Av. 9 de Julio) 1142. Eran, en su mayoría, profesionales, comerciantes y políticos (Miguel Usaray, Aniceto García, Emilio Tellagori, por ejemplo eran concejales), y también jugadores (el caso de Carlos Pointis y Antonio Rotili).

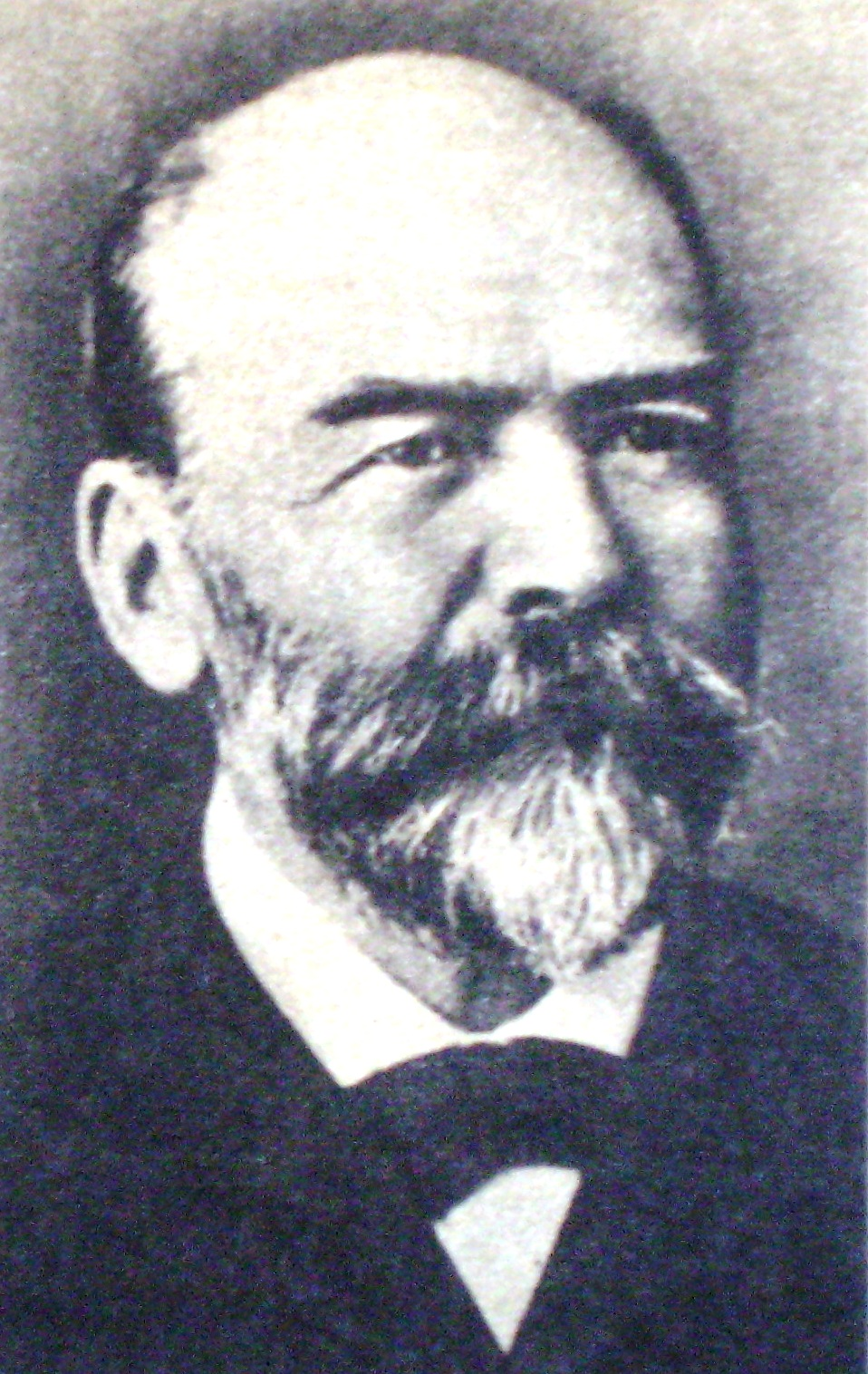
Anacarsis Lanús

El nombre del club proviene originalmente de Anacarsis Lanús, quien en 1854 adquiere los terrenos donde hoy se erige la zona céntrica de la ciudad. Fundó un pueblo con su nombre, Lanús, en las afueras de la ciudad de Buenos Aires,  siendo en la actualidad, uno de los partidos más poblados del Gran Buenos Aires.
Dos instituciones utilizan el nombre previamente: el mencionado Lanús United; y el Lanús Athletic Club, club que había participado en la Primera División de Argentina y había estado cerca de conseguir el campeonato.
Para el mes de febrero de 1915, ya contaba con un amplio campo de deportes que era la envidia de muchos, incluso de aquellos "grandes" que tuvieron que abandonar momentáneamente su lugar de origen para poder competir. A días de cumplir el primer año de existencia, el Club Atlético Lanús contaba ya con 600 socios.

#### Primera comisión directiva
| Presidente        | Miguel Usaray |
| Vicepresidente 1° | Francisco Galarza |
| Vicepresidente 2° | Jaime P. Thonson |
| Tesorero          | Juan Iribarren |
| Protesorero       | José Aniceto García |
| Secretario        | Perfecto Miguez |
| Prosecretario     | Juan Messeger |
| Vocales           | Domingo Villar \| Félix H. Ferreiro \| Pedro Dacrema \| Miguel Igusquiza \| Carlos H. Pointis \| Antonio Echevers \| Gastón Araóz |

### Lanús United
El Lanús United había surgido en 1905. Se había destacado en sus inicios por participar en la Segunda División entre 1906 y 1907. Tras el cisma de 1912, vuelve al fútbol argentino y se afilia a la Federación Argentina de Football, y se vuelve a incorporar a Segunda División, donde obtiene el ascenso a División Intermedia. También participó en la Copa de Competencia Adolfo Bullrich en su estancia en la Argentine Football Asociation, y en la Copa de Competencia La Nación de la Federación en los años 1913 y 1914.

### Los comienzos y el amateurismo

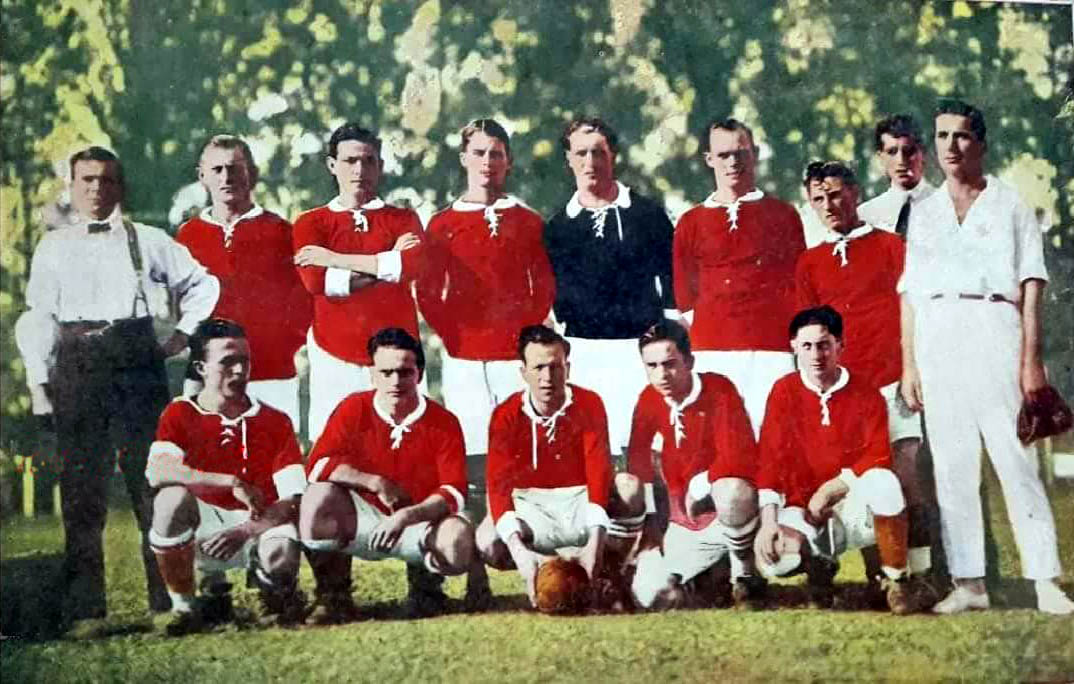
Equipo de Lanús en 1926.

- 1915: Se funda el club el día 3 de enero, como resultado de una iniciativa de vecinos autoconvocados. El 7 de enero se designa la primera comisión directiva, con Miguel Usaray como presidente y Francisco Galarza como vicepresidente primero. El arquitecto Carlos Pointis y Juan Messeguer son los encargados de diseñar el característico escudo de la institución, con trazados blancos sobre fondo granate. El equipo de fútbol pronto comienza su participación en la División Intermedia, segunda división de los torneos organizados por la Asociación Argentina de Football (AAF). El 11 de abril se produce el debut como visitante frente al Club Buenos Aires; el partido finaliza con victoria del local por 3 a 1. Lanús comienza alquilando un predio en Margarita Weild y Deheza para disputar sus partidos como local. El debut en dicha condición tiene lugar el 9 de mayo, frente a Sportivo Suizo, partido en que Lanús logra su primera victoria en la historia, por 2 tantos contra 1. El 10 de octubre logra la primera goleada, 6-0 frente a Gimnasia y Esgrima de Banfield. Lanús finaliza el torneo en el cuarto lugar.
- 1919: Consigue su primer ascenso a Primera División, tras obtener el segundo puesto en la división intermedia, en el marco de una restructuración en los torneos de Primera.
- 1920: Tras estar puntero en el campeonato de la AAF, en agosto abandona la competencia y se afilia a la incipiente Asociación Amateurs Argentina, que logra reclutar a la mayoría de los clubes participantes. No obtiene buenos resultados en el nuevo torneo y finaliza penúltimo. Por otra parte, el 18 de julio, por primera vez en la historia, un jugador de Lanús juega un partido en la Selección Nacional, que enfrenta a Uruguay en Montevideo. Se trataba del central Adolfo Sacarello, una de las grandes figuras del equipo por esos años.
- 1925: Es presidente del club el socio Antonio Prevettoni, nacido en la ciudad de Buenos Aires el 27 de marzo de 1883.
- 1926: Obtiene el subcampeonato en la Copa Competencia. Sorpresivamente, vence a San Lorenzo 1 a 0 en semifinales, pero en la final cae frente a Independiente por 3 a 1.

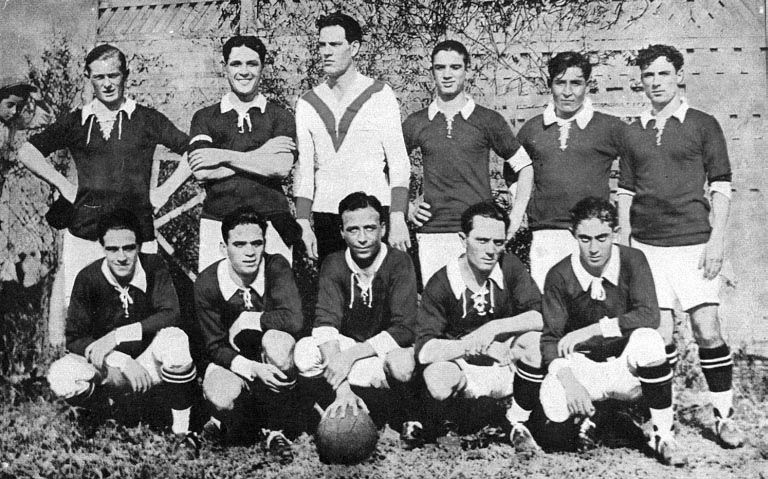
Equipo de 1927

- 1927: Se unifican los torneos de las dos asociaciones amateurs y Lanús logra un tercer puesto sobre 34 equipos participantes. Derrota a Boca Juniors por 2 a 1, quitándole un prolongado invicto. Al finalizar el torneo se despide de su primer estadio, y durante 1928 disputa la mayoría de sus partidos de local en la cancha de su principal rival, Talleres de Remedios de Escalada.
- 1929: El 24 de febrero inaugura su estadio de tablones, construido sobre un terreno de 50 000 metros cuadrados cedido por la empresa Ferrocarril del Sud. El presidente Silvio Peri realiza las gestiones para que la cesión sea gratuita durante varios años. El predio se ubicaba en el cruce de las calles General Acha e Inocencio Arias (hoy Héctor Guidi y Ramón Cabrero). El 24 de marzo disputa su primer partido oficial en el nuevo estadio, con una goleada sobre Platense por 5 a 2.

### El inicio del profesionalismo

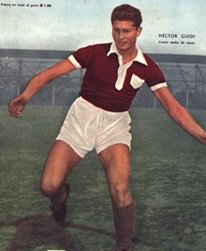
Héctor Guidi: Ídolo de Lanús

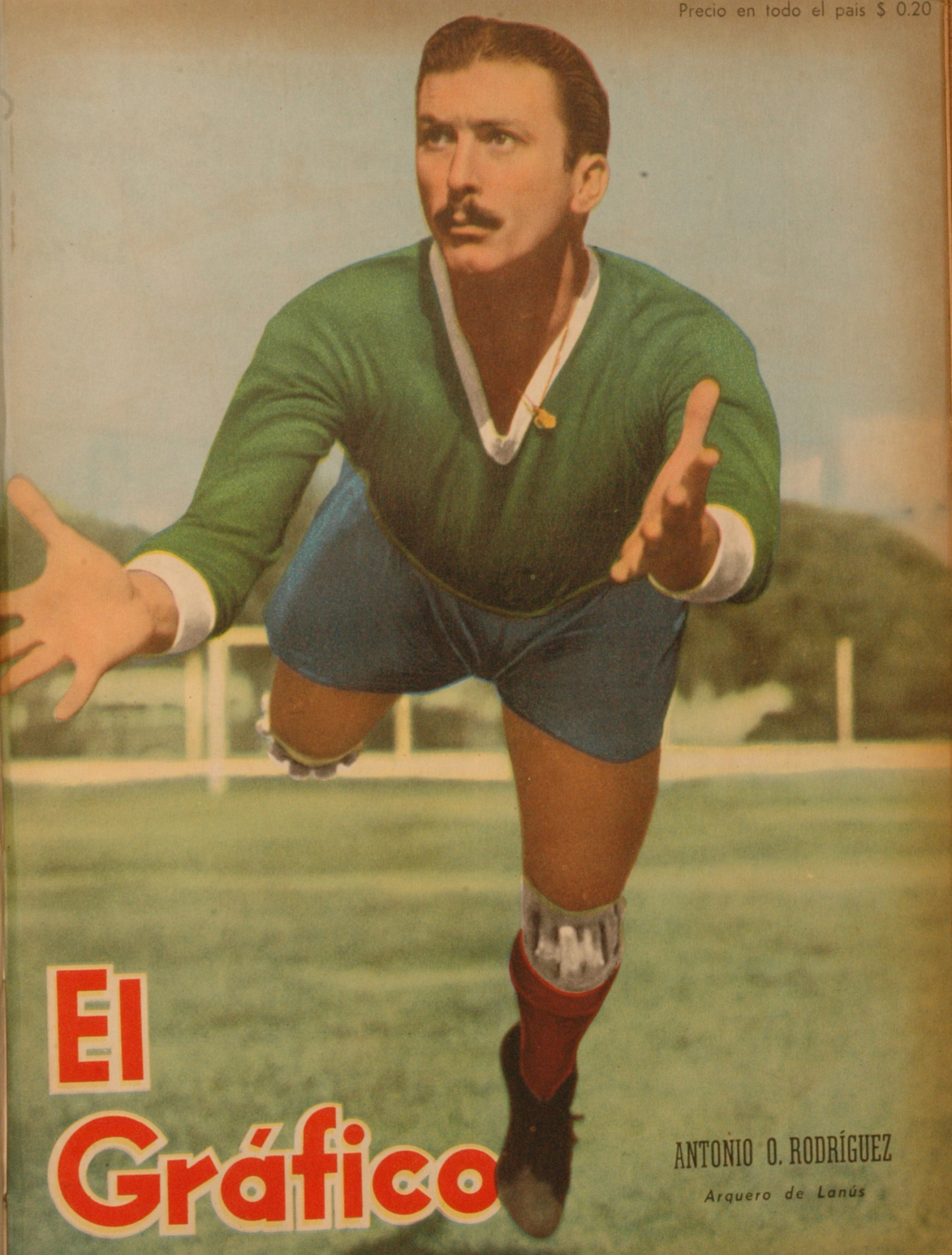
Antonio O. Rodríguez en 1945.

- 1931: Comienza a participar del torneo argentino de fútbol profesional. No realiza una buena campaña y finaliza penúltimo.
- 1932: El club cambia de sede y unifica la misma con la secretaría, en el predio ubicado sobre Margarita Weild. Se inaugura una nueva tribuna del estadio y se da a conocer el himno oficial del club, compuesto por Domingo Ilvento (música) y Daniel Cao (letra). El mismo sería reemplazado en la década de 1950 por la versión actual.
- 1933: El socio fundador Miguel Iguzquiza realiza las gestiones necesarias para adquirir la propiedad que se constituiría como nueva sede social, ubicada sobre la avenida José C. Paz (hoy 9 de Julio). El 23 de diciembre se lleva a cabo una asamblea extraordinaria que aprueba la compra del inmueble por unanimidad.
- 1934: La asociación condiciona a algunos clubes para que participen del torneo de fútbol con un equipo unificado. Entre ellos se encuentran Lanús y Talleres, dos clásicos rivales que juegan juntos como "Unión Talleres-Lanús". La alternativa era perder la categoría, por lo que ambos se ven obligados a aceptar la propuesta. La unión dura solamente un año, ya que en 1935 se disuelve y tanto Lanús como Talleres vuelven a jugar por separado.
- 1939: Debutan en el primer equipo León Strembel y Luis Arrieta, quien jugaría en el club hasta 1944 y se convertiría en el goleador histórico con 120 anotaciones, marca que conservaría hasta el año 2019.
- 1947: Se profundiza una grave crisis económica e institucional, y el club es finalmente intervenido. La situación recién se normalizaría el 25 de julio de 1948.
- 1949: Desciende por primera vez en su historia a la segunda división del fútbol local, tras una polémica definición frente al Club Atlético Huracán. A pesar de la mala campaña, logra un histórico triunfo frente a Boca Juniors; tras ir perdiendo 3-0 al término del primer tiempo, logra dar vuelta el marcador y gana 4-3. Juan Héctor Guidi, futuro ídolo de la institución, hace su debut en el equipo.

### Polémico descenso en 1949
Concluida la penúltima jornada del campeonato de 1949, Lanús estaba antepenúltimo en la tabla con 26 puntos al igual que Tigre, por encima de Boca Juniors (25) y Huracán (24). En la última fecha, Boca vence a Lanús por 5 a 1 y consigue evitar el descenso. Tigre le empata sobre la hora a Independiente y con 27 unidades también evita su descenso. Huracán derrota a Banfield 1-0 y queda igualado en 26 puntos con Lanús, por lo que ambas instituciones deben disputar un desempate, en partidos de ida y vuelta, para determinar qué equipo tendría que jugar el próximo año en la Primera B (por entonces la segunda división del fútbol argentino).
El 18 de diciembre se disputa el primer partido en cancha de San Lorenzo y Huracán se lleva el triunfo por 1-0. Seis días más tarde se disputa la revancha en cancha de Independiente y el conjunto Granate supera ampliamente a su rival goleándolo por 4-1, forzando la disputa de un tercer partido para definir la serie, ya que no contaba la diferencia de gol.
El tercer partido, que se suponía definitorio, se disputa el 8 de enero de 1950. El escenario es nuevamente la cancha de San Lorenzo de Almagro, que se encontraba colmada por más de 50.000 espectadores. Corrían 42 minutos del segundo tiempo y el resultado se encontraba 3-3, es entonces cuando el referí Bert Cross invalida un cuarto gol de Huracán por posición adelantada. Los jugadores del Globo, luego de protestar un largo rato, se retiran del campo de juego.
El reglamento de la época establecía que "abandono del juego, negativa a proseguir el partido o facilitar la libre acción del adversario, será sancionado con la pérdida de los puntos". Por lo que Huracán, al abandonar el terreno de juego, debía perder los puntos y como consecuencia irse al descenso directamente. Sin embargo, el Tribunal de Penas de la Asociación del Fútbol Argentino resuelve que el partido debía volver a jugarse, argumentando que en realidad el árbitro había dado por concluido el encuentro, en vez de consignar el abandono del campo por parte de los jugadores de Huracán. Los dirigentes de Lanús protestan frente a esta arbitrariedad, pero la decisión ya estaba tomada.
Un mes más tarde, el 16 de febrero, se disputa el cuarto y último encuentro en el estadio de River Plate. A los 38 minutos del segundo tiempo se imponía Huracán por 3-2, cuando el árbitro del encuentro sanciona un penal en contra de Lanús. En ese momento los jugadores granates se retiran del terreno de juego. Esta vez se aplica la reglamentación y se le da por perdido el encuentro a Lanús, condenándolo a jugar en el ascenso por primera vez en su historia. Se atribuye este hecho a la amistad que unía a Juan Domingo Perón, en aquel momento presidente de la Nación, y Tomás Adolfo Ducó, presidente de Huracán. Según Pablo Ramírez, autor de "Historia del Profesionalismo", "fue ésta una inmoralidad más en la larga serie de hechos vergonzosos que contiene la historia del fútbol argentino".

### La década dorada de 1950

#### El regreso a Primera

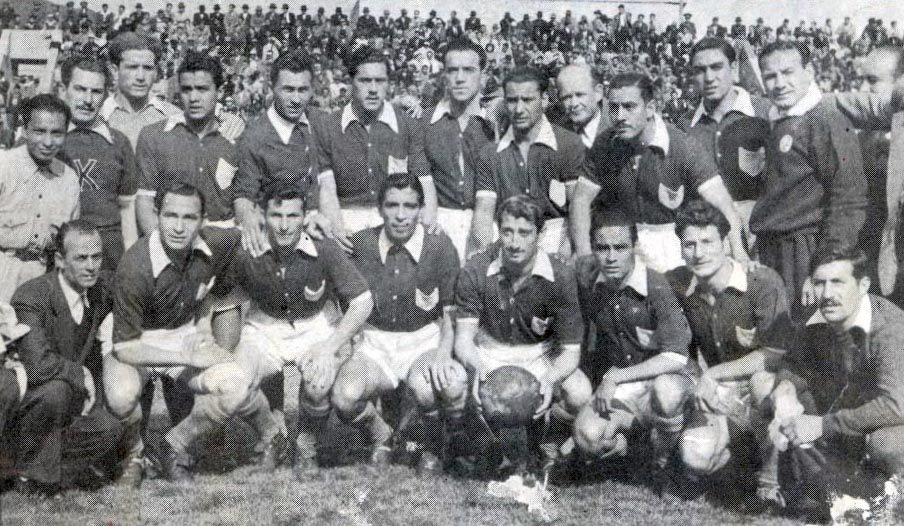
Equipo del 1950.

Tras la polémica decisión de la AFA que motivó el descenso a Primera B, el Granate realiza una excelente campaña y se consagra campeón el 16 de septiembre de 1950, ganando el derecho de volver a disputar la máxima categoría del fútbol argentino.
En 1951, Lanús se convierte en la gran revelación del torneo al finalizar la primera rueda como puntero. José Florio es una pieza fundamental del equipo, siendo el goleador del torneo con 21 anotaciones. Pero antes del inicio de la segunda rueda, el Torino de Italia compra el pase del delantero. El conjunto granate, privado de su máximo artillero, culmina el campeonato en el quinto lugar, hasta el momento su mejor performance en Primera División. Florio, sin participar de medio campeonato, finaliza segundo en la tabla de goleadores, con un gol menos que Santiago Vernazza de River.
Lanús finaliza 7.º y 10.º en 1952 y 1953 respectivamente. En este último año, emprende una gira por Bolivia, en la que obtiene dos victorias frente al seleccionado nacional. En 1954 y 1955, logra repetir la quinta ubicación que había obtenido en 1951.

### Gira Europea 1951/52

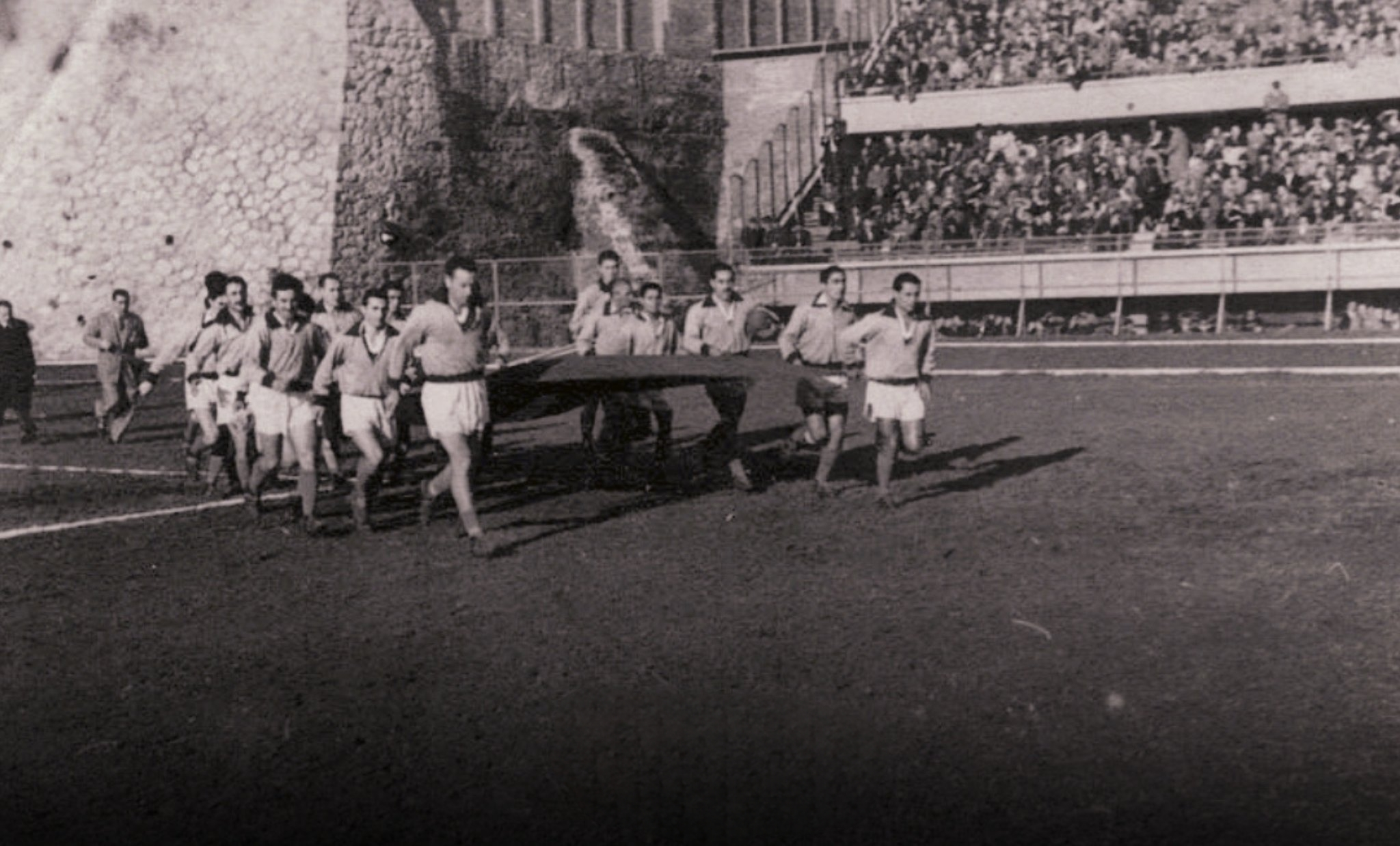
Gira Europea de Lanús 1951/52

La gira europea del Club Atlético Lanús, fue una expedición futbolística realizada por el club argentino entre diciembre de 1951 y febrero de 1952. Esta gira marcó un hito en la historia del club, ya que fue una de las primeras veces que un equipo de mediana envergadura del fútbol argentino viajó a Europa para enfrentar a clubes y selecciones locales. La gira incluyó partidos en Portugal, Turquía, Italia, Bélgica y Alemania, Durante la gira, Lanús disputó 11 partidos, con 5 victorias, 1 empate y 5 derrotas.

#### Primer Título Nacional
En el Campeonato Provincia de Buenos Aires 1955, el equipo de Lanús realizó un destacado desempeño a lo largo del torneo y logró ganar todos sus partidos. En la primera ronda, Lanús se enfrentó a Racing Club y obtuvo la victoria. En la segunda fase, el equipo Granate superó a Estudiantes de La Plata, quien posteriormente aprovechó su segunda oportunidad y llegó al partido decisivo.

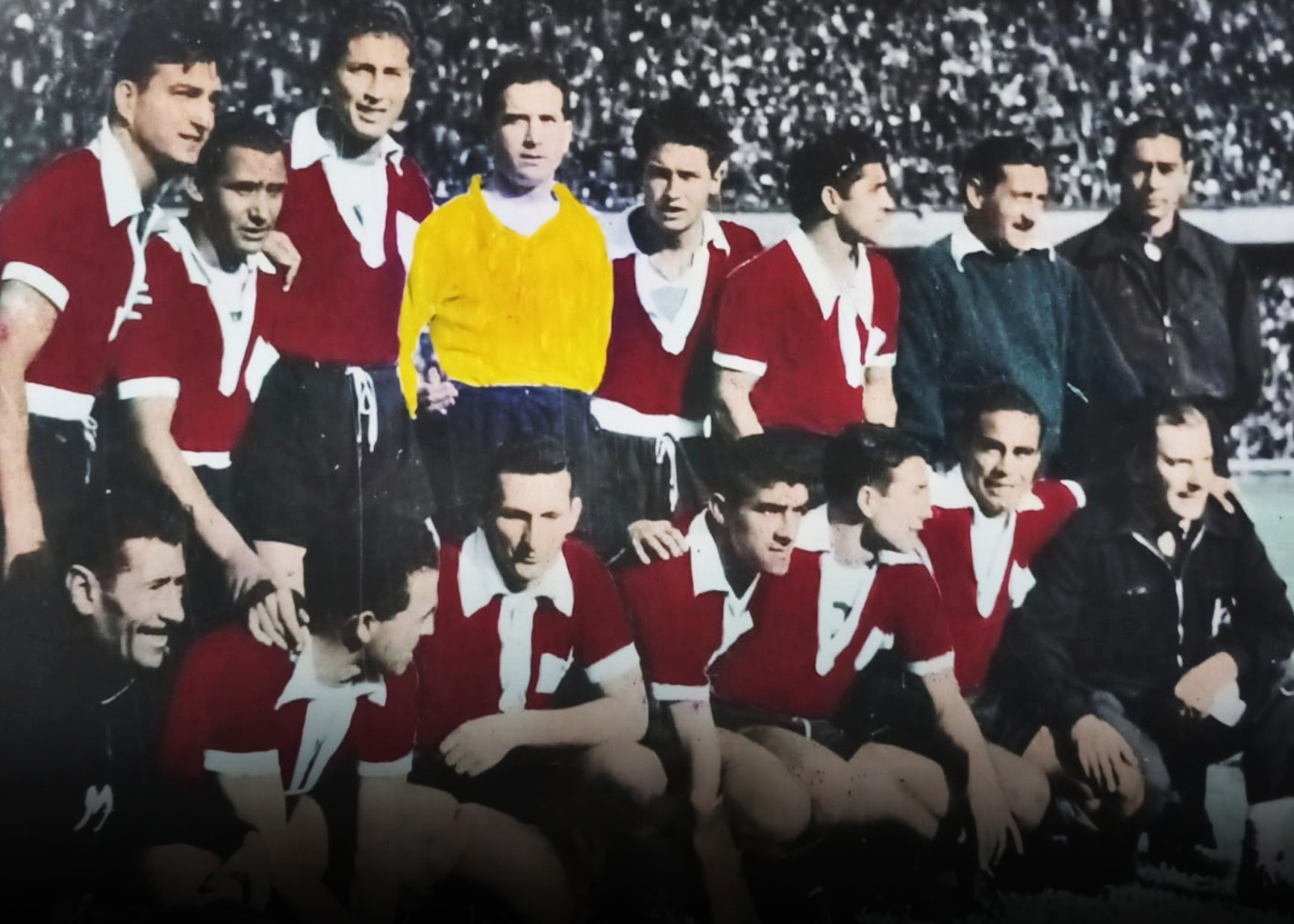
Equipo de Lanús 1955

En la tercera fase, Lanús venció a Tigre para avanzar a la Final, donde nuevamente se enfrentó a Estudiantes de La Plata. La final se disputó con gran intensidad y emoción, y Lanús logró imponerse con un marcador de 2-1 sobre Estudiantes de La Plata. Los goles del equipo Granate fueron anotados por Rodolfo García y Osvaldo Gil, mientras que Urriolabeitía había marcado el empate transitorio para el conjunto Pincha. Esta victoria consagró a Lanús como Campeón Invicto de la Copa de la Provincia de Buenos Aires 1955 "Juan Domingo Perón".
| Alineación: - Tito Álvarez Vega - Emilio Prato - Angel Beltrán - Nicolás Daponte - Héctor Guidi - José Nazionale - Oscar Contreras - Osvaldo Gil - Raúl García - Urbano Reynoso - Felipe Zelada - DT: Juan Bautista Cevasco |

Durante muchos años el título no gozó de reconocimiento oficial por parte de la Asociación del Fútbol Argentino, sin embargo fue oficializado por AFA en 2024 bajo la gestión del presidente Claudio Tapia. 

#### Los Globetrotters

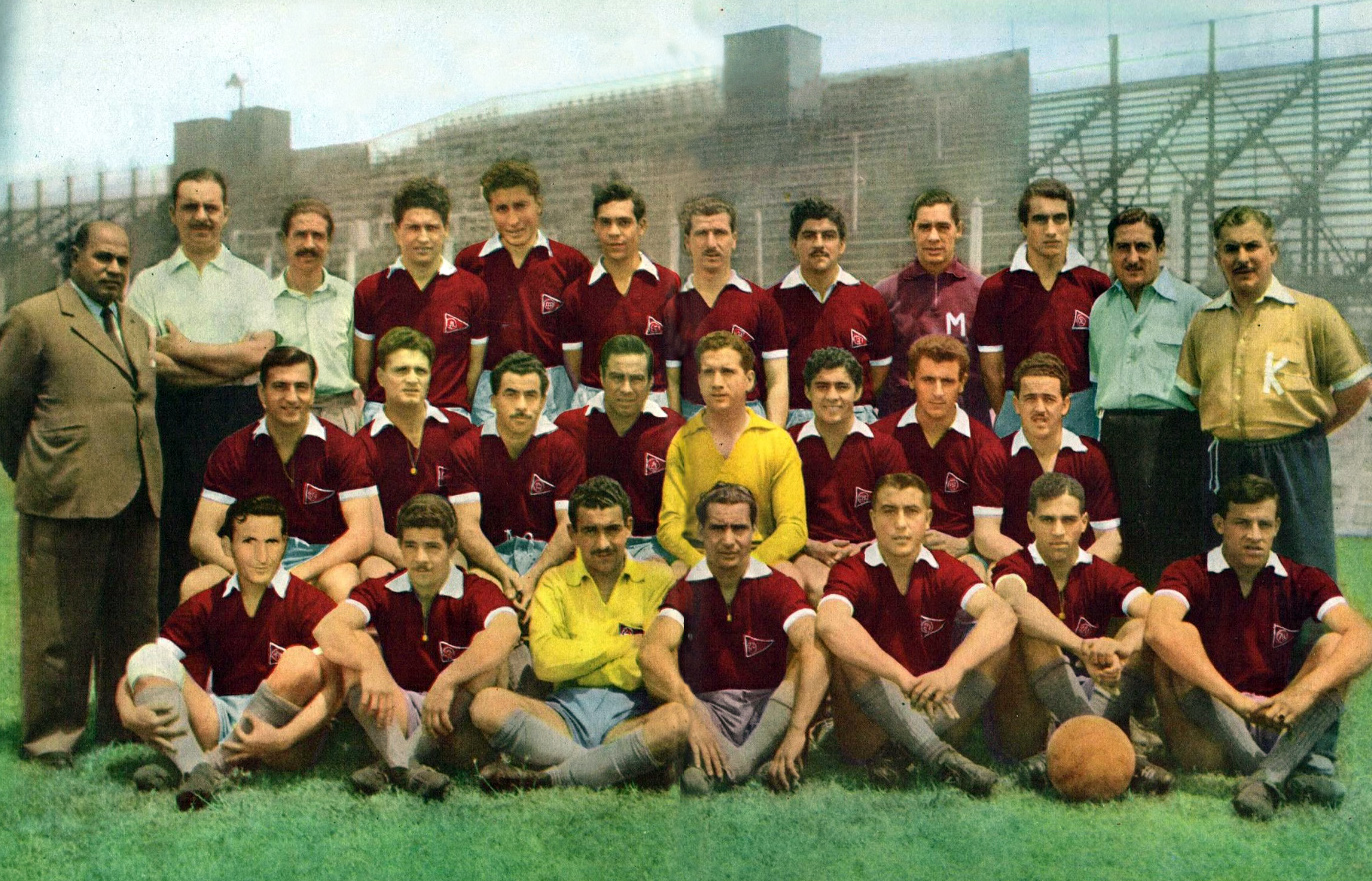
Los Globetrotters 1956

Los Globetrotters es el apodo con el que se conoce a un equipo histórico del Club Atlético Lanús,  Este equipo destacó en la década de 1950, particularmente entre 1955 y 1956, por su estilo de juego vistoso, elegante y ofensivo, que le valió comparaciones con el famoso equipo de baloncesto estadounidense Harlem Globetrotters. Los logros más destacados de esta formación incluyen la obtención de la Copa Juan Domingo Perón en 1955, el subcampeonato del Campeonato de Primera División en 1956 y su participación en las semifinales de la Copa del Atlántico del mismo año. Este equipo es recordado como uno de los más emblemáticos en la historia del club y del fútbol argentino de la época.

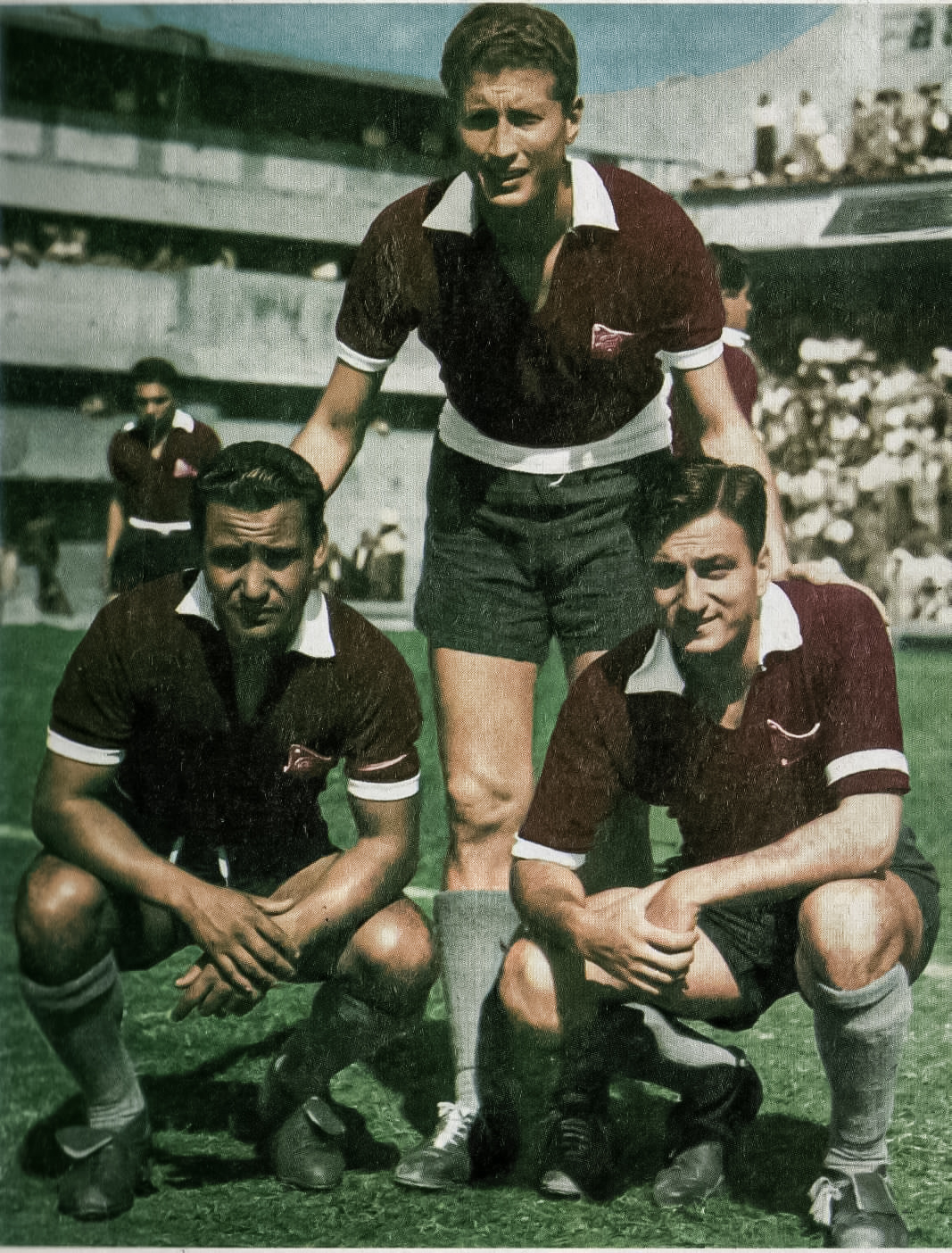
La línea media de Lanús; Nicolás Daponte, Hector Guidi, José Nazionale

En 1956 el conjunto granate lograría su mejor campaña de la historia hasta el momento. En el transcurso del torneo, logra resonantes triunfos frente a Argentinos Juniors (4-0), Gimnasia de La Plata (5-3), San Lorenzo (4-0) y Huracán (4-2). En la 7.ª fecha de la segunda rueda, vence como visitante a Boca Juniors por 2 a 0.
Lanús sufre a lo largo del torneo a causa de las reiteradas lesiones.

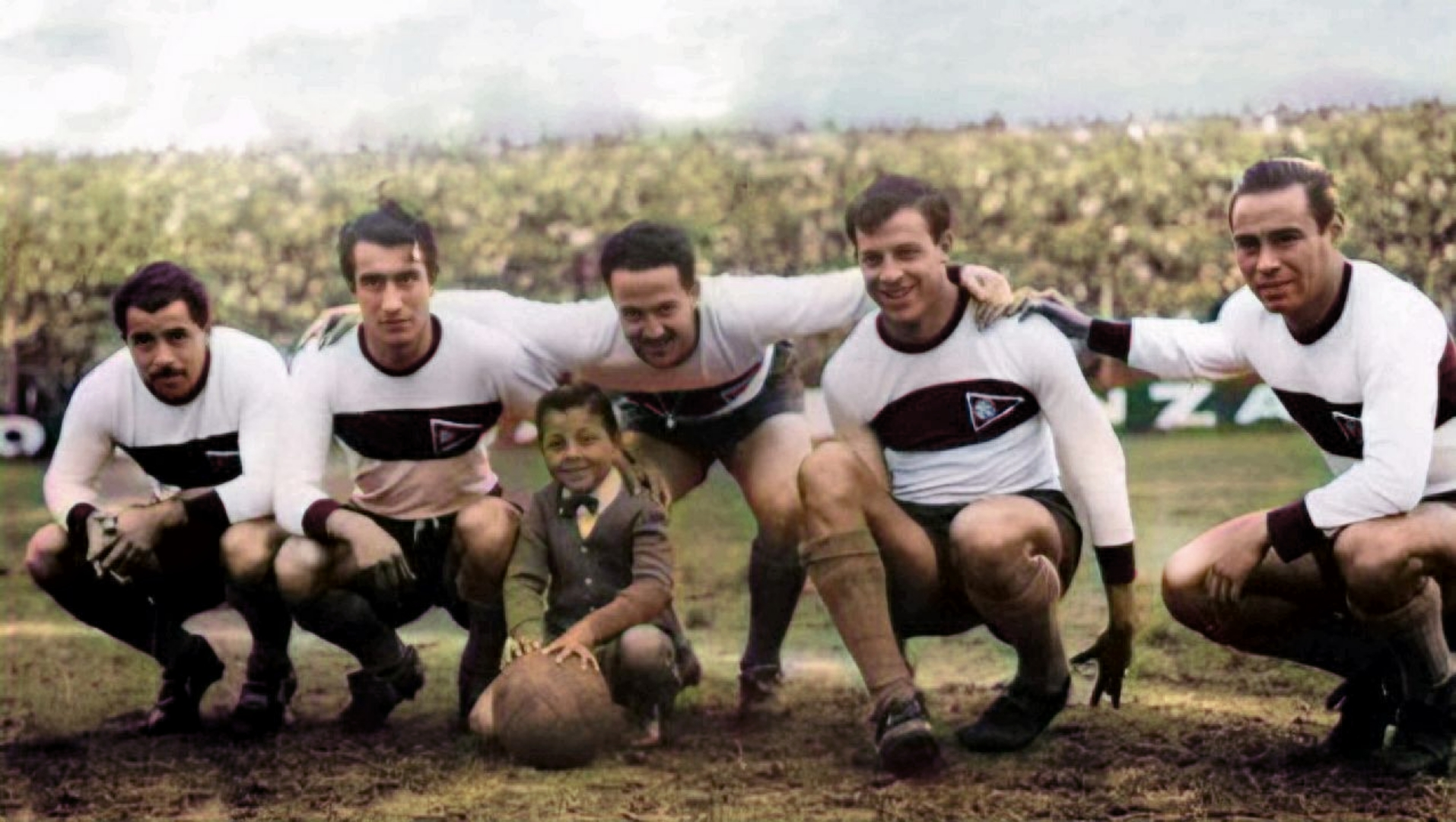
De izquierda a Derecha; Carranza, Lugo, Fernández, Rojas y Moyano.

Utiliza en total 23 jugadores, de los cuales solamente el goleador Dante Lugo llega a disputar todos los partidos. Su formación habitual se integraba por Vega; Prato y Beltrán; Daponte, Juan Héctor Guidi y Nazionale; Carranza, Lugo, Alfredo Rojas, Urbano Reynoso y Moyano.
Estos jugadores se ganan el apodo de «Los Globetrotters», ya que por la calidad y contundencia de su juego se los compara con el equipo de básquet estadounidense homónimo.
El Granate compartía la punta con el poderoso River Plate, ganador de 5 títulos sobre 6 posibles entre 1952 y 1957. El 28 de octubre de 1956, faltando seis fechas para el final, ambos se enfrentan en una final anticipada.
Una Fortaleza repleta de simpatizantes granates recibe al equipo local. Lanús domina las acciones del encuentro y se pone 1-0 arriba en el primer tiempo. Pero River logra revertir el resultado en el complemento y se impone 3-1, quedando dos puntos arriba en el campeonato. Esta ventaja no se modificaría hasta la finalización del mismo, y el Granate queda entonces como subcampeón, redondeando una excelente campaña, la mejor hasta entonces en Primera División.
Origen del apodo

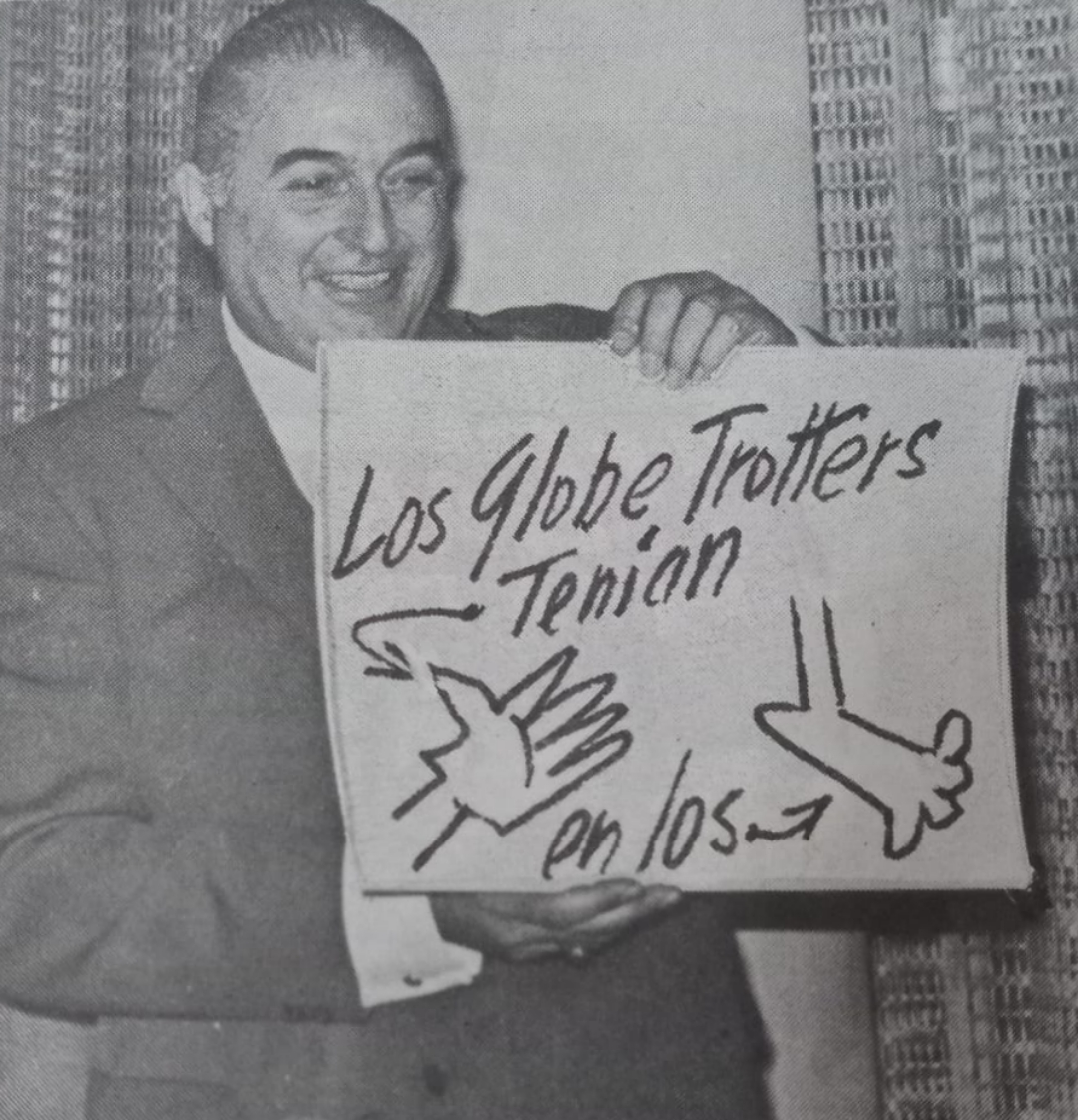
Lorenzo Mulas, dibujante del Diario Crítica

El apodo "Los Globetrotters" fue acuñado en 1956 por el periodista Lorenzo Molas del diario Crítica, inspirado en la reciente visita a Argentina del equipo de baloncesto Harlem Globetrotters. Molas escribió:

"Esos jugadores tienen manos en los pies, y se conocen tan bien que pueden jugar con los ojos vendados. Hacen lo que quieren con la pelota; ¡son los Globetrotters del fútbol!".
Lorenzo Molas para Crítica en 1956

Desde ese día en el diario Crítica ya no se habló más de "Lanús" sino todo se referían al equipo como "Los Globetrotters". "Hoy juegan Los Globetrotters", más aún todos los diarios y revistas de la época adoptaron ese nombre para referirse al equipo de Lanús.

### Giras por América en 1955/56 y 1956/57

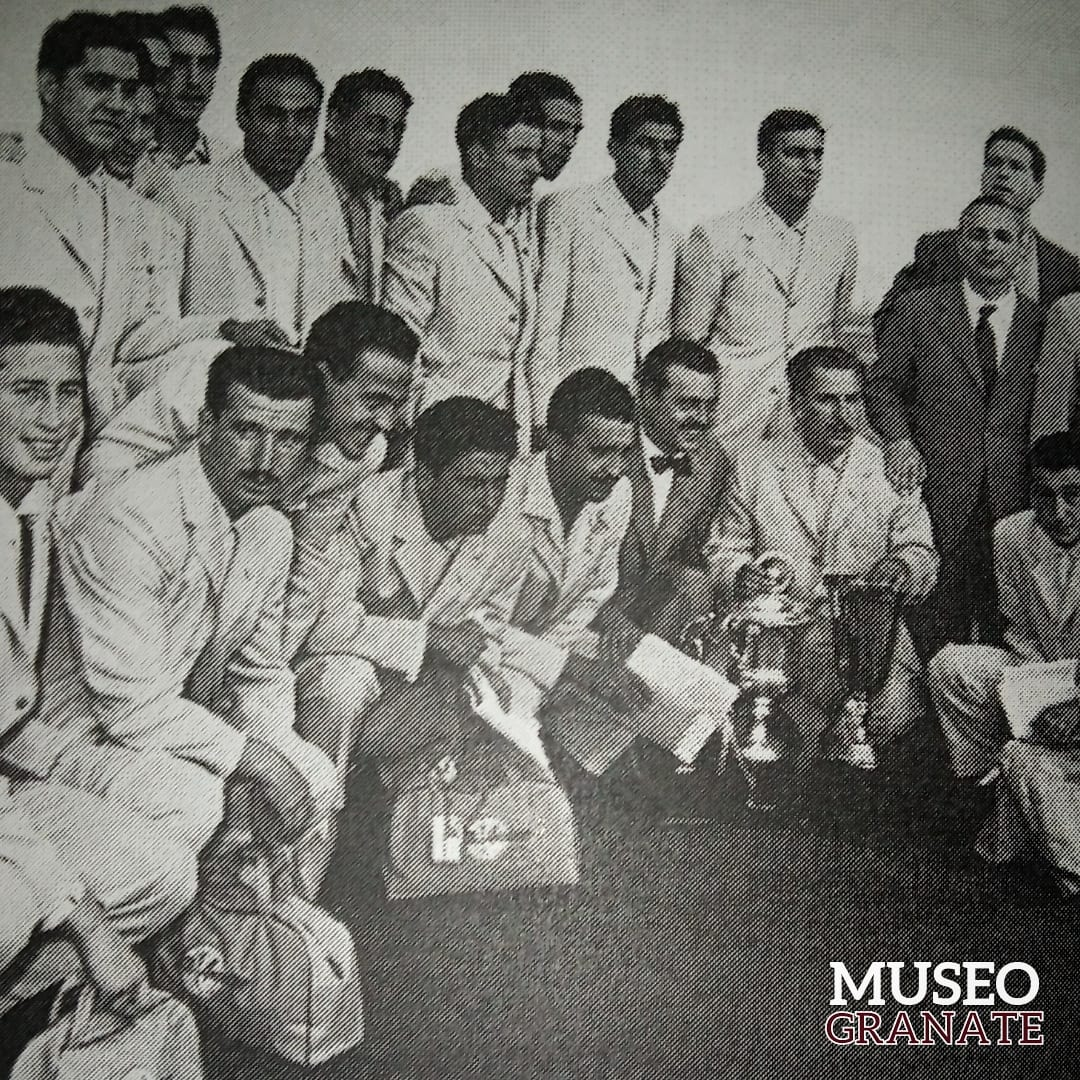
Primer Gira de Lanús por America en 1955/56

Primer Gira: La primera gira por América se realizó entre el 24 de diciembre de 1955 y el 4 de marzo de 1956, Lanús disputó 16 partidos en los países; Perú, Costa Rica, Guatemala, México y Colombia, con algunas horas más de descanso respecto de las giras efectuadas con anterioridad, algo que se reflejó en los resultados obtenidos: diez victorias, cuatro empates y sólo dos derrotas. 
En tierras costarricenses, el Granate se llevó tres trofeos amistosos: Trofeo Ricardo Saprissa (por vencer a Herediano), Trofeo Otto Fallas (por vencer a Huracán Deportes) y el Trofeo de la Asociación de Periodistas de Costa Rica (Por vencer a Saprissa)

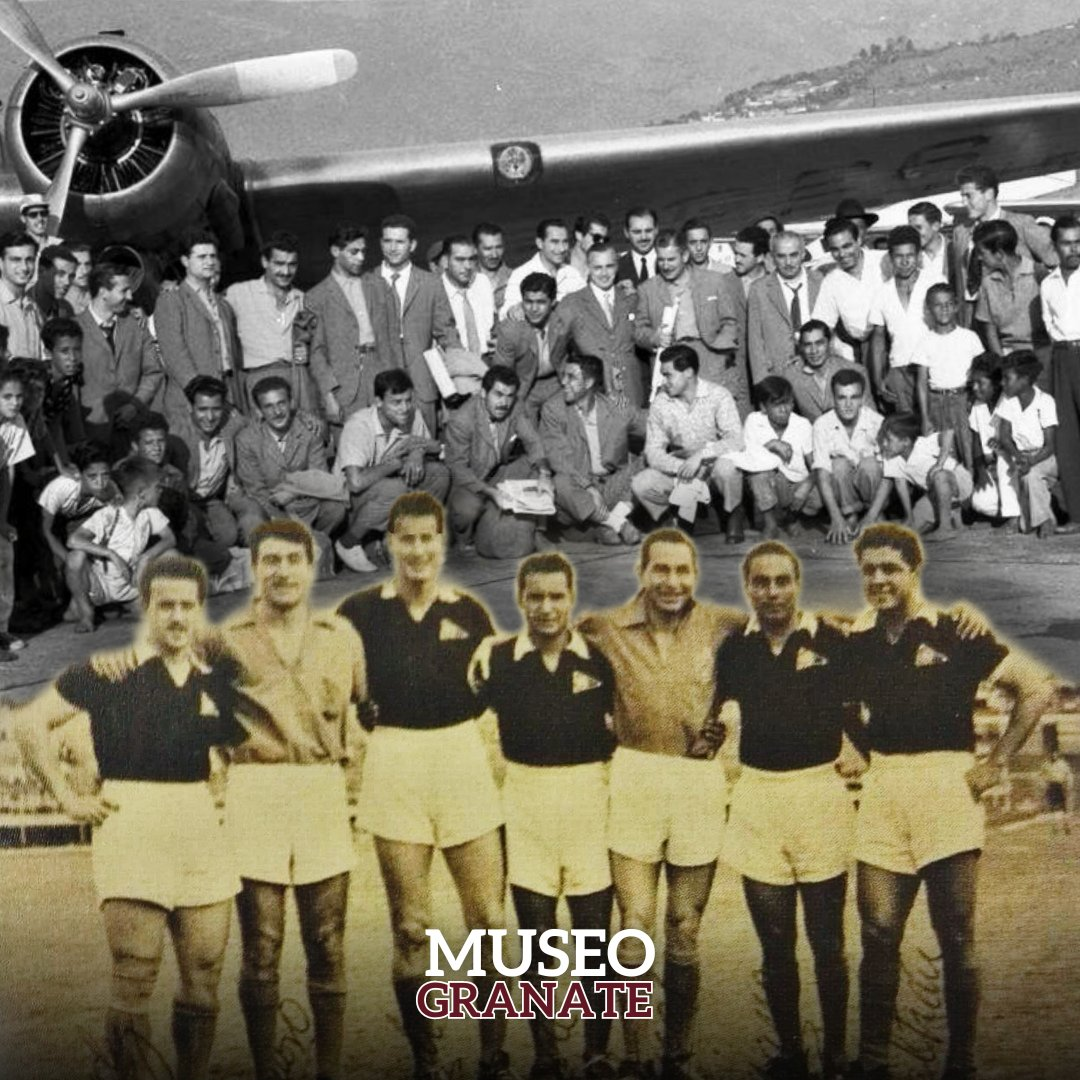
Segunda Gira de Lanús por América 1956/57

Segunda Gira: Apenas culminado el campeonato de primera 1956, Lanús volvió a ser contratado a otra gira por Chile, Perú, Colombia y seis ciudades de México. entre el 7 de diciembre de 1956 y el 24 de febrero de 1957. Jugó 15 partidos con Seis victorias,  tres empates y Seis derrotas.
Por vencer a Atlas de Guadalajara, Lanús se lleva el Trofeo Amistoso, Trofeo Tabacalera Mexicana

### Período 1961-1976

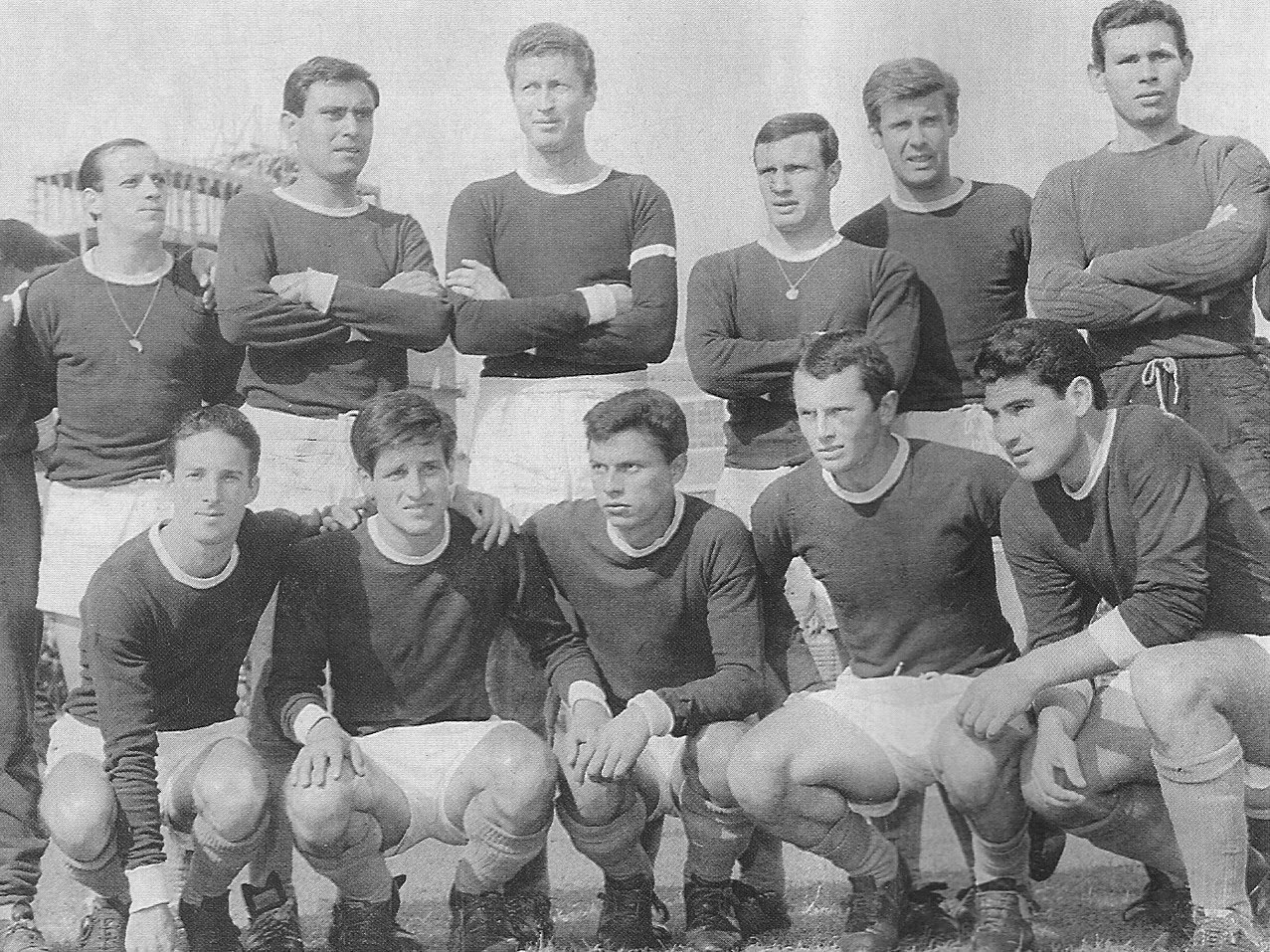
Equipo de 1964

- 1961: Luego de realizar varias campañas irregulares, desciende a Primera B el 3 de diciembre, luego de empatar 1 a 1 con Estudiantes de La Plata.
- 1964: Se consagra campeón de Primera B. La dupla de delanteros compuesta por Ángel Silva y Bernardo Acosta comienza a destacar, y sería luego reconocida con el nombre de "Los Albañiles".
- 1965: En terrenos cedidos por Ferrocarriles Argentinos comienza la construcción del polideportivo del club, que con el tiempo se convierte en un pulmón verde e importante centro recreativo de la ciudad. En el equipo de fútbol, destaca Martín Pando, volante proveniente de River.
- 1966: Héctor Guidi, uno de los máximos ídolos de la institución, se retira del fútbol vistiendo los colores granates.
- 1967: Termina quinto en el Campeonato Metropolitano. Destaca una victoria como visitante por 7 a 2 frente a Quilmes, con 5 goles de Acosta, quien sería el goleador del certamen con 25 anotaciones. Logra además otro contundente triunfo frente a Argentinos Juniors por 6 a 1, con cuatro goles de Silva.
- 1968: Finaliza tercero en su zona del Metropolitano, en la mejor campaña alcanzada en la década.
- 1969: Se quiebra la inolvidable dupla de Los Albañiles. El Sevilla de España compra el pase de Bernardo Acosta.[21]

- 1970: Manuel Silva es transferido a Newell's. El equipo realiza una pobre campaña y desciende a Primera B.
- 1971: Con el Nene Guidi en la dirección técnica, se consagra campeón de Primera B y asciende. El equipo de básquet se adjudica el Campeonato Metropolitano, la Copa Argentino-Paraguaya y la Copa Internacional Garre.
- 1972: En la peor campaña de su historia en Primera División, el equipo de fútbol vuelve a descender a Primera B. El equipo de básquet, por su parte, se consagra campeón del Torneo Oficial de Buenos Aires.
- 1975: El básquet del club logra el subcampeonato en el Torneo Oficial de Buenos Aires. Destacan en esta década los duelos frente a Obras Sanitarias, una de las instituciones más importantes de esta disciplina.
- 1976: El equipo de fútbol obtiene el segundo ascenso a Primera. No obstante, le es adjudicado el título de campeón.

### Los Albañiles
"Los Albañiles" es el apodo con el que se conoce a la dupla de delanteros conformada por Ángel Silva y Bernardo Acosta, la cual formó parte de la Alineación del Club Atlético Lanús durante la década de 1960.

Los Albañiles; Ángel Silva y Bernardo Acosta.

Este sobrenombre, que evoca la imagen de trabajadores de la construcción, hace referencia a su habilidad para realizar jugadas de "pared" (pases cortos y precisos entre ellos) que "construían" oportunidades de gol con gran eficacia. Ambos jugadores dejaron una marca imborrable en la historia del Club Atlético Lanús debido a su calidad técnica, entendimiento en el campo y contribución a un período de buenos resultados deportivos en la institución.

#### Integrantes

##### Ángel Manuel Silva
Ángel Silva, conocido como "Manolo", fue un delantero argentino que se destacó por su capacidad técnica y su olfato goleador. Proveniente de Chacarita Juniors, Silva llegó a Lanús en 1964 y rápidamente se consolidó como una de las figuras del equipo. Durante la campaña del ascenso, anotó 17 goles, siendo el máximo artillero del conjunto granate esa temporada. Su estilo de juego se caracterizaba por su potencia física y su habilidad para definir frente al arco rival.
Silva continuó siendo un pilar del equipo tras el regreso a Primera División, integrando una formación recordada por su rendimiento ofensivo. En 1969, tras varios años de éxito en Lanús, fue transferido a Newell’s Old Boys, marcando el fin de su etapa en el club. En Lanús disputó 251 partidos y marcó 95 goles. Se ubica cuarto entre los máximos goleadores del club Lanús.

##### Bernardo Acosta
Bernardo Acosta, apodado "Baby", fue un delantero paraguayo surgido de Lanús , debutando en 1962 en Primera B durante un período complicado para el club. Nacido en Paraguay, Acosta llegó al fútbol argentino con un perfil técnico y una notable visión de juego. En la temporada del ascenso de 1964, contribuyó con 14 goles, complementando a la perfección el trabajo de Silva en la delantera.
fue el máximo goleador del Campeonato Metropolitano 1967 en el que Lanús culminó en la quinta posición.
Acosta se destacó por su movilidad y su capacidad para asociarse con sus compañeros, siendo el principal artífice de las "paredes" que dieron origen al apodo de la dupla. Su paso por Lanús culminó en 1969, cuando fue transferido al Sevilla FC de España por una suma de 18 millones de pesos, un monto significativo para la época. Disputó 204 partidos y Marcó 86 Goles, se ubica quinto entre los maximos goleadores del Club Lanús.

##### Trayectoria y logros

###### El ascenso de 1964

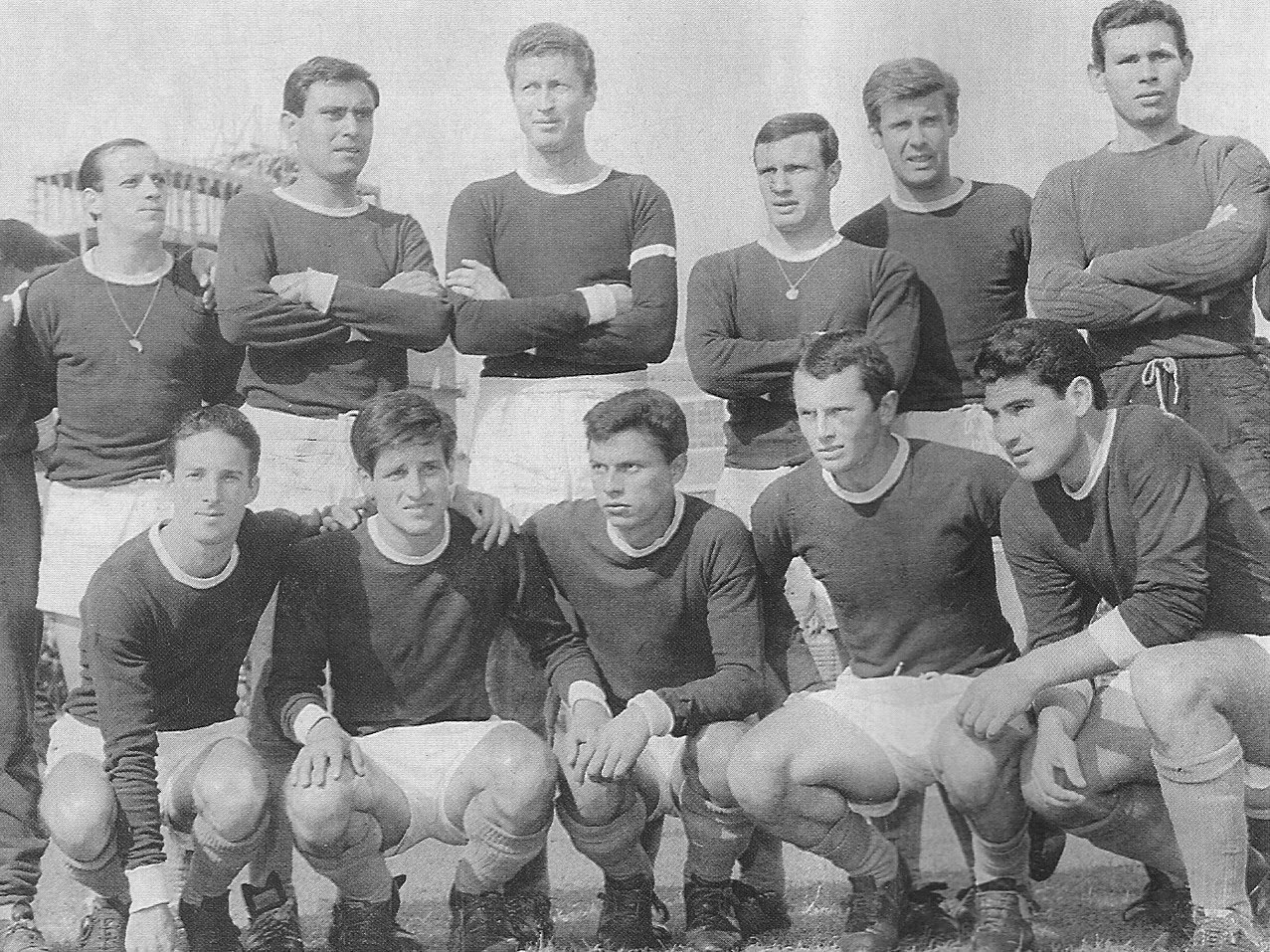
Equipo de 1964

La temporada de 1964 en la Primera B fue el punto de partida para el reconocimiento de Los Albañiles. Lanús finalizó el torneo con un récord de 17 victorias, 10 empates y 6 derrotas, logrando el ascenso a Primera División siendo el Campeón. La dupla Silva-Acosta fue responsable de 31 de los 57 goles anotados por el equipo, demostrando una química excepcional en el ataque. Otros jugadores destacados de esa campaña incluyeron a Juan José De Mario.

###### Etapa en Primera División (1965-1969)
Tras el ascenso, Lanús buscó consolidarse en la máxima categoría. En 1965, con la llegada de Pedro Dellacha como entrenador, el equipo mantuvo un nivel competitivo, aunque no alcanzó los primeros puestos. La dupla de "Los Albañiles" continuó siendo el eje del ataque, apoyada por juveniles como Osvaldo Ostúa, Héctor Colacciati, Luis Carnevale y Hugo Piazza, y un referente como Hector Guidi quienes potenciaron el rendimiento colectivo.
El punto más alto de esta etapa llegó en los torneos de 1967 y 1968. En el Metropolitano de 1967, Lanús logró victorias contundentes, como un 7-2 ante Quilmes y un 5-1 frente a Atlanta, reflejando la capacidad ofensiva del equipo. En 1968, el club alcanzó la quinta posición en el torneo, quedando cerca de las semifinales del Metropolitano, que finalmente ganó San Lorenzo bajo la dirección de Osvaldo Zubeldía. A pesar de no haber conquistado títulos, el período de "Los Albañiles" es recordado como una de las épocas más brillantes del club por su estilo de juego y resultados.

###### Equipo titular
•Humberto Ballesteros; Osvaldo Piazza, Roberto Ávalos, Héctor Ostúa; Melchor Sabella, Mario Carnevale, Ramón Cabrero; Martín Pando, Ángel Silva, Bernardo Acosta y Juan José De Mario
DT: Pedro Dellacha

###### También formaron parte:
•Hugo Piazza, Osvaldo Lorenzatto, Ramón Echenausse, Hector Guidi, Héctor Minnitti, Juan Garmendia, Manuel Ovejero, Alberto Colacciati, Ramón Echenausi, Norberto Santamaria, Ernesto Suárez,

###### Disolución de la dupla

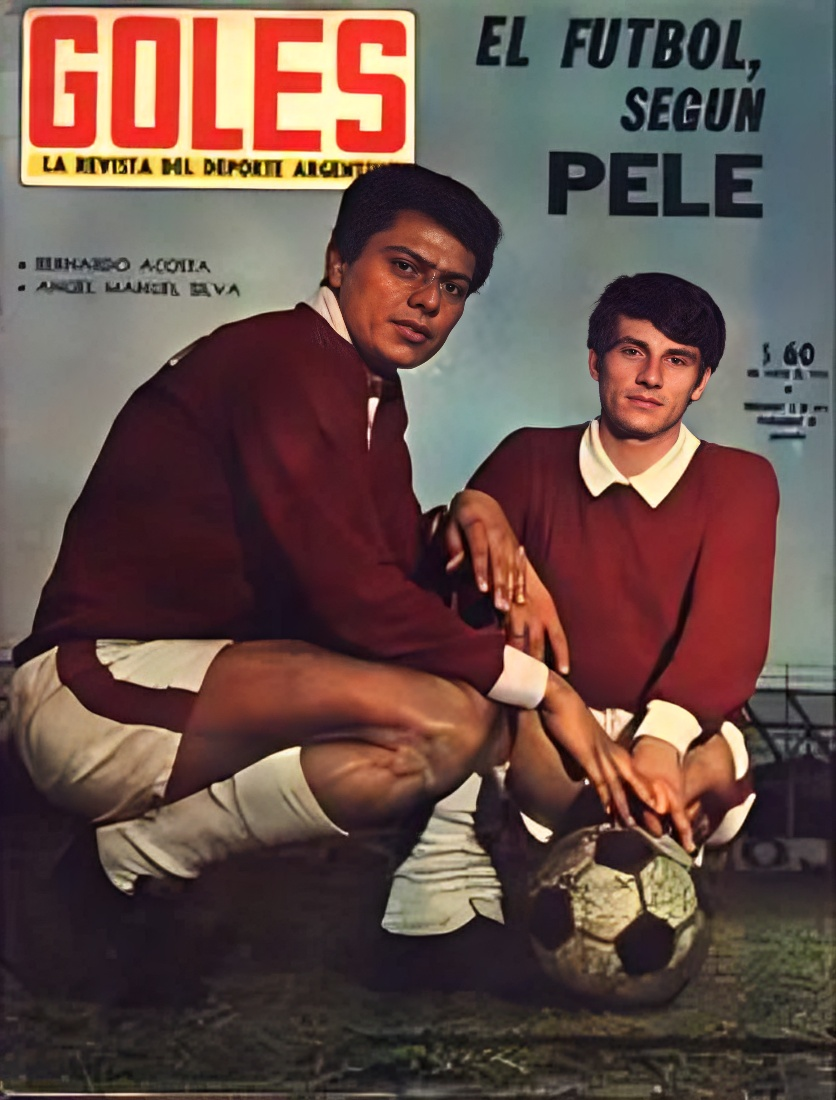
Acosta y Silva

La sociedad entre Silva y Acosta llegó a su fin en 1969. La venta de Silva a Newell’s y de Acosta al Sevilla marcó el cierre de un ciclo para Lanús, que poco después entró en una etapa de irregularidad y altibajos. La partida de ambos jugadores dejó un vacío en el equipo, y el club no pudo mantener el nivel exhibido durante los años previos.

###### Legado y referencias culturales
La dupla de Silva y Acosta ocupa un lugar destacado en la memoria colectiva del Club Atlético Lanús. Aunque no lograron títulos oficiales, su contribución al ascenso de 1964 y su desempeño en Primera División dejaron una huella imborrable. Para los aficionados, "Los Albañiles" representan un símbolo de una época en la que el club combinó talento, esfuerzo y un fútbol vistoso, sentando las bases para futuros éxitos.

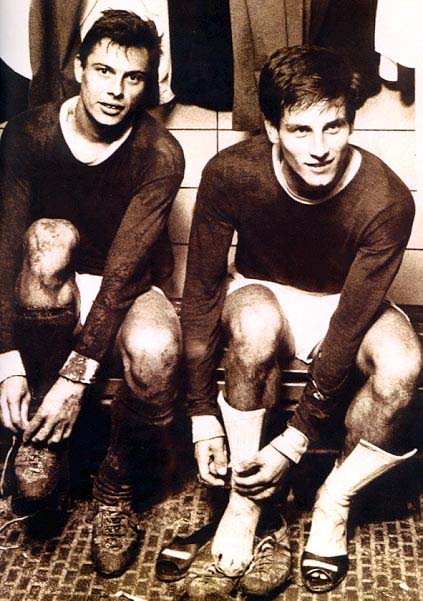
Acosta y Silva (Lanús 1967)

El apodo "Los Albañiles" trascendió el ámbito deportivo y se convirtió en parte del folclore del fútbol argentino. Su estilo de juego ha sido comparado con otras duplas históricas de la época, como las de San Lorenzo o Racing Club, y sigue siendo mencionado en relatos nostálgicos sobre el Lanús de los años 60.

### Los años más difíciles
- 1977: Desciende a Primera B, tras una polémica definición por penales ante Platense, en un partido disputado el 16 de noviembre en el Viejo Gasómetro. Tras ejecutar 20 penales, y dado que debían ejecutar los 22 jugadores presentes en el campo, era el turno de los arqueros. El primero en patear es el arquero Granate, quien magra el penal. Pero luego, en vez de patear el guardameta "calamar" Osmar Abel Miguelucci, lo hace Miguel Juárez, un delantero, transgrediendo el reglamento. Como el árbitro convalida la ejecución y el posterior gol, Lanús desciende a la segunda división en forma ilegítima. El club reclamaría la restitución a la categoría máxima del fútbol, por estar viciada la ejecución de los penales. No hay respuesta y esto origina un posterior juicio a la AFA.
- 1978: Inmediatamente después de la injusticia sufrida frente a Platense, Lanús realiza una campaña muy pobre en la segunda división y desciende a Primera C (por entonces la tercera división del fútbol argentino). El club tiene deudas por un valor total superior a dos millones de dólares, y cerca de doscientos juicios en contra. Enfrenta la peor crisis de su historia.
- 1979: El club cuenta con apenas 2.000 socios de cara a su primera temporada en la tercera categoría. Las agrupaciones políticas vinculadas a la institución deciden dejar atrás las diferencias y se unen para sacar adelante al club.
- 1981: Se consagra campeón de Primera C varias fechas antes de la finalización del torneo. Con el apoyo de sus hinchas, el club logra volver a la segunda división superando los 10 000 socios.[32]
- 1984: Alcanza las semifinales del octogonal de ascenso de Primera B. En dicha instancia enfrenta a Racing Club en una serie de dos partidos en cancha neutral. En el partido de ida, la Academia vence al equipo granate por 2-0. En la revancha, jugada en Independiente, el árbitro cobra un dudoso penal para los de Avellaneda tras anularle un gol legítimo a Lanús. El penal termina en gol, pero el partido se suspende por incidentes generados por la parcialidad de Lanús. Se juega el resto del partido en cancha de Atlanta unos días después, y el conjunto granate logra dar vuelta el resultado 2-1, dominando el encuentro y encerrando a su rival en su propio campo. Entonces el árbitro Emilio Misic da el pitazo final erróneamente cuando faltaban cinco minutos para que se cumpla el tiempo reglamentario, y justo antes de que Gilmar Villagrán (Uruguayo de gran pegada) ejecutará un tiro libre desde el borde de área. Los jugadores de Racing arrojan sus camisetas a la tribuna y el árbitro utiliza esto como excusa para no revertir la decisión. Es así como Lanús, nuevamente perjudicado por un fallo arbitral, pierde la serie y la oportunidad de volver a Primera.
- 1986: Ya superando los 25.000 socios,[33] logra la clasificación para disputar el primer torneo del Nacional "B", creado tras la reestructuración del fútbol argentino
- 1990: Con Miguel Ángel Russo en la dirección técnica, el club retorna a la primera división de fútbol local después de 13 años. Gracias al arquero Luis Alcides Herrera, vence por penales a Quilmes en la final del dodecagonal por el ascenso. Se comienza a refaccionar el viejo estadio de madera.
- 1991: Desciende de categoría y juega nuevamente el Nacional B. La dirigencia respalda a Russo como técnico, algo inédito teniendo en cuenta el descenso del equipo.

### Resurgimiento y última vuelta a Primera
- 1992: Más de 30 000 fieles le dan la última despedida del granate en el Nacional "B", cuando Lanús derrota por 2-0 a Deportivo Maipú de Mendoza y se consagra campeón del torneo. Con más de 12.000 hinchas alentando, Lanús visita a Racing Club por la primera fecha del Apertura de ese año, en el retorno a Primera División. Empatan en un tanto y la campaña realizada por el primer equipo le permite mantener la categoría de manera tranquila.
- 1993: El Apertura 1993 resulta altamente competitivo y encuentra a un sorpresivo Lanús disputando la punta del campeonato. El torneo sufre constantes atrasos y se suspende el 19 de diciembre, faltando cuatro fechas para el final y con cuatro equipos en la punta: River, Racing, Vélez y Lanús. Recién se completa entre febrero y marzo de 1994 y, si bien el equipo granate no logra conservar su posición de privilegio, finaliza sexto a apenas dos puntos del campeón River Plate. Para ese año, el equipo se reforzó con Martín Gorozo, quien después jugó en diferentes clubes del extranjero.
- 1994: La buena campaña realizada en la temporada termina clasificando al equipo para la Copa Conmebol, donde participa por primera vez en un torneo internacional y es eliminado por penales en octavos de final, a manos de San Lorenzo de Almagro. El 1 de octubre se produce el debut de Ariel Ibagaza, quien formaría luego una dupla con Huguito Morales en el mediocampo granate.

#### Comienzo de la era Cúper

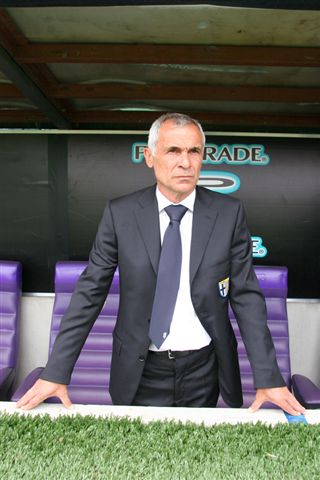
Héctor Cúper.

En 1995, Héctor Cúper asume la dirección técnica para el comienzo del Torneo Apertura. Para el primer partido el equipo forma con: Roa; Loza, Simionato, Schürrer, Armando González; Cravero, Peinado, Hugo Morales, Coyette; Ariel López y Di Carlo. Destacan los triunfos sobre River en el Monumental (por 1-0 con gol del Caño Ibagaza), sobre Independiente por 2-1, y en el clásico contra Banfield por 2-0 con goles del Chupa López. Lanús finaliza el torneo tercero por diferencia de gol y segundo en puntos.
1996 se convertiría en uno de los años más importantes en la historia del club. Se suman al plantel Claudio Enría, proveniente de Newell's, y Gonzalo Belloso. En el Clausura, Lanús llega a estar puntero faltando tres fechas para el final del torneo, pero no logra conservar la posición y queda tercero. En la penúltima fecha juega su último partido en el club un histórico, Gabriel Schürrer.
Para la segunda mitad del año se suman Oscar Mena, Gustavo Falaschi y Gustavo Siviero. Lanús afronta simultáneamente el Torneo Apertura y la Copa Conmebol. En el terreno local, repite la tercera ubicación, nuevamente por diferencia de gol como el año anterior. Logra importantes triunfos contra Boca, San Lorenzo y River. Frente a este último rival, Lanús tiene una suerte de revancha por aquel partido de 1956, logrando revertir un 0-1 en escasos minutos. Se impone 3-1 frente a una de las formaciones más importantes en la historia millonaria, por entonces campeona de América. Lanús es el equipo que más puntos cosecha en el año calendario sumando Clausura y Apertura.

### Primer título internacional

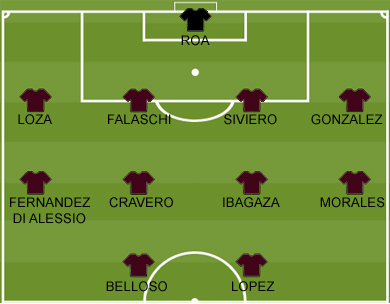
El equipo que jugó la final de la Copa Conmebol 1996 en El Campín de Bogotá.

Coronando sus excelentes campañas en los torneos locales, el 4 de diciembre se consagra campeón de la Copa Conmebol (torneo antecesor de la Copa Sudamericana), logrando su primer título internacional. Cúper comienza utilizando jugadores que habitualmente eran suplentes, entre ellos Bressan, Fernández Di Alessio, Esmerado, Lacosegliaz, Coyette, Belloso, y Coimbra. En los octavos de final, enfrenta a Bolívar, equipo que lo derrota 1-0 en La Paz pero cae 4-1 en La Fortaleza. Lanús avanza así a cuartos, instancia en la que enfrenta al Guaraní de Paraguay, apabullándolo con un 2-0 de visitante y un 6-2 de local, en una gran actuación del Búfalo Belloso. En semifinales enfrenta a otro equipo argentino, Rosario Central, defensor del título. Lo vence 3-0 en Cabrero y Guidi y 3-1 en el Gigante de Arroyito. Lanús alcanzaba así una final continental por primera vez.
En la final, el conjunto de Cúper enfrenta a Independiente Santa Fe de Colombia, que había eliminado en semifinales a Vasco da Gama. En el partido de ida, disputado en Lanús, ante más de 30 000 personas, logra una victoria por 2-0 con goles de Mena e Ibagaza. En la revancha, disputada en Bogotá, cae 0-1 como visitante, resultando 2-1 la serie a su favor. De esta forma el equipo granate se consagra campeón del torneo. Formaban regularmente el once titular: Roa; Serrizuela, Falaschi, Siviero y Armando González (capitán); Mena, Cravero, Hugo Morales e Ibagaza; Enría y Ariel López. Termina siendo una de las formaciones más importantes y más recordadas en la historia del club. Alternaban en ella Loza, Fernández Di Alessio y Belloso.

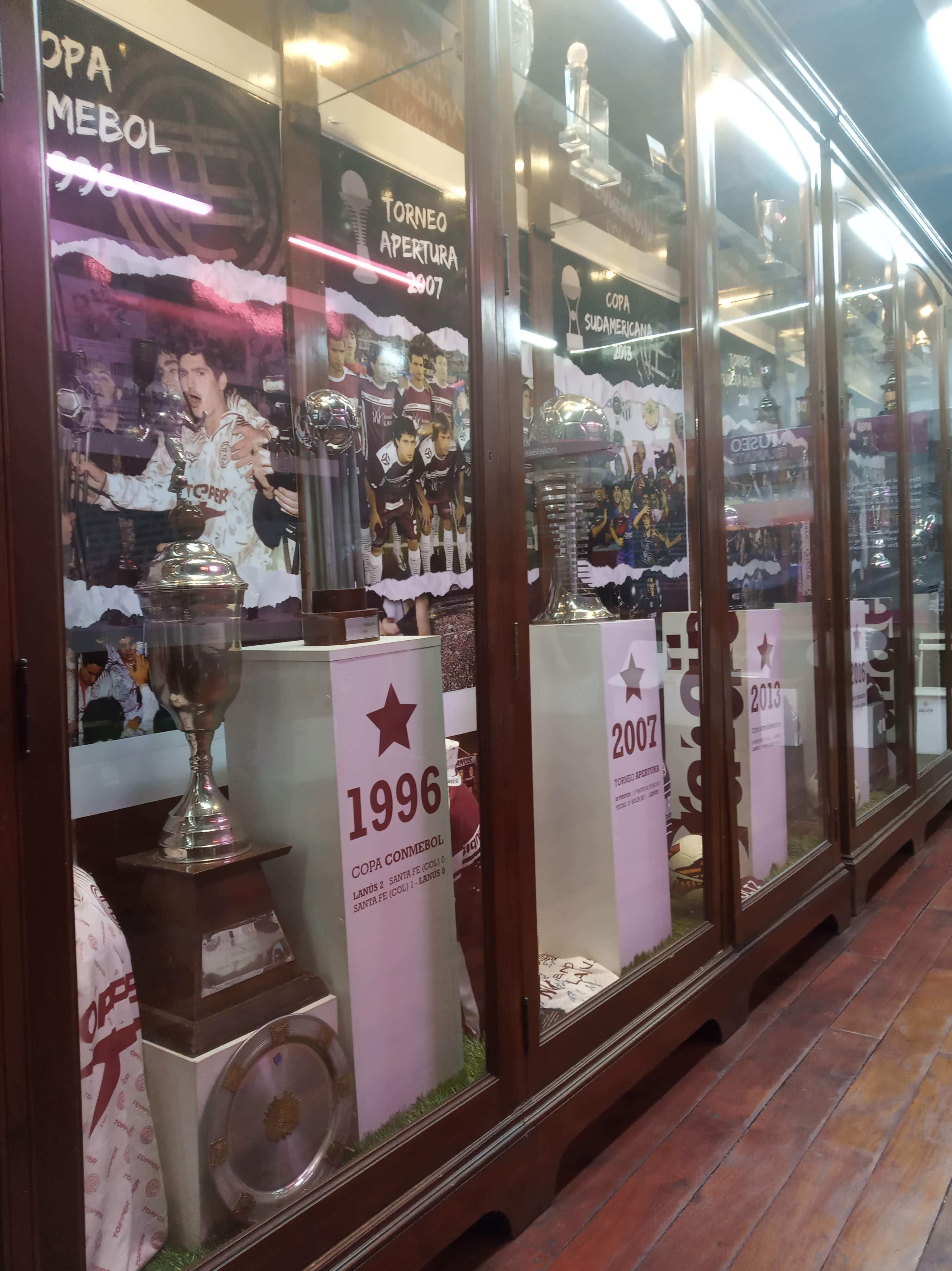
Museo Granate. Vitrina con los títulos oficiales del Club

### Período 1997-2002
- 1997: En el torneo local realiza una discreta campaña, con un triunfo en La Bombonera como hecho más relevante. Se consagra Subcampeón de la Copa Conmebol, tras un violento partido de ida en su estadio, en la final disputada contra Atlético Mineiro de Brasil. En la temporada 1996/1997, Lanús logra ser en primera división el equipo con más partidos invictos después de Boca, con un total de 35 partidos, que se desarrollaron en ese período.
- 1998: Bajo la dirección técnica de Mario Gómez, obtiene por segunda vez el subcampeonato local de fútbol. Cosecha un total de 40 puntos, en lo que es, al año 2013, la mejor campaña en torneos cortos en la historia del club. Se destacan en el equipo Daniel Cravero, Gustavo Bartelt y Gonzalo Belloso. Logra un resonante triunfo en la primera fecha, derrotando 4 a 0 a River Plate (campeón vigente) en el Monumental.[38] El 3 de mayo, cuatro fechas antes del final del torneo, el Granate enfrenta en Liniers a Vélez Sarsfield, con quien se encontraba disputando la punta. Se pone en ventaja en dos oportunidades y desperdicia varias chances para lograr el triunfo, pero el partido termina igualado en dos tantos.[39] A la postre, Vélez sería el campeón y Lanús el segundo. Los once titulares eran regularmente Rodrigo Burela; Juan José Serrizuela, Lucas Alessandria, Gustavo Siviero y Gabriel Ramón; Juan Fernández, Daniel Cravero, Julián Kmet y Leonardo Mas; Gustavo Bartelt y Gonzalo Belloso. En el mismo torneo, además, tiene lugar un emotivo partido en el que el conjunto granate vence 2-1 a San Lorenzo; Hugo Morales regresaba al fútbol ese día tras una larga enfermedad, y convierte el gol de la victoria en tiempo de descuento.[40]

### Promoción por no descender
En 2002, Lanús disputa la promoción por no descender. Anteriormente, en marzo del año 2000, se le habían quitado tres puntos porque desde su parcialidad arrojaron un explosivo cerca del arquero José Luis Chilavert, en un partido frente a Vélez Sársfield. El 19 de mayo de 2002, en la última fecha del Torneo Clausura, Nueva Chicago derrotaba en su cancha a Belgrano de Córdoba, cuando minutos antes de finalizar el partido, los simpatizantes locales invaden el campo y asaltan a sus propios jugadores, despojándolos de su indumentaria y provocando la suspensión del encuentro. Correspondía reglamentariamente la quita de puntos a Chicago, que de esta manera debía disputar la promoción en lugar de Lanús, cuyo promedio de descenso estaba siendo afectado por aquella quita de puntos de dos años atrás. Pero los dirigentes de Lanús no protestan por lo sucedido y la AFA, en vez de actuar de oficio, usa esto como argumento para dar por finalizado el partido con la victoria de Chicago. Como consecuencia, el equipo granate debe disputar el partido de ida por la promoción cuatro días después. Tal como había ocurrido en 1949 ante Huracán y en 1977 ante Platense, Lanús era víctima de un atropello por parte de la AFA, pero esta vez, sin que sus dirigentes reclamasen por el hecho. El Granate enfrenta entonces a Huracán de Tres Arroyos, derrotándolo 2-1 como visitante en la cancha de Platense, y obteniendo un 1-1 como local. Con el resultado global de 3-2 a favor, la permanencia de Lanús en Primera División queda confirmada.´

### Período 2003-2007
En 2003 finalizaba las obras de su estadio de fútbol. Mientras tanto, el club buscaba mejorar su rendimiento deportivo, consolidando el proyecto de inferiores. Tres años después, con un plantel mayoritariamente de jóvenes surgidos de las divisiones inferiores, obtiene el tercer subcampeonato de fútbol local de su historia en el Torneo Clausura 2006. El equipo titular lo integran: Bossio; Graieb, Gioda, Romero y Velázquez; Aguirre, Agustín Pelletieri, Archubi y Leto; Biglieri y Cristian Fabbiani, siendo el D.T. Ramón Cabrero.
Ese mismo año, Lanús vuelve a participar de un torneo internacional después de 9 años, al disputar la Copa Sudamericana 2006. Tras eliminar a Corinthians de Brasil, finaliza su participación en cuartos de final, luego de perder la serie ante el Pachuca de México, que eventualmente se coronaría como campeón del certamen. En el Torneo Apertura, el conjunto granate realiza una buena campaña y tiene un papel decisivo en la última fecha, al derrotar 2-1 a Boca Juniors en La Bombonera, privándolo de festejar un tercer título consecutivo.
En la primera mitad del año 2007, obtiene la clasificación a la Copa Libertadores por primera vez en su historia y además la clasificación a la Copa Sudamericana por segunda vez consecutiva. En ese torneo es eliminado en octavos de final por Vasco da Gama.

### El primer título de Liga
El equipo de Ramón Cabrero, con figuras destacadas como José Sand, Diego Valeri y Sebastián Blanco (entre otros), se consagra campeón del Torneo Apertura 2007. Sand marca 15 goles, siendo el máximo artillero del equipo. El torneo tiene un comienzo irregular para el Granate, que cosecha una derrota por 5-3 como visitante en la jornada inicial ante Independiente. En la segunda fecha empata 1-1 con Huracán y en la tercera vuelve a perder con Colón por 2-1. Luego, cosecha tres victorias consecutivas frente a Olimpo, Banfield y Gimnasia de Jujuy, un empate frente a Newell's en Rosario, y un nuevo triunfo por 4-3 en su estadio frente a San Lorenzo. En la novena jornada cae 3-1 contra River en el Monumental, en la que sería su última derrota en el campeonato.
Lanús se encontraba jugando la Copa Sudamericana al llegar la décima fecha, y afronta el partido con Estudiantes con mayoría de suplentes. Obtiene una victoria sobre la hora por 1-0, sumando tres puntos clave. Llegada la siguiente jornada, el equipo de Cabrero -ya eliminado de la Sudamericana- visita a Racing, equipo que llevaba una racha de tres triunfos consecutivos. El encuentro finaliza igualado 1-1, y Lanús no lograba acercarse a la punta. Pero sucesivamente derrota a Vélez en La Fortaleza y a Arsenal en Sarandí. Concluida la fecha 13, era el único escolta a una unidad del líder Independiente. En la siguiente jornada, vence 2-0 a San Martín en San Juan y queda como único puntero con 27 unidades, dos más que Tigre e Independiente, que cae derrotado ante San Lorenzo.

#### Liderazgo
En las fechas siguientes, el equipo de Cabrero ratifica su liderazgo al derrotar en un partido clave a Tigre por 2-1 y a Central como visitante por 4-1, redondeando una racha de cinco triunfos al hilo. Faltando tres jornadas, Lanús era puntero con 33 puntos, tres por encima de Boca. En la antepenúltima jornada, empata en su estadio 0-0 con Argentinos Juniors. Pero Boca Juniors pierde con Arsenal de Sarandí, resignando la posibilidad de acercarse. Tigre, con una victoria sobre Central, queda como único escolta a tres puntos del Grana.
Era mucha la expectativa para la fecha adelantada frente a Gimnasia LP, en la que Lanús podía consagrarse campeón en su propio estadio. Una Fortaleza con 40.000 simpatizantes granates recibe al equipo. Sin embargo, para el inicio del encuentro ya se sabía que Tigre había derrotado a Boca Juniors, por lo que había que esperar hasta el domingo siguiente. En la cancha, el Granate obtiene un contundente triunfo por 4-0, quedando con 37 unidades y Tigre con 34. Boca, ya sin chances, recibiría al equipo puntero en La Bombonera.

#### Controversia por la venta de entradas
Para el partido definitorio, Boca Juniors entrega apenas 2.860 entradas para la parcialidad de Lanús. Si bien era la cantidad que entregaba habitualmente, los dirigentes granates habían pedido expresamente dos bandejas superiores de una tribuna. La dirigencia del equipo local se defiende argumentando que la limitación era impuesta por la Subecretaría de Seguridad Deportiva, dirigida en ese momento por Javier Castrilli.
Las entradas se ponen a la venta en las boleterías del estadio granate. En la madrugada del 1 de diciembre, miles de simpatizantes hacen la cola allí esperando obtener una entrada. Había críticas a la organización, dado que no había seguridad ni baños químicos para quienes aguardaban en la cola. Las entradas se venden en su totalidad por la mañana, en menos de una hora. Se develaría luego que en realidad habían sido puestas a la venta 1300 (menos de la mitad). Los dirigentes de Lanús habían reservado 1.560 entradas, para jugadores, dirigentes y barrabravas, según reconociera el entonces vicepresidente de la entidad, Nicolás Russo. En la fiesta por el campeonato, que se realizaría a posteriori, un grupo de doscientos hinchas realiza gestos de desaprobación hacia el dirigente. Días más tarde, los barrabravas del club salen a apoyar a Russo ante la posibilidad de su renuncia al cargo.

#### Encuentro decisivo

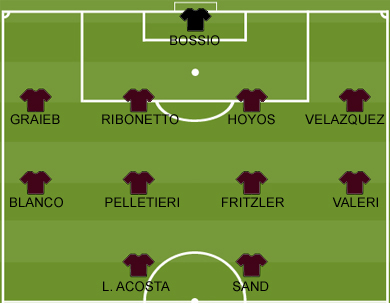
El equipo que consiguió el Torneo Apertura 2007.

El 2 de diciembre, Boca recibe a Lanús, que ya se había asegurado el partido desempate y con la igualdad era campeón por primera vez en la historia. Simultáneamente, Tigre visitaba a Argentinos Juniors, con la obligación de ganar. El Granate sale a la cancha con: Bossio, Graieb, Ribonetto, Hoyos, Velázquez; Blanco, Pelletieri, Fritzler, Valeri; Acosta y Sand. Había sido su formación titular habitual a lo largo de todo el torneo.
A los 37 minutos del primer tiempo, de un tiro de esquina, el goleador Sand establece la apertura del marcador con un gol de cabeza. Por su parte, Tigre era superado por Argentinos, que a los 11 minutos del segundo tiempo se ponía en ventaja. En La Boca, a los 22 del complemento llega el empate xeneize a través de Palermo. No se modificarían los resultados. Tras el pitazo final y una vez consumada la victoria granate, se desata el festejo de los jugadores. Lanús se consagraba por primera vez en su historia campeón de primera división, adjudicándose el Torneo Apertura. Luego de finalizado el encuentro, los jugadores reciben la copa y dan la vuelta olímpica. Inmediatamente se dirigen a La Fortaleza, donde decenas de miles de simpatizantes granates habían seguido el encuentro en pantalla gigante. La hinchada recibe a sus jugadores y continúa celebrando junto a ellos por varias horas.

### Período 2008-2013
En 2008, en su primera participación en la Copa Libertadores, es el único de los 32 equipos que finaliza invicto la fase de grupos. Alcanza los octavos de final, instancia en la que resulta eliminado frente al Atlas de México. En mayo el equipo de básquet obtiene el ascenso a la Liga Nacional por primera vez, tras derrotar a Argentino de Junín 3-0 en la serie. Tras un mal comienzo en el Torneo Apertura, el equipo de fútbol se recupera y cierra una excelente campaña con siete partidos invicto, obteniendo 19 sobre 21 puntos posibles en el tramo final del campeonato. Llega a la última jornada con posibilidades de obtener el título y finaliza con 37 puntos, a dos de los punteros. José Sand es el goleador del torneo con 15 tantos.
Al año siguiente Lanús logra un tercer puesto (segundo por puntos) en el Torneo Clausura 2009. Llega a la penúltima fecha con 34 puntos, dos menos que el puntero Vélez y uno menos que Huracán. En esta jornada se enfrentaba ante el primero, al mismo tiempo que Huracán jugaba frente a Arsenal de Sarandí. En la media hora de juego, el Grana se pone en ventaja con gol de Sand, con lo que conseguía momentáneamente la punta. Sin embargo, tan solo cinco minutos más tarde el «Globo» se ponía en ventaja allá en Parque Patricios, con lo que superaba al Grana en la tabla. A los 27' de la segunda etapa, Vélez iguala el encuentro. Con ambos partidos finalizados, el Grana quedaba fuera de la lucha por el título. No obstante, queda como el mejor equipo de la temporada al sumar 75 puntos entre Apertura y Clausura. Pepe Sand vuelve a ser el máximo artillero del campeonato, esta vez con 13 tantos. Así, completó la temporada 2008/09 con 28 goles. Luego, el ídolo granate sería vendido por diez millones de dólares al Al-Ain de los Emiratos Árabes.
El 12 de enero de 2010, el presidente del club, Nicolás Russo, junto con su par del Club Atlético Victoriano Arenas, Domingo Sganga, firman un Convenio de Cooperación Institucional y Deportiva que tiene, entre otros objetivos, disponer el acceso directo de jugadores de Fútbol Infantil y Juvenil de la institución de Valentín Alsina al club granate, que a su vez será quién organizará y supervisará todo lo relacionado con estas actividades.
En 2011, durante el primer semestre del año, el Club Atlético Lanús vuelve a consagrarse subcampeón del fútbol argentino, bajo la conducción técnica del debutante Gabriel "Chucho" Schurrer, quien fuera ídolo del club como jugador. No tiene un buen comienzo en el Torneo Clausura, y sufre tres derrotas en las primeras seis fechas. Sin embargo, encadenaría luego una racha de once partidos invicto, con cuatro victorias consecutivas. Consigue importantes triunfos en su estadio, por 4-1 a Racing y por 2-0 a Boca. También derrota 1-0 a Colón en el Cementerio de los Elefantes. En la fecha 14, recibe en La Fortaleza al puntero Vélez (eventual campeón del certamen), y logra una victoria clave por 3 a 2. Esto le permite acercarse a la punta y le facilita disputar el título hasta la penúltima fecha, donde debía enfrentar a Argentinos en su estadio. La diferencia entre el Fortín y el Granate era de 4 puntos, por lo tanto, Lanús estaba obligado a ganar para poder pelear el campeonato hasta la última fecha. Pero cae por 1 a 0 y se queda sin chances de dar la vuelta. En la última jornada, el Granate vence en condición de visitante a River por 2 a 1, condenándolo a disputar la promoción, que culminaría en su posterior descenso. Destacándose las figuras de Diego Valeri, Mauro Camoranesi, Guido Pizarro, Agustín Marchesín y Silvio Romero, el equipo cosecha 35 puntos, campaña que le alcanza no solo para consagrarse subcampeón, sino también para clasificar a la Copa Sudamericana 2011. Con la sumatoria de puntos de los torneos Apertura y Clausura, se clasifica además a la Copa Libertadores 2012.
En la primera mitad de 2012, Lanús vuelve a participar de la Copa Libertadores luego de dos años. Clasifica a los octavos de final, tras un histórico triunfo frente a Olimpia de Paraguay. El encuentro, disputado en La Fortaleza, culmina con un marcador de 6-0 a favor del conjunto local. Representa la máxima goleada conseguida en la historia en un torneo internacional por el equipo granate. Lanús finaliza primero en su grupo y resulta eliminado en octavos por Vasco Da Gama, en la definición por penales. Para el Torneo Inicial 2012, asume la dirección técnica Guillermo Barros Schelotto, reemplazando a Schürrer. El equipo tiene un mal comienzo pero realiza una excelente campaña, logrando quebrar un récord histórico, al ganar siete partidos en forma consecutiva entre la fecha 10 y la 16, siendo además el equipo con menos goles en contra en el torneo (10). Llega a la penúltima fecha con posibilidades de disputarle el título a Vélez, pero cae 1 a 0 frente al recién ascendido River en el Monumental y finaliza el torneo en el cuarto puesto.
En 2013, en el Torneo Final, Lanús vuelve a aparecer en los primeros puestos. En el comienzo consigue dos victorias por goleada (4-0 de local frente a Colón y 3-0 como visitante frente al eventual campeón, Newell's). Retiene la punta del torneo las primeras 10 fechas, pero comienza a acumular empates y la pierde a manos de Newell's en la fecha 11. A pesar de recuperarla parcialmente en la jornada siguiente, volvería a perderla en la fecha 13. En la pelea por el título se encontraba además River, equipo que visita al Granate anteúltima jornada. Lanús vence al conjunto millonario con una goleada histórica por 5-1, pero tenía que completar un partido frente a Estudiantes en La Plata. Dicho encuentro, correspondiente a la fecha 17, había sido suspendido en el entretiempo por graves incidentes, donde un hincha de Lanús falleció luego de recibir un impacto de bala de goma por parte de un policía, además de registrarse varios heridos. Lanús debía revertir un 0-2 en contra en los 45 minutos restantes, para mantenerse con chances hasta la última fecha. El resultado no se modificaría, por lo que finalmente Newell's se consagra campeón. Culminando el torneo en el tercer puesto, y redondeando una excelente campaña de 67 puntos en toda la temporada 2012/13, el equipo granate logra la clasificación a la Copa Sudamericana 2013. En la segunda mitad del año, el equipo de Guillermo Barros Schelotto se consagra subcampeón del Torneo Inicial 2013, detrás de San Lorenzo de Almagro.

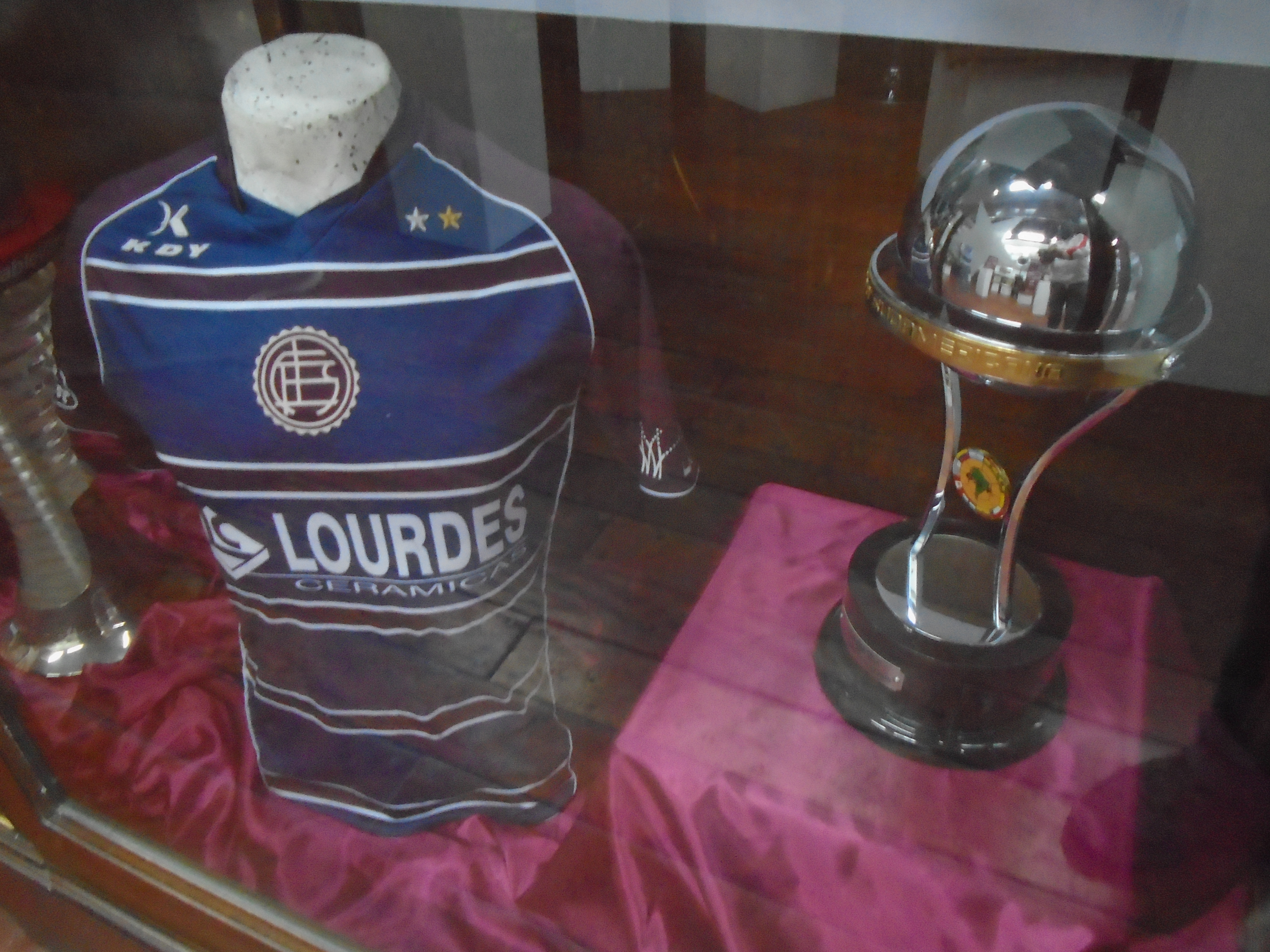
Camiseta y trofeo de la Copa Sudamericana 2013, expuestos en el Museo Granate, del Club Atlético Lanús.

### Segunda conquista internacional
En el segundo semestre de 2013, Lanús logra su segunda conquista a nivel internacional, al adjudicarse la Copa Sudamericana 2013. Inicia su participación en la segunda fase de la competencia, derrotando a Racing Club de Avellaneda por 2-1 como visitante y 2-0 como local. En los octavos de final enfrenta a Universidad de Chile (campeón de la Copa Chile 2012-13 y dos años antes campeón de la Copa Sudamericana), venciendo al equipo trasandino con un contundente 4-0 en La Fortaleza, y redondeando la serie 4-1 en su favor luego de un 0-1 como visitante en el Estadio Nacional. En cuartos se cruza con River Plate, empatando 0-0 como local y ganando por 3-1 en el Monumental. Ya en la instancia semifinal, derrota 2-1 como visitante a Libertad de Paraguay (campeón del Torneo Clausura 2012 de su país), repitiendo el mismo marcador en condición de local. El conjunto granate accede de esta forma a su tercera final continental.
En la final, el equipo de Barros Schelotto enfrentaba a Ponte Preta de Brasil, equipo que había accedido a esta instancia tras eliminar sucesivamente a Vélez Sarsfield (campeón argentino vigente, de la temporada 2012/13) en cuartos de final y a São Paulo (campeón defensor del torneo) en semifinales. Lanús definía, por primera vez en su historia, un certamen de estas características en calidad de local. Por lo que el partido de ida se disputa el 4 de diciembre en el Estadio Pacaembú de São Paulo, finalizando con un marcador de 1-1, con goles de Fellipe Bastos para el local y de Paolo Goltz para Lanús, ambos de tiro libre. La revancha tendría lugar una semana más tarde, el 11 de diciembre, en una Fortaleza colmada con más de 45.000 simpatizantes granates. Lanús obtiene un claro triunfo por 2-0, con goles de Víctor Ayala e Ismael Blanco, consagrándose así como campeón del certamen.
| Marchesín Velázquez Goltz Araujo Izquierdoz Ayala Silva Blanco Somoza Benítez González |

### Período 2014-2015
Lanús cerraba en 2013 una de las mejores campañas de su historia, logrando la clasificación directa a los octavos de final de la Copa Sudamericana 2014 y a la Copa Libertadores 2014, además de obtener el derecho a disputar la Recopa Sudamericana 2014 frente a Atlético Mineiro.
En 2014, Lanús realiza la mejor campaña en su historia en la Copa Libertadores de América hasta el momento, alcanzando los cuartos de final. Inicialmente, derrota a Caracas FC de Venezuela en partidos de ida y vuelta y accede a la fase de grupos. Allí, luego de un mal arranque (cosecha solamente un punto en los primeros tres partidos), logra dos importantes triunfos como local ante Deportivo Cali de Colombia y Cerro Porteño de Paraguay. Al igualar el sexto y último encuentro como visitante frente a O'Higgins de Chile, clasifica a los octavos de final, ocupando la segunda plaza del grupo 3. En esta instancia elimina a Santos Laguna de México, luego de derrotarlo en forma sucesiva por 2-1 en La Fortaleza y 2-0 en México. De esta manera se mete entre los ocho mejores equipos del continente. En cuartos de final enfrenta a un sorpresivo Bolívar (considerado hasta el momento como el mejor equipo boliviano de las últimas décadas), y queda eliminado tras igualar 1-1 como local y perder 1-0 en La Paz.
En la Recopa Sudamericana, el conjunto granate cae en el partido de ida por 1-0 ante Mineiro. Si bien lo derrota 3-2 en el partido de vuelta disputado en Belo Horizonte (logrando su primer triunfo en Brasil en su historia), debe disputarse el alargue, dado que en una final no se considera la regla del gol de visitante. Allí, el equipo brasilero convierte dos goles y se adjudica el título al ganar por un resultado global de 5-3.

### Centenario

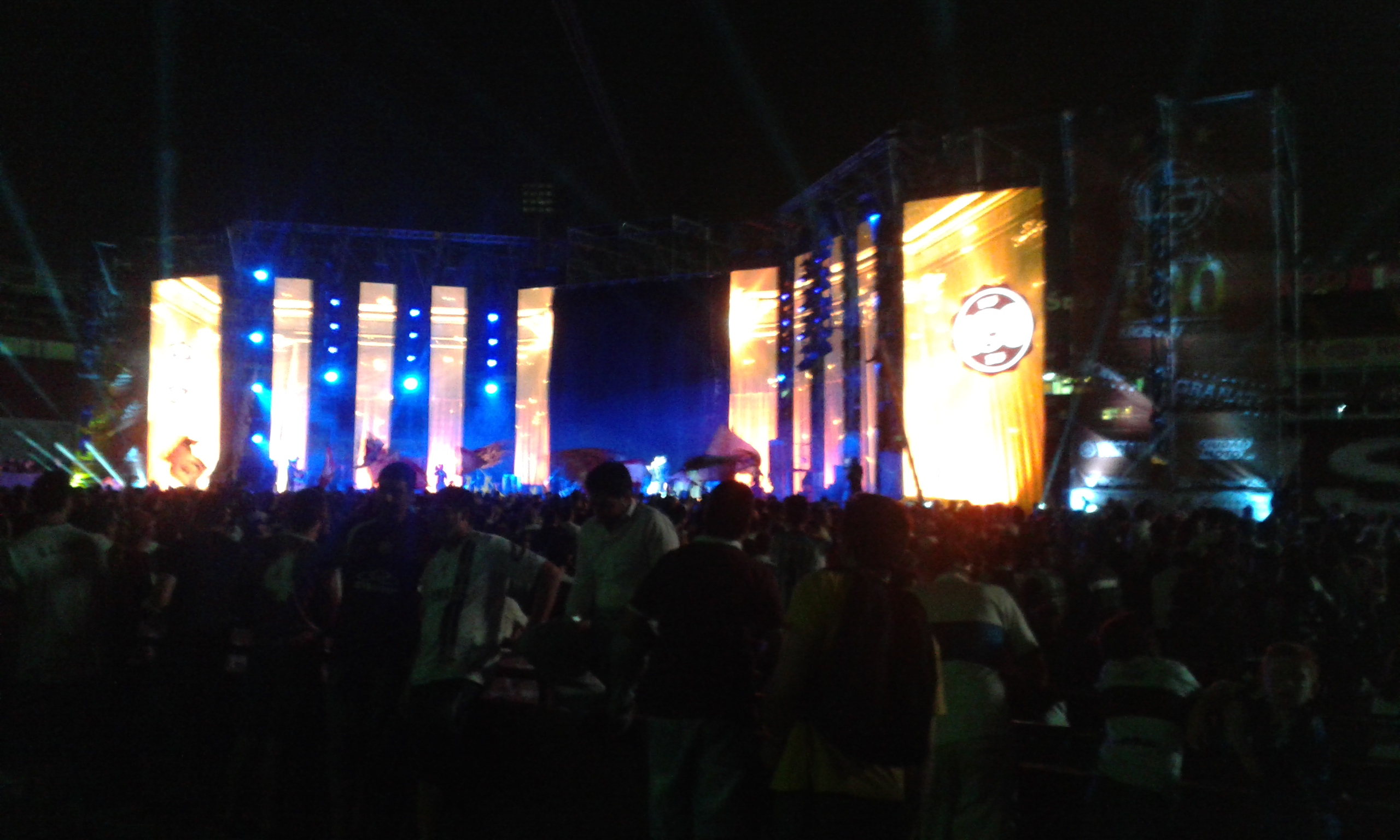
Escenario montado en La Fortaleza durante la fiesta del centenario.

El 3 de enero de 2015, Lanús celebra el centenario de su fundación. A tal fin se conforma en los años previos la Comisión del Centenario, la cual se ocupa de los preparativos para los festejos que se llevan a cabo, entre otras cuestiones. En forma paralela a los festejos gestados desde el seno del club se lanza en forma privada una serie de libros denominados "Centenario Granate" que recopilan toda la historia de la institución, contándose hasta diciembre del año 2015 con 3 volúmenes aparecidos.

#### Selección del logotipo representativo
La Comisión del Centenario, junto con el Departamento de Cultura del club, organiza en 2011 un concurso para confeccionar el logo del centenario. El logo seleccionado se da a conocer en diciembre del mismo año.

#### Caravana previa a la fiesta
El 2 de enero de 2015 a las 17 horas se organiza una caravana de simpatizantes previa a la fiesta, enarbolando una bandera de casi 600 metros de largo. Dicha caravana parte desde la estación Lanús y llega hasta la Plaza Sarmiento, cerca del estadio granate.

#### Fiesta en La Fortaleza
A las 21 horas del mismo 2 de enero comienza la fiesta en el estadio granate, con la participación de numerosos exjugadores consagrados de la institución, entre ellos Héctor Enrique, Armando González, Hugo Morales y José Sand. El festejo se realiza sobre un escenario de 50 metros de ancho por 20 y 11 de alto, con pantallas led.
Previo a la medianoche, tiene lugar el show de Prix D'Ami, grupo que combina la música con actuación y acrobacias. La fiesta cuenta además con la proyección de un video sobre la ciudad realizado por Pedro Saborido. Realizan shows musicales El Chávez, Todopoderoso Popular Marcial y en el cierre Los del Fuego.

### Segundo título de Liga
El Campeonato de 2016 presentaba un formato inusual, con un total de 30 equipos separados en dos zonas. Dentro de las mismas, los equipos se enfrentaban a una sola rueda en 15 fechas, cada una incluyendo un partido interzonal. Se incluía además una fecha adicional, la 16.ª, exclusiva para los clásicos. Los dos ganadores de cada zona disputarían un partido final en cancha neutral.
De cara a la competición, asume la dirección técnica Jorge Almirón. Al mismo tiempo, se incorpora a una figura histórica, el goleador José Sand, quien retorna a la institución a los 35 años de edad. El Pepe se reencuentra con Lautaro Acosta, Agustín Pelletieri
y Maximiliano Velázquez, con quienes ya había formado parte del equipo campeón de 2007.

#### Comienzo del torneo
Lanús integra la Zona 2, y comienza el torneo de manera inmejorable, con cuatro victorias sobre Estudiantes, Defensa y Justicia, Temperley y Atlético Tucumán. Siendo puntero, empata 2-2 en la quinta fecha frente a San Martín, como visitante en San Juan, y en la fecha siguiente derrota 3-0 a Newell's en La Fortaleza. Cae 2-1 como visitante frente a Racing Club en la fecha 7, pero se recupera rápidamente al derrotar 2-0 a Boca Juniors como local y obteniendo una goleada 4-0 ante Unión en Santa Fe.

#### Consolidación y triunfo en los clásicos
En la fecha 10, se produce el primer cruce con Banfield, que integraba la Zona 1. En el estadio Florencio Sola, obtiene una victoria por 2-0, alzándose con el primer clásico. Luego, vence 2-1 como local a Atlético de Rafaela. En la duodécima fecha, exclusivamente de clásicos, vuelve a enfrentar a Banfield, esta vez en La Fortaleza. Obtiene un nuevo triunfo por 2-0.

#### Quiebre de la racha histórica
Luego de derrotar por segunda vez en el clásico a Banfield, alcanza su mejor racha histórica de comienzo de temporada, al ganar diez de los primeros doce partidos jugados en un torneo de Primera División. De esta manera, supera la anterior marca lograda en 1927, cuando en igual cantidad de cotejos iniciales había triunfado en nueve, con dos empates y una derrota.
En la fecha 13 vence 1-0 como visitante a Tigre en el Coliseo de Victoria. En la fecha siguiente logra un nuevo triunfo 2-0 como local ante Aldosivi, resultando así ganador de la Zona 2 y por ende clasificando como finalista del torneo, con dos fechas de antelación. Es además el primer equipo argentino en clasificarse a la Copa Libertadores 2017.
En las dos jornadas finales, Lanús presenta un equipo alternativo, obteniendo un empate como visitante ante Argentinos y cayendo como local ante Huracán. Paralelamente, San Lorenzo de Almagro logra ganar la Zona 1, adelantando en la última jornada a Godoy Cruz, convirtiéndose de esta forma en el segundo finalista.

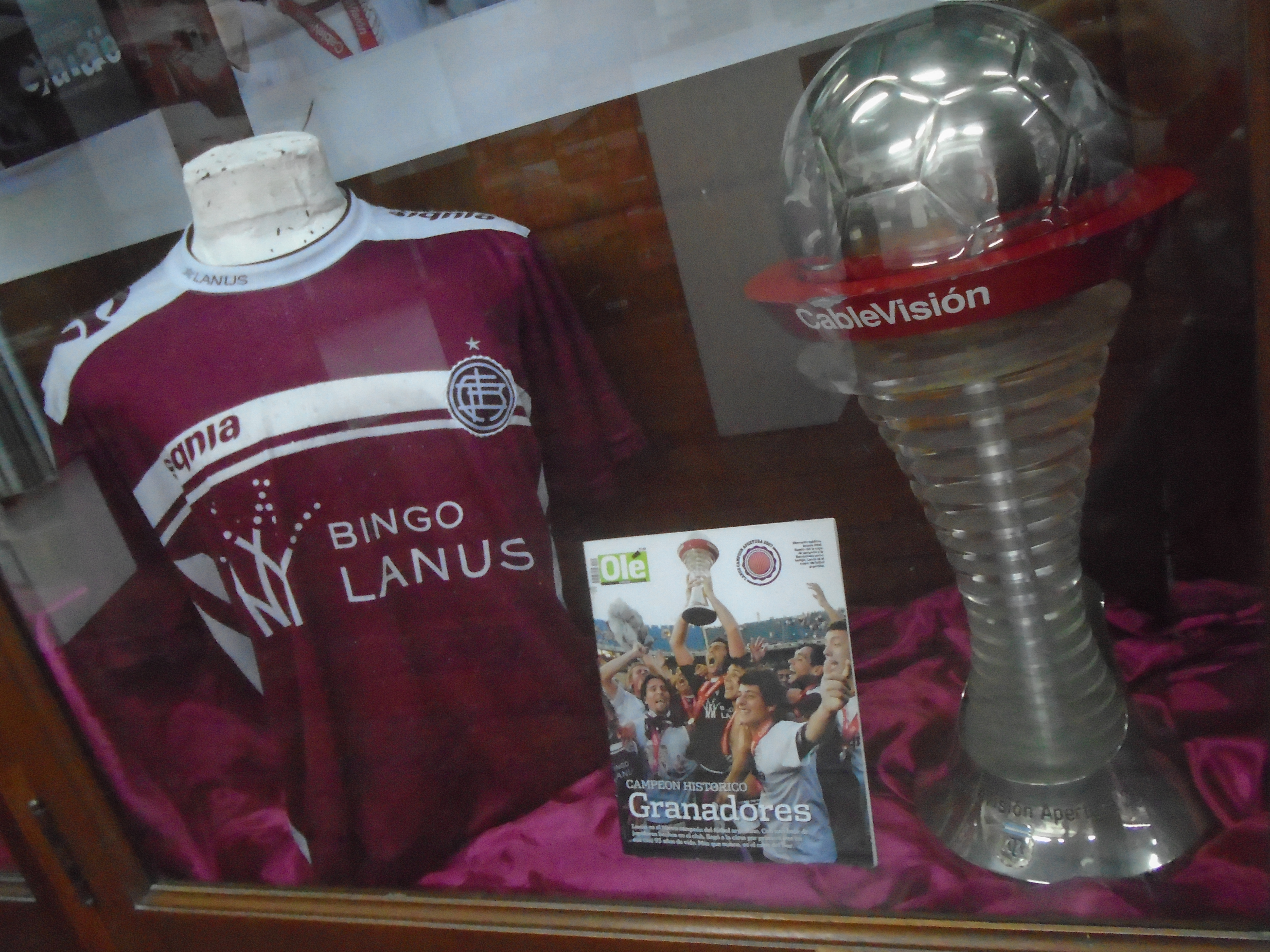
Camiseta y trofeo del Campeonato ganado en 2007, Primer título en Primera División, expuestos en el Museo Granate, del Club Atlético Lanús.

#### Final en el estadio Monumental
La final entre Lanús y San Lorenzo para definir el campeonato tiene lugar el 29 de mayo, en el estadio de River Plate, frente a más de 60.000 simpatizantes de ambos equipos. El conjunto granate domina las acciones desde el comienzo del encuentro y se pone en ventaja a los 17 minutos del primer tiempo, con gol de Junior Benítez. Ya en la segunda etapa, Miguel Almirón convierte a los 12 minutos para poner el marcador 2-0. El goleador José Sand marca el tercer tanto a los 28, alcanzando la marca de 15 goles en 17 partidos, idéntica cifra que alcanzara en el título obtenido en 2007 (aunque esta vez con dos partidos menos y resultando el máximo artillero del certamen). Finalmente, a falta de dos minutos de concluir el encuentro, Lautaro Acosta anota el cuarto gol, redondeando un contundente e histórico 4-0. Lanús se consagra así campeón del certamen. A posteriori, la caravana de simpatizantes granates se encamina desde Núñez hasta Lanús Este junto a los jugadores, para celebrar el título en La Fortaleza, de manera análoga a lo ocurrido tras la obtención del Torneo Apertura 2007. En aquella oportunidad, Lanús había logrado el título en la Bombonera, por lo que tiene la particularidad de haberse consagrado campeón en los dos estadios más importantes del país, pertenecientes a los dos clubes más poderosos, Boca Juniors y River Plate.

### Copa Bicentenario y Supercopa 2016

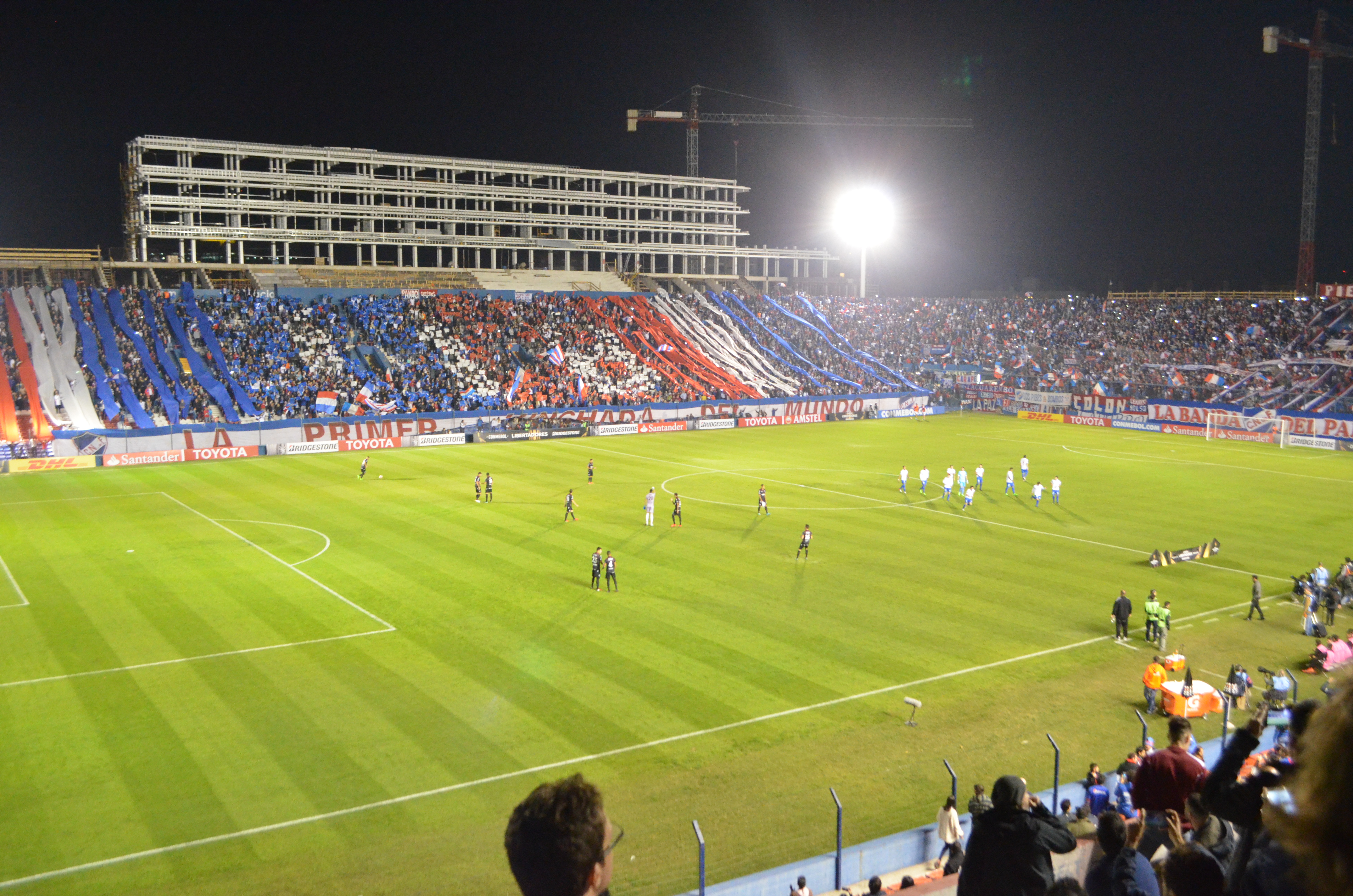
Partido entre Lanús y Nacional, en el Estadio Gran Parque Central, por la fase de grupos de la Copa Libertadores 2017.

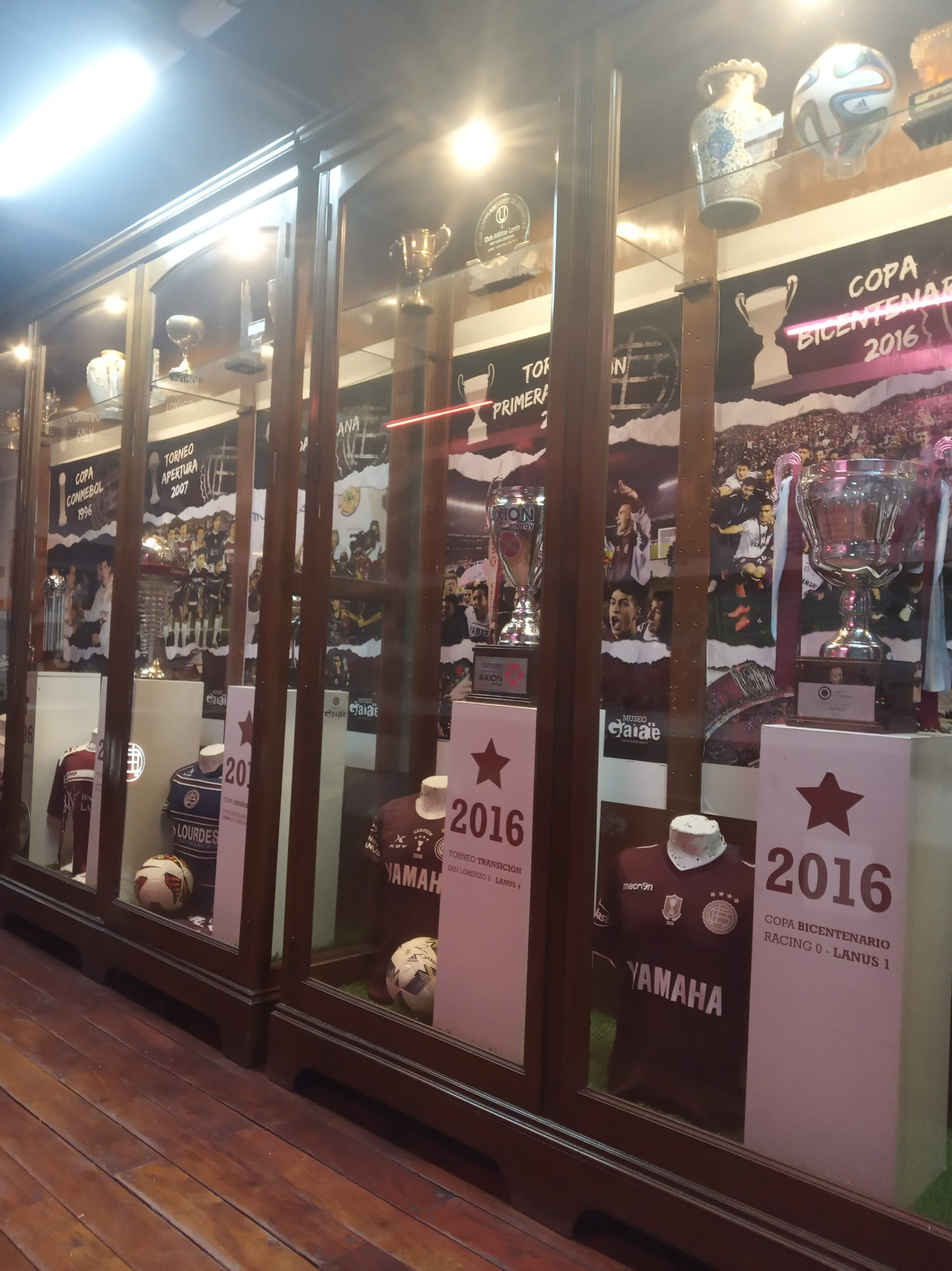
Museo Granate. Vitrina con los títulos oficiales del Club.

El 14 de agosto de 2016, Lanús enfrenta a Racing para disputar la Copa del Bicentenario de la Independencia. El club de Avellaneda se había consagrado campeón del torneo de transición de 2014, y dada la excepcionalidad de ese certamen no jugó oportunamente la Supercopa Argentina, por lo que la AFA decide organizar esta copa oficial para enfrentar a ambos campeones. Se disputa a un solo encuentro, en el estadio Presidente Perón, tras definirse la localía mediante un sorteo realizado en la sede de la AFA. Lanús se consagró campeón al vencer por 1 a 0 a Racing, sobre el final del partido, con gol de Brian Montenegro.
El Granate se enfrenta a River Plate el 4 de febrero de 2017 en el Estadio Único de La Plata, por la Supercopa Argentina. El conjunto de Almirón había accedido a esta final por ser el ganador del Campeonato de Primera División 2016, y River por haberse consagrado campeón de la Copa Argentina en noviembre de 2016. El encuentro presenta un trámite parejo en el primer tiempo, sin embargo, Lanús convierte tres goles en solo 18 minutos, siendo los autores Lautaro Acosta, Nicolás Pasquini y José Sand. De esta manera Lanús coronaba un exitoso ciclo, obteniendo tres títulos locales en solamente ocho meses, ganando tres finales frente a equipos tradicionalmente denominados grandes (San Lorenzo, Racing y River).

### Subcampeón de la Copa Libertadores
El conjunto granate tendría la mejor campaña de su historia en la Copa Libertadores 2017. Finaliza primero en su grupo y se clasifica a octavos de final, obteniendo trece puntos en seis partidos. Es el segundo mejor equipo entre los dieciséis clasificados, solo detrás de Atlético Mineiro.
En los octavos de final se enfrenta a The Strongest, igualando 1-1 en la altura de La Paz y venciendo 1-0 en su estadio, consiguiendor un resultado global de 2-1. En cuartos de final elimina en la definición por penales a San Lorenzo de Almagro tras caer como visitante 0-2 y lograr una remontada 2-0 en La Fortaleza.
En semifinales, Lanús enfrenta a River Plate, que lo vence 1-0 en el partido de ida en el Monumental. En la vuelta en Lanús, River se pone en ventaja 2-0 en el primer tiempo, obteniendo un resultado global de 3-0 y obligando a Lanús a convertir cuatro goles para lograr la clasificación. El equipo granate logra el descuento sobre el cierre de la primera etapa, y convierte otros tres tantos en el complemento, consiguiendo un global de 4-3, una hazaña de acuerdo a la prensa especializada Además, es la primera vez en la historia de la competición que un equipo logra ganar un partido en los noventa minutos por dos goles de diferencia, tras ir en desventaja 0-2.
De esta forma, Lanús se clasifica por primera vez a la final de la Copa Libertadores, donde enfrentaría a Grêmio de Porto Alegre. Debido a su buena performance en la fase de grupos, definiría como local todos sus partidos de la fase de eliminatoria, incluyendo la final. En el partido de ida, disputado en Porto Alegre, domina las acciones en el primer tiempo, generando situaciones de peligro aunque sin lograr concretar el gol. Sobre el final del partido, Grêmio logra convertir, imponiéndose por 1-0. Ya en la vuelta, con un estadio granate repleto, Grêmio consigue marcar un gol de contraataque y otro tanto tras una gran jugada individual de Luan. Lanús logra descontar en el segundo tiempo con un gol de penal de José Sand, quien resulta el máximo artillero del certamen. Sin embargo, no conseguiría revertir el marcador, que culmina con un global de 1-3. De esta manera se consagra como subcampeón del principal torneo continental a nivel de clubes.
En la siguiente temporada, finaliza en la octava posición, asegurándose un lugar en la Copa Sudamericana 2018. Luego de consagrarse como el segundo mejor equipo del continente a fines de 2017, Jorge Almirón deja de ser el director técnico.

### Presente
Una vez finalizada la Copa Libertadores 2017 el plantel sufre una depuración, perdiendo a varios de los nombres que formaran parte del ciclo anterior y desembocando en una mala campaña en la Superliga 2017-18, finalizando en el puesto número 21° y (por primera vez en 13 años) no logrando clasificar a competencias internacionales para la temporada siguiente. Los malos resultados desembocan en la renuncia de Carboni y la posterior llegada de Luis Zubeldía.
Durante el ciclo de Zubeldía, Lanús finaliza la Superliga 2018-19 en la 11° posición, revirtiendo el mal arranque de campeonato y clasificando a la Copa Sudamericana 2020. En la misma, consigue acceder a la final, que perdería frente a Defensa y Justicia. Asimismo, también conseguiría llegar a semifinales en la Copa Argentina 2018-19, mientras que las buenas actuaciones en la Superliga 2019-20 y en la Liga Profesional 2021 le darían al equipo las clasificaciones a la Copa Sudamericana 2021 y a la Copa Sudamericana 2022, respectivamente. Luego de un recambio de autoridades en el Club, y por decisión del propio cuerpo técnico, Zubeldía decide no renovar su contrato.
Comienza así una nueva etapa en Lanús en 2022, donde luego de asumir Luis Chebel como presidente,
Jorge Almirón vuelve como DT del primer equipo.
El segundo ciclo de Almirón resulta irregular, ya que durante el primer semestre Lanús finaliza anteúltimo en su grupo de Copa de la Liga 2022, pero al mismo tiempo consigue el pase a octavos de final en la Copa Sudamericana 2022. Sin embargo, resulta eliminado en dicha instancia frente a Independiente del Valle (posteriormente, campeón del torneo). Esto lleva al despido de Almirón por parte de los dirigentes, dándose una situación atípica desde lo institucional (el último técnico despedido había sido Néstor Gorosito en el año 2005) y también en lo deportivo, ya que 2022 resulta ser el peor año futbolístico de Lanús desde su regreso a Primera División.  Tras la salida de Almirón, Rodrigo Acosta ocupa interinamente el cargo de DT, hasta que asume Frank Darío Kudelka.
Desde mitades de 2023, el nuevo técnico de la institución es Ricardo Zielinski, entrenador que volvió a llevar al club al plano internacional, clasificándose a la Copa Sudamericana 2024, donde clasificó primero de su grupo con 13 unidades y ya se ubica en cuartos de final tras vencer a Liga Deportiva Universitaria de Quito en octavos.

## Símbolos

### Historia y evolución del escudo
| Evolución del escudo | Evolución del escudo | Evolución del escudo | Evolución del escudo | Evolución del escudo | Evolución del escudo | Evolución del escudo | Evolución del escudo | Evolución del escudo |
| -------------------- | -------------------- | -------------------- | -------------------- | -------------------- | -------------------- | -------------------- | -------------------- | -------------------- |
| 1915-1931            | 1931-1932            | 1932-1935            | 1935-1937            | 1937-1940            | 1951-1955            | 1955-1960            | 1960-1974            | 1977-1980            |
|                      |                      |                      |                      |                      |                      |                      |                      |                      |
|                      |                      |                      |                      |                      |                      |                      |                      |                      |
| 1996-2004            | 2004-2007            | 2007-2009            | 2009-2013            | 2013-2016            | 2016-2017            | 2017-2021            | 2021-2024            | 2024-Act             |
|                      |                      |                      |                      |                      |                      |                      |                      |                      |

El socio fundador y vocal de la institución, Carlos H. Pointis, arquitecto de profesión, fue el encargado de la creación del símbolo que caracterizaría al club hasta el día de la fecha. La composición del mismo son las letras C, A Y L, iniciales del nombre completo entrelazadas dentro de un círculo; el mismo es completado con ondas alrededor. Lo cual, en realidad, se trata de un lacre. Se puede observar el escudo en las camisetas a partir del año 1929.
Hasta el día de la fecha el club mantiene el mismo escudo desde el día de su concepción, observándose cambios solo en la disposición de las letras. Durante la década del 50 fue normal ver en las camisetas un banderín como escudo.
En el año 2005, debido a los 90 años de la institución, se agrega sobre el escudo una estrella plateada, simbolizando el logro de la Copa Conmebol 1996. Se agrega además la frase "90° aniversario" debajo del logo del club. La estrella se mantuvo hasta finales de 2007 cuando, luego del campeonato local obtenido, se agrega una segunda estrella sobre el escudo, de color dorado. El escudo del club también fue representado incluyendo dos estrellas, en alusión a la Copa Conmebol 1996 y al Torneo Apertura 2007. Esto fue vigente hasta la obtención de la Copa Sudamericana 2013, con lo que se incluyó una tercera estrella.
En vistas al centenario de la institución, se crearon en el año 2011 los logos de "camino al centenario". Estos acompañarán todos los eventos y actividades que se realicen hasta el 2015.
En la actualidad el escudo de Lanús sigue siendo el mismo de la década de los 2000 sin grandes modificaciones, siempre manteniendo el lacre, anillo e iniciales enlazadas con las siete estrellas por los títulos ganados en 1955, 1996, 2007, 2013, 2016, 2016 y 2017.

### Himno
En 1932 se dio a conocer la letra del himno que identifica al club. La letra le pertenece al socio Daniel Cao y la música a Domingo Ilvento. En ella, se buscaba expresar la pujanza de una institución de 17 años que crecía día a día al ritmo del barrio donde estaba asentada. La mención de la "casaca roja que tantos triunfos supo conquistar" llama la atención a los estudiosos y es propia de la denominación que tenía por entonces el Club Atlético Lanús. La marcha fue luego cambiada en la década del 50 por la que se utiliza en eventos oficiales al año 2013.

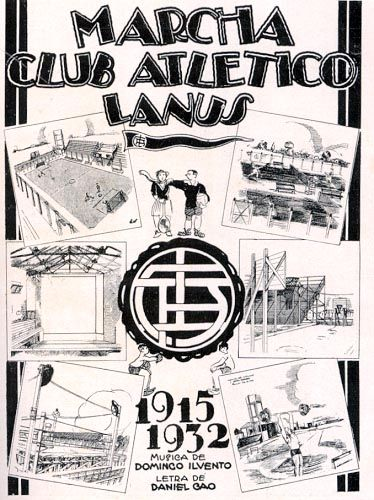
Tapa del himno de Lanús.

Marcha actual del Club Atlético Lanús
Lanús, siempre Lanús
inigualable y divino es tu color
y ostentas por tu virtud
omnipotente es tu color de norte a sur
Lanús, grito inmortal
de las tribunas se oye tu nombre aclamar
Con amor, con honor
saliendo siempre en tus encuentros vencedor
Lanús, tu casaca granate me fascina
Lanús, tu vives en mi alma siempre con amor
Lanús, sólo llevo tu imagen en mi mente
grabada tan patente con inmenso fervor
Lanús, siempre Lanús
inigualable y divino es tu color
y ostentas por tu virtud
omnipotente es tu color de norte a sur
Lanús, gloria a Lanús
por tu coraje y por tu hazaña singular
Lanús, siempre Lanús
en nuestro fútbol nadie te podrá igualar
Lanús, tu casaca granate me fascina
Lanús, tu vives en mi alma siempre con amor
Lanús, sólo llevo tu imagen en mi mente
grabada tan patente con inmenso fervor
Lanús, gloria Lanús
por tu coraje y por tu hazaña singular
Lanús, siempre Lanús
en nuestro fútbol nadie te podrá igualar
Lanús, Lanús.

## Uniforme
Tradicionalmente el Club Atlético Lanús utiliza camiseta granate, pantalones granates y medias blancas con bordes Granates. Su vestimenta alternativa es camiseta blanca con decoraciones granate, pantalones blancos y medias blancas.
* Uniforme titular: Granate con vivos negros, pantalón granate y medias granates.
* Uniforme alternativo: Blanco con vivos granates, pantalón blanco y medias blancas.

### Historia
En los primeros años utilizaba una camiseta de color rojo, razón por la cual se lo llamaba "el equipo rojo del sur". Otra versión sugiere que en realidad los dirigentes buscaban diferenciarse del resto de los equipos por medio del color bordó, pero ante la imposibilidad de conseguir indumentaria con el mencionado color, se comenzó a utilizar la camiseta roja, con cuello y puños blancos. Existe además la creencia de que el Club Pontevedra de España inspiró con su color granate a algunos socios fundadores de Lanús, quienes eran originarios de la ciudad homónima. Sin embargo, esta teoría es inconsistente, dado que el club español recién sería fundado en 1941, mientras que Lanús comenzó a utilizar la camiseta granate en 1928. En la primera versión del himno del club, se puede leer la frase "casaca roja que tantos triunfos supo conquistar", luego fue reescrito en la década del 50, reemplazando la línea por "tu casaca Granate me fascina".
| 1915 | 1915 | Entrados los años 20' | Alternativa hacia los años 20' | Modelo clásico a la actualidad | Alternativa clásica a la actualidad | Otras opciones | Otras opciones alternativas |
| ---- | ---- | --------------------- | ------------------------------ | ------------------------------ | ----------------------------------- | -------------- | --------------------------- |
|      |      |                       |                                |                                |                                     |                |                             |

### Modelos especiales
| 1999 | Sudamericana 2007 | Especial Lanús campeón 2007 | Libertadores 2008 | Libertadores 2008 |
| ---- | ----------------- | --------------------------- | ----------------- | ----------------- |
|      |                   |                             |                   |                   |

| Libertadores 2009 | Libertadores 2010 | Sudamericana 2011 | Sudamericana 2013 | Recopa Sudamericana 2014 |
| ----------------- | ----------------- | ----------------- | ----------------- | ------------------------ |
|                   |                   |                   |                   |                          |

### Camisetas del Centenario
Las Camisetas del Centenario son una serie de camisetas históricas que la Comisión Del Centenario del Club Atlético Lanús lanza como homenaje durante su camino al centenario del 2015. Hasta ahora se lanzaron 4 modelos, y se espera uno más.
| Esfuerzo 1927 | Básquet 50' 60' 70' | Talento 1956 | Elegancia y Sencillez 1964/68 |
| ------------- | ------------------- | ------------ | ----------------------------- |
|               |                     |              |                               |

#### Últimos diseños

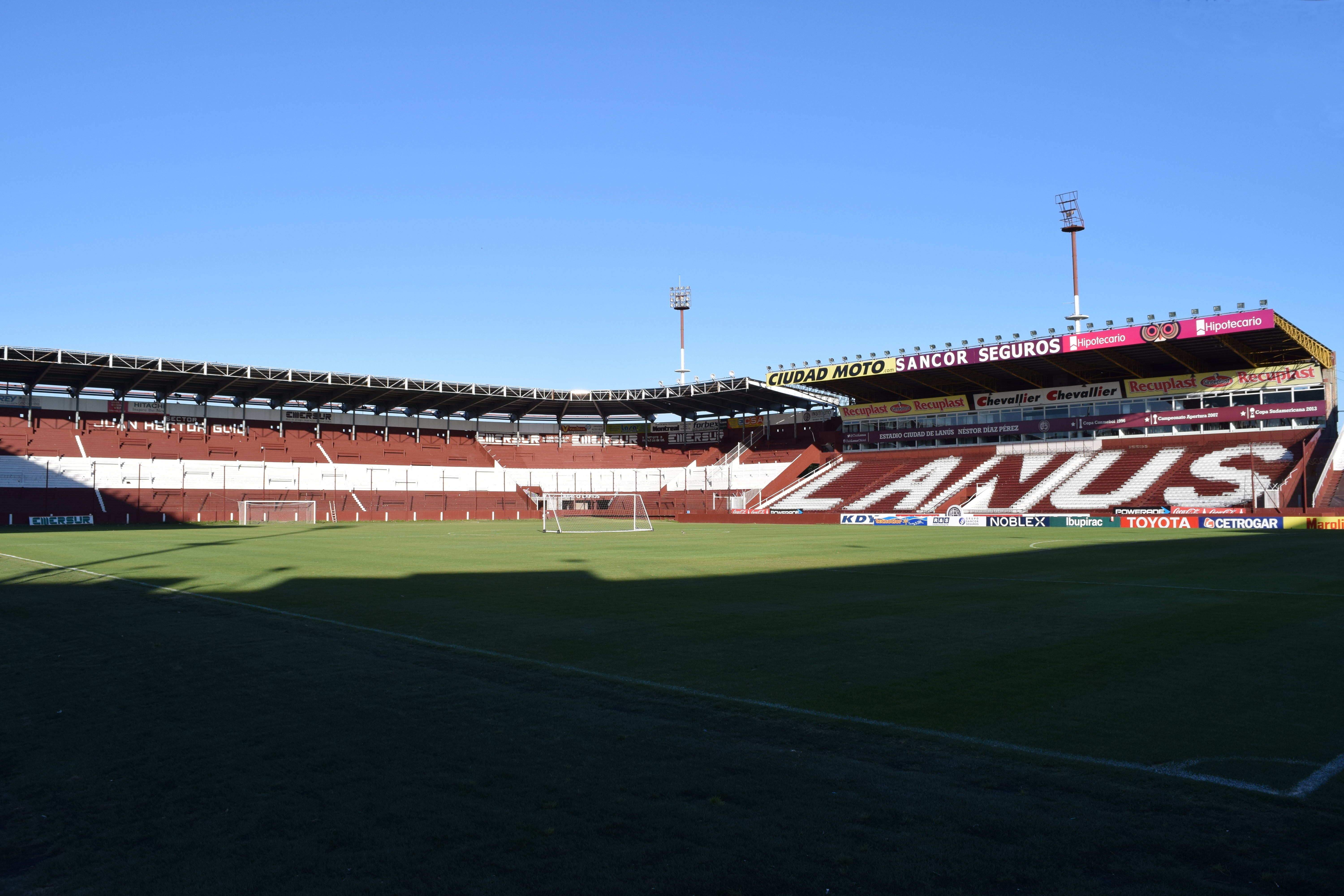
Vista de la tribuna norte (sector Juan Héctor Guidi, sobre la calle Ramón Cabrero) y de la platea de socios (sobre la calle Fray Esquiú)

- 2020-21

| Titular |

- 2019-20

| Titular | Alternativo | Tercero |

- 2018-19

| Titular | Alternativo | Tercero |

- 2018

| Titular | Alternativo |

- 2017-18

| Titular | Alternativo |

- 2016-17

| Titular | Alternativo | Tercero |

- 2016

| Titular | Alternativo |  |

- 2014-15

| Titular | Alternativo | Tercero |

- 2013-14

| Titular | Alternativo | Tercero |

- 2012-13

| Titular | Alternativo |  |

- 2011-12

| Titular | Alternativo | Tercero |  |

- 2009-10

|  | Titular | Alternativo | Tercero | Cuarta |  |

## Infraestructura

### Estadio

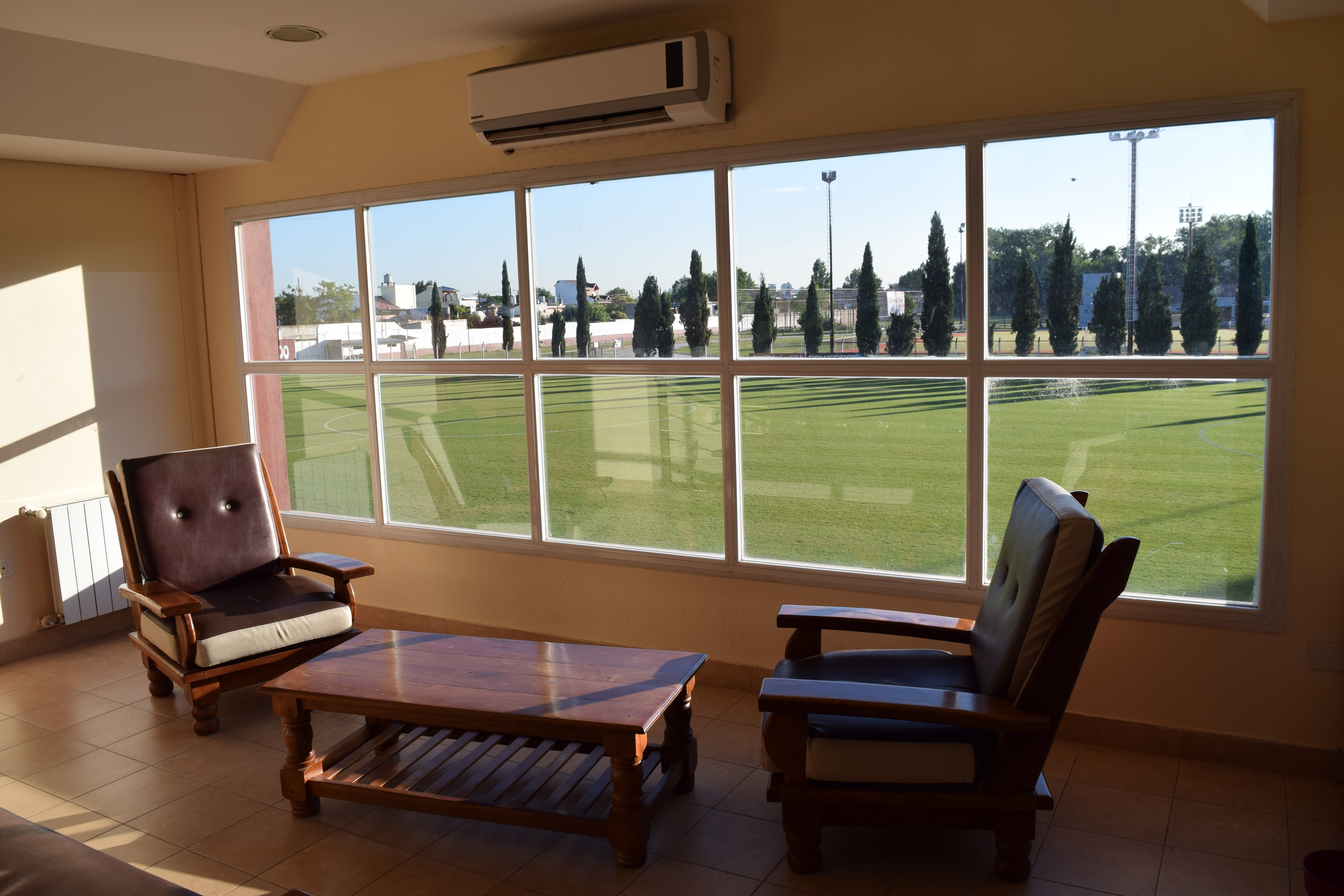
Hall central de la pensión de juveniles "Beto Colaciatti", ubicada debajo de la tribuna sur del estadio. Se aprecia la vista de la cancha de fútbol amateur.

El estadio del Club Atlético Lanús, llamado "Ciudad de Lanús - Néstor Díaz Pérez" y apodado "La Fortaleza", fue inaugurado el 24 de febrero de 1929 siendo mayoritariamente de tablones. Está situado en la localidad de Remedios de Escalada, partido de Lanús, más precisamente en la intersección de las calles Ramón Cabrero (antigua General Arias) y Héctor Guidi (antigua General Acha), en homenaje al director técnico y al jugador respectivamente, ambos históricos de la institución. En 1998, se inició la reinauguración del estadio, que terminó en 2003. Hoy, el estadio está hecho de hormigón y cuenta con una capacidad de 47 090 espectadores, siendo así, uno de los estadios más grandes del país.
Las capacidades del estadio se dividen entre las populares y las plateas, de una capacidad para 47 090 espectadores que se distribuyen estimativamente en 34 000 en las populares, 8500 en las plateas, y cerca de 500 en los palcos. El campo de juego tiene dimensiones de 105 metros de largo por 70 de ancho.
En el año 2011 se completó el techado de toda la tribuna popular local, en 2012 se inauguraron nuevos palcos sobre la platea oficial y un edificio aledaño a la platea oficial que contiene nuevos vestuarios, una sala de conferencia de prensa, una tienda de venta de artículos oficiales del club, un gimnasio de alta competencia y una confitería para los hinchas.

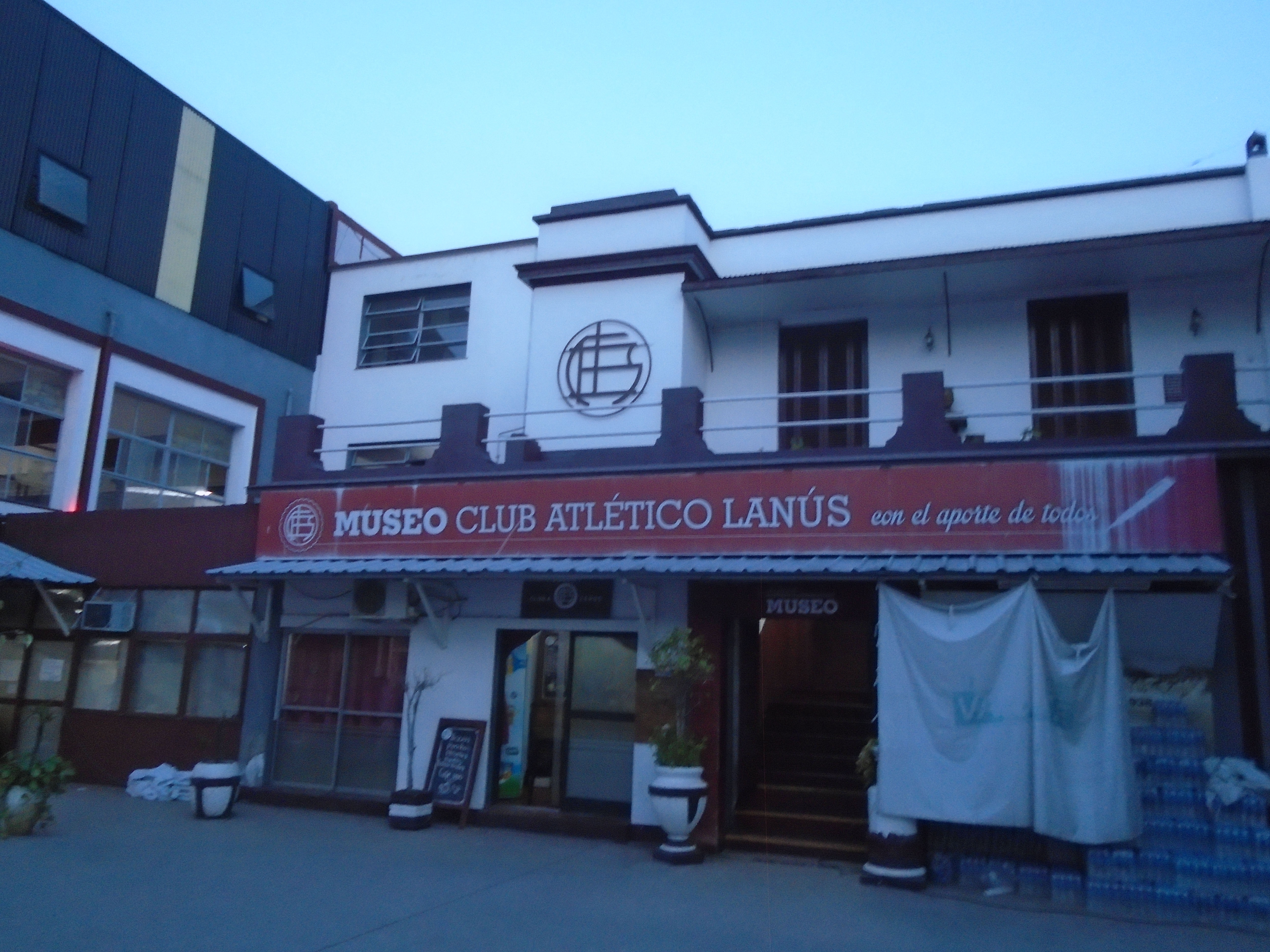
Museo Granate, ubicado en la sede social del Club Atlético Lanús.

### Otras instalaciones
- Estadio Ciudad de Lanús - Néstor Díaz Pérez

.  Palco de Prensa Leandro Álvarez
- Complejo Polideportivo "Lorenzo D'angelo"
- Sede Social "Eva Perón"
- Microestadio Antonio Rotili
- Anexo "Dr. Carlos A. González"
- Predio Valentín Alsina
- Sub-Sede "Lanús-Podestá"
- Pensión "Beto Colaciatti"

#### Complejo educativo
En 2005 se inaugura el Complejo Educativo del Club Atlético Lanús, empezando por el jardín de infantes. Con el correr del tiempo se va expandiendo y se suma el nivel primario y el secundario. Al año 2013, se encuentra proyectada la expansión para un nivel terciario.

#### Microestadio Antonio Rotili
El Microestadio Antonio Rotili es un estadio multidisciplinario, adyacente a la sede social, que pertenece al club Club Atlético Lanús y cuenta con una capacidad de 3000 espectadores. Allí disputa sus encuentros como local el primer equipo de básquet, correspondientes a la Liga Nacional.
En el año 1993 supo albergar a la 6.ª edición del Juego de las Estrellas de la Liga Nacional de Básquet. También has sido sede de la instancia semifinal de la Liga de las Américas 2013, siendo este el torneo de básquet más importante a nivel continental, y del que además ha participado el Club Atlético Lanús.

## Hinchada y Socios

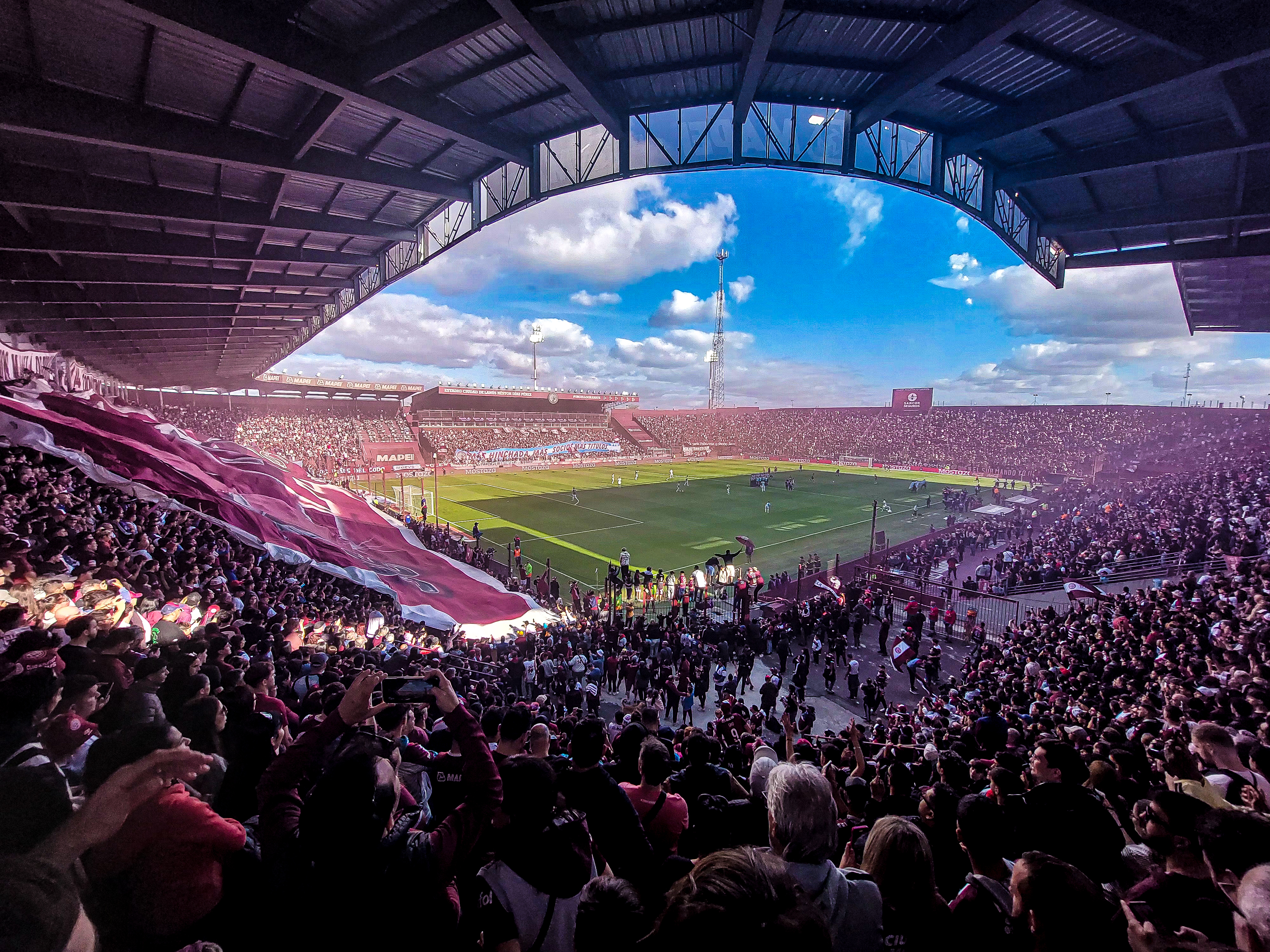
Más de 40mil Hinchas de Lanús asistiendo al Clásico del Sur en el Estadio Ciudad de Lanús-Néstor Díaz Pérez. (2025)

La hinchada del Club Atlético Lanús, conocida popularmente como "La 14" o "Los Granates" por el color distintivo del club, está formada por los simpatizantes- simplemente denominados hinchas, que son Socios y no socios del club.— y los "barra bravas", los cuales son un grupo organizado que se encarga de varias funciones relacionadas con el objetivo de brindar un apoyo del público hacia el equipo —como la confección de banderas, despliegue pirotécnico, creación de cánticos, entre otros—; este último sector es el que más fuertemente se vincula a los incidentes violentos dentro y fuera de los estadios.
| Activo | Cadete | Infantil | Preinfantil | Vitalicio | Convenio |
| ------ | ------ | -------- | ----------- | --------- | -------- |
| 19.575 | 4.205  | 3.354    | 878         | 2.125     | 4.348    |

## Clásicos y rivalidades

### Clásico con Talleres (Remedios de Escalada)
El clásico rival histórico de Lanús es Talleres (RdE). Cuentan con un importante historial en Primera División donde ambos equipos militaron desde el comienzo del profesionalismo, en 1931. Se puede afirmar que ambas instituciones nacieron para ser rivales. De hecho, el primer partido oficial en la historia con el club vecino se jugó hace 110 años, el 11 de abril de 1915, cuando Talleres enfrentó a la cuarta división de Lanús dando comienzo a la enemistad dado que el partido terminó con incidentes por enconos provocados por los dirigentes de Lanús, que apalabraron a Antonio Czar, hijo del jefe de la estación de trenes de Remedios de Escalada para jugar en su club, pero no fue autorizado por su padre debido a que este era hincha de Talleres. El primer clásico oficial se disputó hace 99 años, el 18 de abril de 1926 por el campeonato amateur de primera división con triunfo del granate 2 a 1 en Remedios de Escalada. Se enfrentaron oficialmente por última vez en el año 1992 en el Nacional B (segunda división), ocasión en la que Talleres venció por un gol a cero.

### Clásico del sur
|  | Para un completo desarrollo véase Clásico del Sur |

 A partir de la década de 1980 se ha tornado importante la rivalidad con el Club Atlético Banfield, con quien disputa el denominado Clásico del Sur. El encuentro tomó trascendencia debido a que ambos tienen sus estadios a una relativa cercanía (en la zona sur del área metropolitana de Buenos Aires, de ahí la denominación que recibió el encuentro). Es un enfrentamiento de gran importancia para ambas parcialidades, ganando trascendencia con la presencia de ambas instituciones en la máxima categoría de forma continuada en las últimas décadas, algo que solo se interrumpió entre 2012 y 2014 cuando el taladro jugó en segunda división.

### Clásico con Quilmes
Disputa frente a Quilmes uno de los clásicos más añejos de la Zona Sur del Gran Buenos Aires. El primer partido se disputó hace 108 años, en 1917 por el torneo amateur de Primera División Intermedia (segunda categoría) en el viejo estadio Cervecero con triunfo del Granate 1 a 0. La cercanía geográfica y el amplio historial generaron una muy fuerte rivalidad entre ambas parcialidades que se acrecentó al transcurrir las décadas.

### Otras rivalidades
- Unión (SF) (por la afinidad con Colón);
- Huracán (debido al episodio antes mencionado de 1949);
- Platense (debido al episodio antes mencionado de 1977);[88]
- Vélez Sarsfield (por razones deportivas e institucionales a partir de la década de 1990).
- El Porvenir

### Afinidades

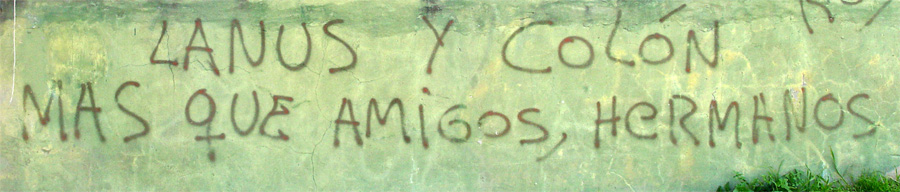
Pintada en la costanera Santafesina

Existe una amistad entre las hinchadas de Lanús y Colón de Santa Fe, y es una de las más importantes en el fútbol argentino. Una versión sobre su origen explica que la amistad surgió en los años 70 y 80, cuando ambos jugaban en la Primera y en la B, en forma alternada. Como ambos clubes se cruzaban seguido en estas dos divisiones casi simultáneamente, ambas barras bravas se veían seguido y comenzaron a compartir asados (comida típica en Argentina). Esta versión sostiene que la barra brava granate es la única que pudo ingresar en el barrio Fonavi, que se encuentra detrás del estadio sabalero; además de hacer flamear una bandera granate en el mástil central de la plaza del barrio, junto con una bandera rojinegra, como prueba de la amistad.
También hay afinidad de los hinchas de Lanús con los de Godoy Cruz. Además de los clubes antes mencionados existe una relación de respeto entre las hinchadas de Chacarita y el granate, y una buena relación con Talleres de Córdoba, Club Olimpia De Paraguay, Carabobo Fútbol Club, Instituto de Córdoba, Deportivo Saprissa y Deportivo Municipal de La Paz.

## Acuerdos de reciprocidad

### Lanús Colombia
En 2011 se crea Lanús Colombia, una sede del Club Atlético Lanús en Bogotá, Colombia. Proyecto encabezado por Ramón Cabrero en su paso por el país cafetero como entrenador. La función de Lanús Colombia es la de ser una representación del club argentino en su país, jugando los torneos de fútbol 11 de inferiores y futsal; tanto en femenino como en masculino. Y promoviendo promesas colombianas al fútbol del Club Lanús. Los entrenadores a cargo del proyecto viajan constantemente de Lanús a Bogotá a supervisar los entrenamientos, mientras que Lanús se encarga de la capacitación de los entrenadores colombianos.
El 22 de febrero de 2015, el convenio se amplió con una nueva sede en la ciudad de Cali, llamándose Lanús Cali. Además, a lo largo de todo el territorio colombiano, se han emplazado las siguientes filiales:
- Lanús Costa Atlántica
- Lanús Eje Cafetero
- Lanús Boyacá
- Lanús Villavicencio
- Lanús Cali

A 2015 se aprecian algunos resultados del proyecto, con jugadores surgidos de Lanús Colombia en las inferiores del Club Atlético Lanús.

### Otros acuerdos
El Club Atlético Lanús posee convenios de cooperación institucional y deportiva con otras instituciones del país, donde esta les presta jugadores jóvenes para que adquieran experiencia en categorías del ascenso, tendiendo las segundas porcentajes de futuras ventas. A su vez Lanús posee la prioridad en la compra de algún jugador surgido en esos clubes.
También posee convenios económicos con distintas ciudades donde Lanús capacita entrenadores sobre la forma de entrenar, y con clubes zonales donde adquiere el uso de las instalaciones con solo su remodelación y ambientándola con los colores y símbolos del Club Lanús.
Lanús tiene o tuvo acuerdos con:
- Girondins de Bordeaux (Francia)
- Deportivo Español[89]
- Atlanta
- Flandria[90]
- Racing de Olavarría
- Victoriano Arenas[91]
- Qingdáo (China)[92]
- Club Villa Podesta (Lanús)[93]
- Municipalidad de Chacabuco[94]
- Liga de Rojas[95]
- Club Fontana (Formosa)[96]
- Club Deportivo Luján[97]
- Club Embajadores Olavarría[98]
- Basavilbaso (Entre Ríos)
- Carabobo Fútbol Club (Venezuela)
- Central Norte (Salta)[99]

## Organigrama deportivo

### Altas 2025
| Jugador          | Posición       | Procedencia    | Tipo              |
| ---------------- | -------------- | -------------- | ----------------- |
| Lautaro Morales  | Arquero        | Talleres       | Regreso de Cesión |
| Ronaldo de Jesús | Defensor       | Cerro Porteño  | Traspaso          |
| Sasha Marcich    | Defensor       | CA Platense    | Traspaso          |
| Agustín Cardozo  | Centrocampista | CA Tigre       | Libre             |
| Franco Orozco    | Delantero      | Krylia Sovetov | Regreso de Cesión |
| Alexis Canelo    | Delantero      | Independiente  | Libre             |
| Juan Ramírez     | Centrocampista | Boca Juniors   | Cesión            |

### Bajas 2025
| Jugador         | Posición       | Destino               | Tipo     |
| --------------- | -------------- | --------------------- | -------- |
| Julio Soler     | Defensor       | AFC Bournemouth       | Traspaso |
| Abel Luciatti   | Defensor       | Cerro Porteño         | Libre    |
| Alan Aguerre    | Portero        | Central Córdoba (SdE) | Libre    |
| Lucas Besozzi   | Extremo        | CA Tigre              | Cesión   |
| Brian Blando    | Delantero      | CA Agropecuario       | Cesión   |
| Rocco Ríos Novo | Portero        | Inter Miami           | Cesión   |
| Samuel Careaga  | Centrocampista | Hartford              | Cesión   |
| Nery Domínguez  | Defensor       | Agente libre          |          |
| Favio Álvarez   | Centrocampista | Agente libre          |          |
| Leonardo Jara   | Defensor       | Agente libre          |          |

## Jugadores históricos

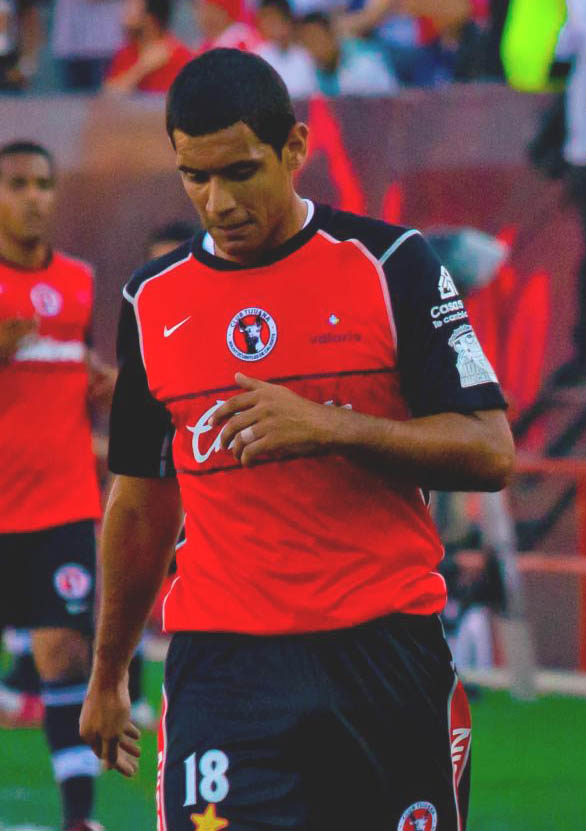
José Sand Máximo goleador en la historia del club (173)

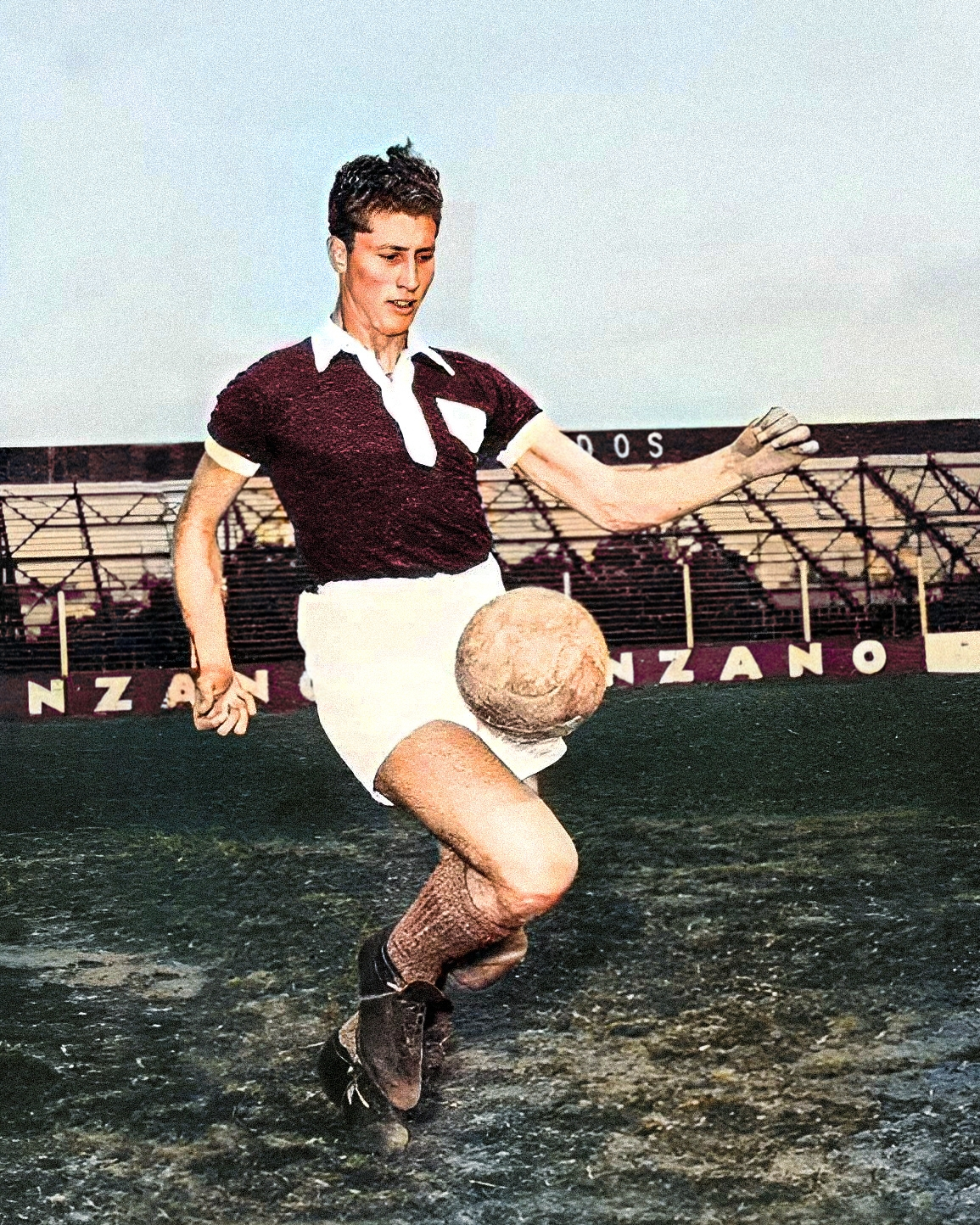
Juan Héctor Guidi, 4° con más presencias en la historia del club (336)

Maximiliano Velázquez  ostenta el récord de presencias con el club, teniendo disputados 426 partidos con el primer equipo. Lautaro Acosta se encuentra segundo, con 421 partidos con todavía posibilidades de superar el récord. Velázquez y Acosta son los dos futbolistas más laureados en la historia del club, con 5 títulos.
Asimismo, el récord para un jugador del club con presencias en la selección nacional lo tiene Hector Guidi con 37 partidos en 50 convocatorias.
Jose Sand es el máximo goleador en toda la historia de Lanús con 173 goles, superando el registro de 120 goles de Luis Arrieta en 2019. El registro de Arrieta había estado vigente desde de 1944. Jose Sand también posee el récord de goles anotados en copas internacionales, con 26. Además de ser el máximo goleador en 3 torneos locales y una copa Libertadores.
| Máximos goleadores | Máximos goleadores | Máximos goleadores | Más partidos disputados | Más partidos disputados | Más partidos disputados |
| ------------------ | ------------------ | ------------------ | ----------------------- | ----------------------- | ----------------------- |
| 1.                 | José Sand          | 173 goles          | 1.                      | Maximiliano Velázquez   | 426 partidos            |
| 2.                 | Luis Arrieta       | 120 goles          | 2.                      | Lautaro Acosta          | 421 partidos            |
| 3.                 | Gilmar Villagrán   | 112 goles          | 3.                      | José Felipe Perassi     | 374 partidos            |
| 4.                 | Ángel Silva        | 95 goles           | 4.                      | Juan Héctor Guidi       | 336 partidos            |
| 5.                 | Bernardo Acosta    | 89 goles           | 5.                      | José Sand               | 320 partidos            |
| 6.                 | Claudio Nigretti   | 84 goles           | 6.                      | Gilmar Villagrán        | 316 partidos            |
| 7.                 | Carlos Spadaro     | 79 goles           | 7.                      | Nicolás Daponte         | 314 partidos            |
| 8.                 | Luis Pedro Raggi   | 70 goles           | 8.                      | José Lúis Lodico        | 300 partidos            |
| 9.                 | Juan Daniel Picaro | 66 goles           | 9.                      | Atilio Ducca            | 294 partidos            |
| 10.                | Ariel López        | 64 goles           | 10.                     | Armando González        | 289 partidos            |

- Fuente: https://museogranate.com/

## Entrenadores
Actualmente el entrenador es Mauricio Pellegrino
El entrenador con más títulos fue Jorge Almirón, con tres. Miguel Ángel Russo el entrenador con más partidos dirigidos, con 237. Guillermo Barros Schelotto y Héctor Cúper son los entrenadores campeones internacionales con Lanús.
Ramón Cabrero es el primer entrenador en lograr un campeonato local con Lanús, mientras que Juan Bautista Cevasco logró la primera copa nacional y primer título oficial.

## Presidentes
| Período   | Presidente                 |
| 1915/1915 | Miguel Usaray              |
| 1915/1916 | Juan E. Michelini          |
| 1916/1917 | Francisco Galarza          |
| 1918/1922 | José Aniceto García        |
| 1922/1923 | Guillermo Gaebeler         |
| 1923/1923 | Eduardo Monteverde         |
| 1924/1925 | Silvio M. Peri             |
| 1926/1926 | Eduardo Monteverde         |
| 1927/1931 | Silvio M. Peri             |
| 1931/1933 | Juan A. Rasseto            |
| 1933/1934 | Antonio Rotili             |
| 1935/1935 | Eduardo H. Boninsegna      |
| 1936/1936 | Antonio Rotili             |
| 1937/1939 | Alejandro W. Lanusse       |
| 1939/1939 | José Ibáñez                |
| 1939/1939 | Bandera de Argentina       |
| 1940/1945 | Enrique Ballarati          |
| 1946/1947 | Hugo Papini                |
| 1947/1948 | Aurelio Ritá (Interventor) |
| 1948/1950 | Cayetano Giardulli (h.)    |
| 1951/1958 | Juan Bautista Besse        |
| 1958/1959 | José Norberto Volante      |
| 1964/1967 | Antonio Rotili             |

| Período   | Presidente                   |
| 1967/1971 | Bartolomé Chiappara          |
| 1971/1973 | Carlos Mario Bosso           |
| 1973/1976 | Lorenzo Francisco D´Angelo   |
| 1976/1978 | Francisco Leiras             |
| 1978/1978 | Comisión Revisora de Cuentas |
| 1978/1979 | Yoliban Alberto Biglieri     |
| 1979/1980 | Juan Carlos Seguer           |
| 1980/1985 | Carlos Alberto González      |
| 1985/1989 | Néstor A. Díaz Pérez         |
| 1999/1992 | Carlos Alberto González      |
| 1992/1994 | Héctor Jorge Solito          |
| 1994/2000 | Emilio Chebel                |
| 2000/2003 | Carlos Alberto               |
| 2003/2009 | Alejandro Marón              |
| 2009/2012 | Nicolás Russo                |
| 2012/2015 | Alejandro Marón              |
| 2015/2021 | Nicolás Russo                |
| 2021/2025 | Luis Chebel                  |
| 2025/Act  | Nicolás Russo                |

## Datos del club

### Estadísticas
Lanús lleva, al campeonato 2025, 84 temporadas en Primera División, las últimas 34 de manera consecutiva, su mayor período de permanencia en el profesionalismo, superando por 4 temporadas a la mejor racha en la era amateur (luego de las 30 temporadas que disputó entre 1920 y 1949). Ocupa el 12.do lugar en la Tabla histórica del profesionalismo, con 2957 puntos en 3465 partidos disputados. Participó en forma ininterrumpida de competencias internacionales por el transcurso de trece años, entre 2006 y 2018.

#### Participaciones
- Temporadas en Primera División: 84 (1920-1949, 1951-1961, 1965-1970, 1972, 1977, 1990/91, 1992/93 en adelante)
- Temporadas en Segunda División: 25
  - En Primera B: 15 (1915-1919, 1950, 1962-1964, 1971, 1973-1976, 1978, 1982-1986)
  - En Primera B Nacional: 5 (1986/87-1989/90, 1991/92)
- Temporadas en Tercera división: 3
  - En Primera C: 3 (1979-1981)

- Mejor puesto en Primera División: 1.º (Torneo Apertura 2007, Campeonato de Primera División 2016)
- Peor puesto en Primera División: 27.º (Campeonato de Primera División 2022)
- Jugador con más goles: José Sand con 173 goles
- Jugador con más partidos jugados: Maximiliano Velázquez con 423 partidos jugados (2004-2010; 2012-2017.)

### Torneos internacionales disputados (26)
- Copa Libertadores de América (6): (2008, 2009, 2010, 2012, 2014, 2017)
- Copa Sudamericana (14): (2006, 2007, 2009, 2011, 2013, 2014, 2015, 2016, 2018, 2020, 2021, 2022, 2024, 2025)
- Recopa Sudamericana (1): (2014)
- Copa Suruga Bank (1): (2014)
- Copa Conmebol (3): (1994, 1996, 1997)
- Copa del Atlántico de Clubes (1): (1956)

[1] Incluye la temporada 1934, disputada como Unión Talleres-Lanús.
[2] Por entonces la segunda división (hoy B Nacional).[3] Por entonces la tercera división (hoy Primera B).

Máximas goleadas
- En Primera División: 9-0 a Quilmes (1935)
- En Nacional B: 8-3 a Temperley (1987)
- En Primera B: 7-0 a Estudiantes de Buenos Aires (1975)
- En Primera C: 8-0 a General Lamadrid (1981)
- En Copa Presidente Perón: 8-1 a Unión de Santa Fe (1950)

En Torneos Internacionales:
- En Copa Conmebol: 6-2 vs.  Guaraní (1996)
- En Copa Libertadores: 6-0 vs.  Olimpia (2012)
- En Copa Sudamericana: 4-0 vs.  Universidad de Chile (2013)
- En Copa Sudamericana: 5-1 vs.  Belgrano (2015)
- En Copa Sudamericana: 6-2 vs.  Bolívar (2020)

Peores derrotas
- En Primera División 1-9 vs. Estudiantes de La Plata (1935)
- En Primera B Nacional: 1-5 vs. Belgrano (1987), Guaraní Antonio Franco (1988)
- En Primera B: 0-5 vs Nueva Chicago (1962)
- En Primera C: 2-6 vs Deportivo Merlo (1981)

En Torneos Internacionales:
- 0-4 vs.  Liga de Quito (Copa Sudamericana 2009)

### Era Amateur
| Competencia              | Detalle          |
| Competencia              | Campeonato Local |
| ------------------------ | ---------------- |
| División Intermedia 1915 | Zona A °5        |
| info 6                   | info 7           |
| División Intermedia 1917 | Zona A °2        |
| División Intermedia 1918 | Zona A °7        |
| División Intermedia 1919 | Zona Sur °2      |
| Campeonato 1920          | 11°              |
| Campeonato 1921          | 15°              |
| Campeonato 1922          | 18°              |
| Campeonato 1923          | 21°              |
| Campeonato 1924          | 16°              |
| Campeonato 1925          | 10°              |
| Campeonato 1926          | 6°               |
| Campeonato 1927          | 3°               |
| Campeonato 1928          | 13°              |
| Campeonato 1929          | 3°               |
| Campeonato 1930          | 28°              |

### Era Profesional
| \| Competencia \| Detalle \| \| Competencia \| Campeonato Local \| \| -------------------------- \| ------------------ \| \| Campeonato 1931 \| 17° \| \| Campeonato 1932 \| 15° \| \| Campeonato 1933 \| 15° \| \| Campeonato 1934 \| 12° \| \| Campeonato 1935 \| 11° \| \| Copa de Honor 1936 \| 16° \| \| Copa Campeonato 1936 \| 15° \| \| Campeonato 1937 \| 13° \| \| Campeonato 1938 \| 14° \| \| Campeonato 1939 \| 12° \| \| Campeonato 1940 \| 15° \| \| Campeonato 1941 \| 14° \| \| Campeonato 1942 \| 14° \| \| Campeonato 1943 \| 10° \| \| Campeonato 1944 \| 14° \| \| Campeonato 1945 \| 13° \| \| Campeonato 1946 \| 12° \| \| Campeonato 1947 \| 13° \| \| Campeonato 1948 \| 14° \| \| Campeonato 1949 \| 18° \| \| Primera B 1950 \| Campeón \| \| Campeonato 1951 \| 5° \| \| Campeonato 1952 \| 7° \| \| Campeonato 1953 \| 10° \| \| Campeonato 1954 \| 5° \| \| Campeonato 1955 \| 5° \| \| Campeonato 1956 \| 2.º \| \| Campeonato 1957 \| 15° \| \| Campeonato 1958 \| 13° \| \| Campeonato 1959 \| 11° \| \| Campeonato 1960 \| 14° \| \| Campeonato 1961 \| 12° \| \| Primera B 1962 \| 13° \| \| Primera B 1963 \| 10° \| \| Primera B 1964 \| Campeón \| \| Campeonato 1965 \| 15° \| \| Campeonato 1966 \| 14° \| \| Metropolitano 1967 \| Fase de grupos \| \| Nacional 1967 \| 8° \| \| Metropolitano 1968 \| Fase de grupos \| \| Nacional 1968 \| 12° \| \| Metropolitano 1969 \| Fase de grupos \| \| Nacional 1969 \| 14° \| \| Metropolitano 1970 \| 19° \| \| Primera B 1971 \| Campeón \| \| Metropolitano 1972 \| 17° \| \| Nacional 1972 \| Fase de grupos \| \| Primera B 1973 \| 7° \| \| Primera B 1974 \| 4° \| \| Primera B 1975 \| 4° \| \| Primera B 1976 \| Campeón \| \| Metropolitano 1977 \| 21° \| \| Primera B 1978 \| 17° \| \| Primera C 1979 \| 3° \| \| Primera C 1980 \| 3° \| \| Primera C 1981 \| Campeón \| \| Primera B 1982 \| 7° (Zona B) \| \| Primera B 1983 \| 9° (Zona B) \| \| Primera B 1984 \| 2° (Zona B) \| \| Primera B 1985 \| 3° (Zona A) \| \| Primera B 1986 \| 4° (Zona A) \| \| Primera B Nacional 1986/87 \| 9° \| \| Primera B Nacional 1987/88 \| 19° \| \| Primera B Nacional 1988/89 \| 2° \| \| Primera B Nacional 1989/90 \| 5° \| \| Campeonato 1990/91 \| 18.º \| \| Primera B Nacional 1991/92 \| Campeón \| \| Apertura 1992 \| 9° \| \| Clausura 1993 \| 15.º \| \| Apertura 1993 \| 6.º \| \| Clausura 1994 \| 11.º \| \| Apertura 1994 \| 7° \| \| Clausura 1995 \| 9° \| \| Apertura 1995 \| 3.º \| \| Clausura 1996 \| 3.º \| \| Apertura 1996 \| 3.º \| \| Clausura 1997 \| 11.º \| \| Apertura 1997 \| 11° \| \| Clausura 1998 \| 2.º \| \| Apertura 1998 \| 4° \| \| Clausura 1999 \| 17° \| \| Apertura 1999 \| 11.º \| \| Clausura 2000 \| 11.º \| \| Apertura 2000 \| 15.º \| \| Clausura 2001 \| 14° \| \| Apertura 2001 \| 12.º \| \| Clausura 2002 \| 10.º \| \| Apertura 2002 \| 11.º \| \| Clausura 2003 \| 12.º \| \| Apertura 2003 \| 13° \| \| Clausura 2004 \| 15.º \| \| Apertura 2004 \| 11.º \| \| Clausura 2005 \| 8° \| \| Apertura 2005 \| 13.º \| \| Clausura 2006 \| 2° \| \| Apertura 2006 \| 6.º \| \| Clausura 2007 \| 6.º \| \| Apertura 2007 \| Campeón \| \| Clausura 2008 \| 16° \| \| Apertura 2008 \| 4° \| \| Clausura 2009 \| 3.º \| \| Apertura 2009 \| 9° \| \| Clausura 2010 \| 7° \| \| Apertura 2010 \| 7° \| \| Clausura 2011 \| 2° \| \| Apertura 2011 \| 6° \| \| Clausura 2012 \| 10° \| \| Inicial 2012 \| 4° \| \| Final 2013 \| 3.º \| \| Inicial 2013 \| 2° \| \| Final 2014 \| 9° \| \| Transición 2014 \| 3.º \| \| Campeonato 2015 \| 13.º \| \| Campeonato 2016 \| Campeón \| \| Campeonato 2016/17 \| 8.º \| \| Superliga 2017/18 \| 21.º \| \| Superliga 2018/19 \| 11° \| \| Superliga 2019/20 \| 7° \| \| Copa Maradona \| Fase Clasificación \| \| Copa de la Liga 2021 \| 5°(Zona B) \| \| Liga Profesional 2021 \| 10° \| \| Copa de la Liga 2022 \| 12°(Zona B) \| \| Liga Profesional 2022 \| 27° \| |                    |
| Competencia | Detalle            |
| Competencia | Campeonato Local   |
| Campeonato 1931 | 17°                |
| Campeonato 1932 | 15°                |
| Campeonato 1933 | 15°                |
| Campeonato 1934 | 12°                |
| Campeonato 1935 | 11°                |
| Copa de Honor 1936 | 16°                |
| Copa Campeonato 1936 | 15°                |
| Campeonato 1937 | 13°                |
| Campeonato 1938 | 14°                |
| Campeonato 1939 | 12°                |
| Campeonato 1940 | 15°                |
| Campeonato 1941 | 14°                |
| Campeonato 1942 | 14°                |
| Campeonato 1943 | 10°                |
| Campeonato 1944 | 14°                |
| Campeonato 1945 | 13°                |
| Campeonato 1946 | 12°                |
| Campeonato 1947 | 13°                |
| Campeonato 1948 | 14°                |
| Campeonato 1949 | 18°                |
| Primera B 1950 | Campeón            |
| Campeonato 1951 | 5°                 |
| Campeonato 1952 | 7°                 |
| Campeonato 1953 | 10°                |
| Campeonato 1954 | 5°                 |
| Campeonato 1955 | 5°                 |
| Campeonato 1956 | 2.º                |
| Campeonato 1957 | 15°                |
| Campeonato 1958 | 13°                |
| Campeonato 1959 | 11°                |
| Campeonato 1960 | 14°                |
| Campeonato 1961 | 12°                |
| Primera B 1962 | 13°                |
| Primera B 1963 | 10°                |
| Primera B 1964 | Campeón            |
| Campeonato 1965 | 15°                |
| Campeonato 1966 | 14°                |
| Metropolitano 1967 | Fase de grupos     |
| Nacional 1967 | 8°                 |
| Metropolitano 1968 | Fase de grupos     |
| Nacional 1968 | 12°                |
| Metropolitano 1969 | Fase de grupos     |
| Nacional 1969 | 14°                |
| Metropolitano 1970 | 19°                |
| Primera B 1971 | Campeón            |
| Metropolitano 1972 | 17°                |
| Nacional 1972 | Fase de grupos     |
| Primera B 1973 | 7°                 |
| Primera B 1974 | 4°                 |
| Primera B 1975 | 4°                 |
| Primera B 1976 | Campeón            |
| Metropolitano 1977 | 21°                |
| Primera B 1978 | 17°                |
| Primera C 1979 | 3°                 |
| Primera C 1980 | 3°                 |
| Primera C 1981 | Campeón            |
| Primera B 1982 | 7° (Zona B)        |
| Primera B 1983 | 9° (Zona B)        |
| Primera B 1984 | 2° (Zona B)        |
| Primera B 1985 | 3° (Zona A)        |
| Primera B 1986 | 4° (Zona A)        |
| Primera B Nacional 1986/87 | 9°                 |
| Primera B Nacional 1987/88 | 19°                |
| Primera B Nacional 1988/89 | 2°                 |
| Primera B Nacional 1989/90 | 5°                 |
| Campeonato 1990/91 | 18.º               |
| Primera B Nacional 1991/92 | Campeón            |
| Apertura 1992 | 9°                 |
| Clausura 1993 | 15.º               |
| Apertura 1993 | 6.º                |
| Clausura 1994 | 11.º               |
| Apertura 1994 | 7°                 |
| Clausura 1995 | 9°                 |
| Apertura 1995 | 3.º                |
| Clausura 1996 | 3.º                |
| Apertura 1996 | 3.º                |
| Clausura 1997 | 11.º               |
| Apertura 1997 | 11°                |
| Clausura 1998 | 2.º                |
| Apertura 1998 | 4°                 |
| Clausura 1999 | 17°                |
| Apertura 1999 | 11.º               |
| Clausura 2000 | 11.º               |
| Apertura 2000 | 15.º               |
| Clausura 2001 | 14°                |
| Apertura 2001 | 12.º               |
| Clausura 2002 | 10.º               |
| Apertura 2002 | 11.º               |
| Clausura 2003 | 12.º               |
| Apertura 2003 | 13°                |
| Clausura 2004 | 15.º               |
| Apertura 2004 | 11.º               |
| Clausura 2005 | 8°                 |
| Apertura 2005 | 13.º               |
| Clausura 2006 | 2°                 |
| Apertura 2006 | 6.º                |
| Clausura 2007 | 6.º                |
| Apertura 2007 | Campeón            |
| Clausura 2008 | 16°                |
| Apertura 2008 | 4°                 |
| Clausura 2009 | 3.º                |
| Apertura 2009 | 9°                 |
| Clausura 2010 | 7°                 |
| Apertura 2010 | 7°                 |
| Clausura 2011 | 2°                 |
| Apertura 2011 | 6°                 |
| Clausura 2012 | 10°                |
| Inicial 2012 | 4°                 |
| Final 2013 | 3.º                |
| Inicial 2013 | 2°                 |
| Final 2014 | 9°                 |
| Transición 2014 | 3.º                |
| Campeonato 2015 | 13.º               |
| Campeonato 2016 | Campeón            |
| Campeonato 2016/17 | 8.º                |
| Superliga 2017/18 | 21.º               |
| Superliga 2018/19 | 11°                |
| Superliga 2019/20 | 7°                 |
| Copa Maradona | Fase Clasificación |
| Copa de la Liga 2021 | 5°(Zona B)         |
| Liga Profesional 2021 | 10°                |
| Copa de la Liga 2022 | 12°(Zona B)        |
| Liga Profesional 2022 | 27°                |

     Campeón.
    Subcampeón.
    Tercer Lugar.
     Ascenso.
     Descenso.

### Participaciones en copas internacionales
| #  | Torneo                   | Posición         | PJ  | PG | PE | PP | GF  | GC  | DG  |
| -- | ------------------------ | ---------------- | --- | -- | -- | -- | --- | --- | --- |
| 1  | Copa Conmebol 1994       | Octavos de final | 2   | 0  | 2  | 0  | 3   | 3   | 0   |
| 2  | Copa Conmebol 1996       | 1º               | 8   | 6  | 0  | 2  | 20  | 6   | 14  |
| 3  | Copa Conmebol 1997       | 2.º              | 8   | 3  | 3  | 2  | 14  | 9   | 5   |
| 4  | Copa Sudamericana 2006   | Cuartos de final | 6   | 3  | 2  | 1  | 9   | 7   | 2   |
| 5  | Copa Sudamericana 2007   | Octavos de final | 4   | 2  | 0  | 2  | 5   | 5   | 0   |
| 6  | Copa Libertadores 2008   | Octavos de final | 10  | 3  | 5  | 2  | 14  | 10  | 4   |
| 7  | Copa Libertadores 2009   | Fase de grupos   | 6   | 0  | 4  | 2  | 5   | 8   | -3  |
| 8  | Copa Sudamericana 2009   | Octavos de final | 4   | 2  | 1  | 1  | 4   | 6   | -2  |
| 9  | Copa Libertadores 2010   | Fase de grupos   | 6   | 2  | 2  | 2  | 6   | 6   | 0   |
| 10 | Copa Sudamericana 2011   | Segunda Fase     | 2   | 0  | 2  | 0  | 2   | 2   | 0   |
| 11 | Copa Libertadores 2012   | Octavos de final | 8   | 4  | 1  | 3  | 14  | 9   | 5   |
| 12 | Copa Sudamericana 2013   | 1º               | 10  | 7  | 2  | 1  | 18  | 6   | 12  |
| 13 | Copa Libertadores 2014   | Cuartos de final | 12  | 6  | 3  | 3  | 14  | 8   | 6   |
| 14 | Recopa Sudamericana 2014 | 2.º              | 2   | 0  | 0  | 2  | 3   | 5   | -2  |
| 15 | Copa Suruga Bank 2014    | 2.º              | 1   | 0  | 0  | 1  | 1   | 2   | -1  |
| 16 | Copa Sudamericana 2014   | Octavos de final | 2   | 0  | 1  | 1  | 2   | 3   | -1  |
| 17 | Copa Sudamericana 2015   | Octavos de final | 4   | 1  | 3  | 0  | 6   | 2   | 4   |
| 18 | Copa Sudamericana 2016   | Segunda Fase     | 2   | 0  | 0  | 2  | 0   | 3   | -3  |
| 19 | Copa Libertadores 2017   | 2.º              | 14  | 7  | 2  | 5  | 22  | 12  | 10  |
| 20 | Copa Sudamericana 2018   | Segunda Fase     | 4   | 2  | 0  | 2  | 6   | 5   | 1   |
| 21 | Copa Sudamericana 2020   | 2.º              | 11  | 6  | 1  | 4  | 23  | 16  | +7  |
| 22 | Copa Sudamericana 2021   | Fase de grupos   | 6   | 3  | 1  | 2  | 8   | 6   | +2  |
| 23 | Copa Sudamericana 2022   | Octavos de final | 8   | 3  | 3  | 2  | 8   | 6   | +2  |
| 24 | Copa Sudamericana 2024   | Semifinal        | 12  | 6  | 4  | 2  | 20  | 8   | +12 |
| 25 | Copa Sudamericana 2025   |                  |     |    |    |    |     |     |     |
| #  | Total                    | 2 títulos        | 152 | 66 | 42 | 44 | 226 | 153 | +73 |

#### Resumen estadístico
En negrita competiciones vigentes. Actualizado a la Copa Sudamericana 2024
| Torneo                       | TD | PJ  | PG | PE | PP | GF  | GC  | DG  | Tít | Subt |
| ---------------------------- | -- | --- | -- | -- | -- | --- | --- | --- | --- | ---- |
| Copa Conmebol                | 3  | 18  | 9  | 5  | 4  | 37  | 18  | +19 | 1   | 1    |
| Copa Sudamericana            | 13 | 75  | 35 | 20 | 20 | 110 | 75  | +35 | 1   | 1    |
| Copa Libertadores de América | 6  | 56  | 22 | 17 | 17 | 75  | 53  | +22 | —   | 1    |
| Recopa Sudamericana          | 1  | 2   | 0  | 0  | 2  | 3   | 5   | -2  | —   | 1    |
| Copa Suruga Bank             | 1  | 1   | 0  | 0  | 1  | 1   | 2   | -1  | —   | 1    |
| Total                        | 24 | 152 | 66 | 42 | 44 | 226 | 153 | +73 | 2   | 5    |

### Ranking de clubes de la IFFHS
De acuerdo con la Federación Internacional de Historia y Estadística de Fútbol (IFFHS), Lanús ocupa, a mayo de 2014, el 4.º lugar en la clasificación mundial de clubes y el 1.º a nivel regional. Ésta es su mejor posición histórica en la clasificación mundial, superando a clubes como el Barcelona, Borussia Dortmund, Juventus, entre otros, y solo por detrás de Atlético Madrid, Real Madrid y Bayern Múnich.
Ha ocupado además el puesto 102.º en la clasificación mundial de clubes de la década 2001-2010 y el puesto 28.º en el ranking sudamericano en el mismo período.

## Palmarés

### Títulos nacionales (5)
| Organizados por AFA                                 | Organizados por AFA                   | Organizados por AFA           |
| Competición nacional                                | Títulos                               | Subcampeonatos                |
| --------------------------------------------------- | ------------------------------------- | ----------------------------- |
| Primera División (2/5)                              | 2007, 2016.                           | 1956, 1998, 2006, 2011, 2013. |
| Copa Bicentenario (1/0)                             | 2016.                                 | -                             |
| Supercopa Argentina (1/0)                           | 2016.                                 | -                             |
| Copa Juan Domingo Perón (1/0)                       | 1955.                                 | -                             |
| Copa de Competencia de la Asociación Amateurs (0/1) | -                                     | 1926                          |
| Segunda División (5/1)                              | 1950, 1964, 1971, 1976, 1991-92.      | 1988-89.                      |
| Tercera División (1/0)                              | 1981.                                 | -                             |
| Copa Circulo Militar (*)                            | 1953, 1955, 1965, 1967 (No da título) |                               |

(*) Es un premio instituido por el Círculo Militar Argentino, en memorias y Balances de AFA.

### Títulos internacionales (2)
| Organizados por FIFA y CONMEBOL    | Organizados por FIFA y CONMEBOL | Organizados por FIFA y CONMEBOL |
| Competición internacional          | Títulos                         | Subcampeonatos                  |
| ---------------------------------- | ------------------------------- | ------------------------------- |
| Copa Sudamericana (1/1)            | 2013.                           | 2020.                           |
| Copa Conmebol (1/1)                | 1996.                           | 1997.                           |
| Copa Libertadores de América (0/1) | -                               | 2017.                           |
| Recopa Sudamericana (0/1)          | -                               | 2014.                           |
| Copa J.League-Sudamericana (0/1)   | -                               | 2014.                           |

### Torneos nacionales amistosos
- Copa Competencia: 1943 [108]
- Copa Liga Naval Argentina: 1968 y 1969.[109]
- Copa Desafío: 2000.[110]
- Copa Gobierno de la Provincia de Neuquén: 2001.[111]
- Copa ABC Diario: 2003.[112]
- Copa Ciudad de Buenos Aires: 2008.[113]
- Copa Ciudad de Córdoba: 2009.[114]
- Copa Bingo Lanús: 2012.[115]

### Torneos internacionales amistosos
- Trofeo Ica Perú: 1938.[116]
- Trofeo del IV Centenario de Asunción del Paraguay: 1937
- Trofeo Ricardo Saprissa: 1956.[117]
- Trofeo Otto Fallas: 1956.[118][119]
- Trofeo de la Asociación de Periodistas de Costa Rica: 1956.[120]
- Trofeo Tabacalera Mexicana: 1957.[121]
- Noche Azul: 2000.
- Copa Herbalife: 2011.[122]
- Copa 335 años de Colonia del Sacramento: 2015.[123]
- Copa FOX Sports Oro y Cielo: 2017.[124]

### Torneos de Reserva
Campeonato del Fútbol Argentino (3): 1995/96 , 2010/11 , 2019/20. 
Copa de la Liga Profesional (1): 2022

## Otras disciplinas deportivas

### Fútbol femenino
El equipo de fútbol femenino de Lanús inició de forma oficial el 27 de junio de 2017. En agosto del mismo año disputaron la Segunda División 2017-18. La temporada culminó en su ascenso a la Primera División en la que compiten hasta la actualidad.

#### Datos del club
- Temporadas en Primera División: 5 (2018 — )
- Temporadas en Segunda División. 1 (2017—2018)

### Fútbol infantil
Desde el año 1999 se realiza anualmente el Mundialito de Fútbol Infantil. Con dos objetivos fundamentales, el primero como fin social, dar a niños en edad escolar posibilidad de competir deportivamente, y en consecuencia darle opciones para el disfrute de su tiempo libre con motivo de sus vacaciones invernales. El segundo objetivo afianzar lazos de amistad con entidades barriales, desde siempre un objetivo concreto para la inserción de nuestra institución con la ciudad de Lanús y sus vecinas.
El mundialito es una competencia completamente gratuita, donde categorías de cientos de clubes de distintas ligas de fútbol infantil de Bs As, compiten durante el receso invernal. El torneo de realiza en las canchas de fútbol 5 del club, y la gran final en el Estadio Ciudad de Lanús - Néstor Díaz Pérez junto con una gran ceremonia de premiación y los clásicos fuegos artificiales.
Gracias a este evento, que ya cuenta con más de 10 años, Lanús ha incorporado jugadores que disfrutaron del mismo a sus divisiones formativas. Diego Valeri, Sebastián Blanco y Lautaro Acosta son algunos de los casos.

### Básquet

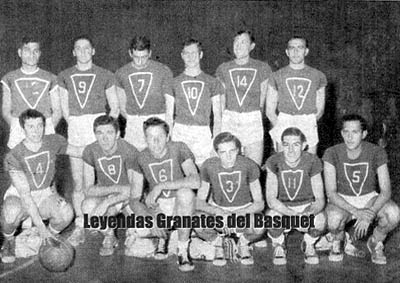
Primer campeonato de Lanús el 25/11/1958, desempate vs. Sportivo Alsina (58-54) en el Luna Park, de izq. a der. arriba: H. Lara, A. Murillas, A. Martínez, J. Ghiglione, C. Ávila, R. Petralli; abajo: H. Sein, A. Decara, C. Oltman, M. Agesca, A. Oleico, J. Ponce. DT Borau

El básquet del Club Lanús es muy rico en su historia, tanto en la rama femenina como en masculina. Históricamente, se ha conocido al club como «La capital nacional del básquet», debido a sus grandes equipos que datan de las décadas del 50', 60' y 70'. Entre los años 1958 y 1976, Lanús ha sabido conquistar 6 Campeonatos y 6 Subcampeonatos del Torneo Metropolitano de Buenos Aires, antes de la creación de la Liga Nacional de Básquet; y el Campeonato Argentino de Clubes de 1977, antesala de la liga. En esos equipos se han destacado grandes jugadores como Alfredo Murillas, Carlos Pellandini y Victor Hernández. Además, durante esos años, jugó un sinnúmero de copas, incluso ante el mismísimo Barcelona, ganando muchas de ellas.
La rama femenina es uno, sino el más importante club en este deporte, ganando diversos campeonatos a nivel metropolitano.

#### Campaña histórica de 2013
El equipo de básquet, gracias a su buena actuación en la Liga Nacional, participa por primera vez en la Liga de las Américas (el torneo más importante a nivel continental), en su edición 2013. Logra superar con éxito la ronda preliminar y las semifinales, y clasifica para disputar el Final Four, en el que los cuatro mejores equipos del continente definen el campeón del certamen. Culmina el torneo como subcampeón, detrás de Pinheiros de Brasil, con quien iguala en puntos. En el torneo local, el equipo granate realiza la mejor campaña de su historia, obteniendo un segundo lugar tanto en la primera como en la segunda fase, lo que le permite clasificar directamente a los cuartos de final de la competición donde barrió por 3-0 al histórico Atenas de Córdoba pasando a semifinales. En la misma despacha 3-2 al único tricampeón y campeón vigente de la liga, Peñarol, pasando a la final que disputa contra Regatas de Corrientes, en la cual pierde 0-4 finalizando subcampeón.

#### Títulos

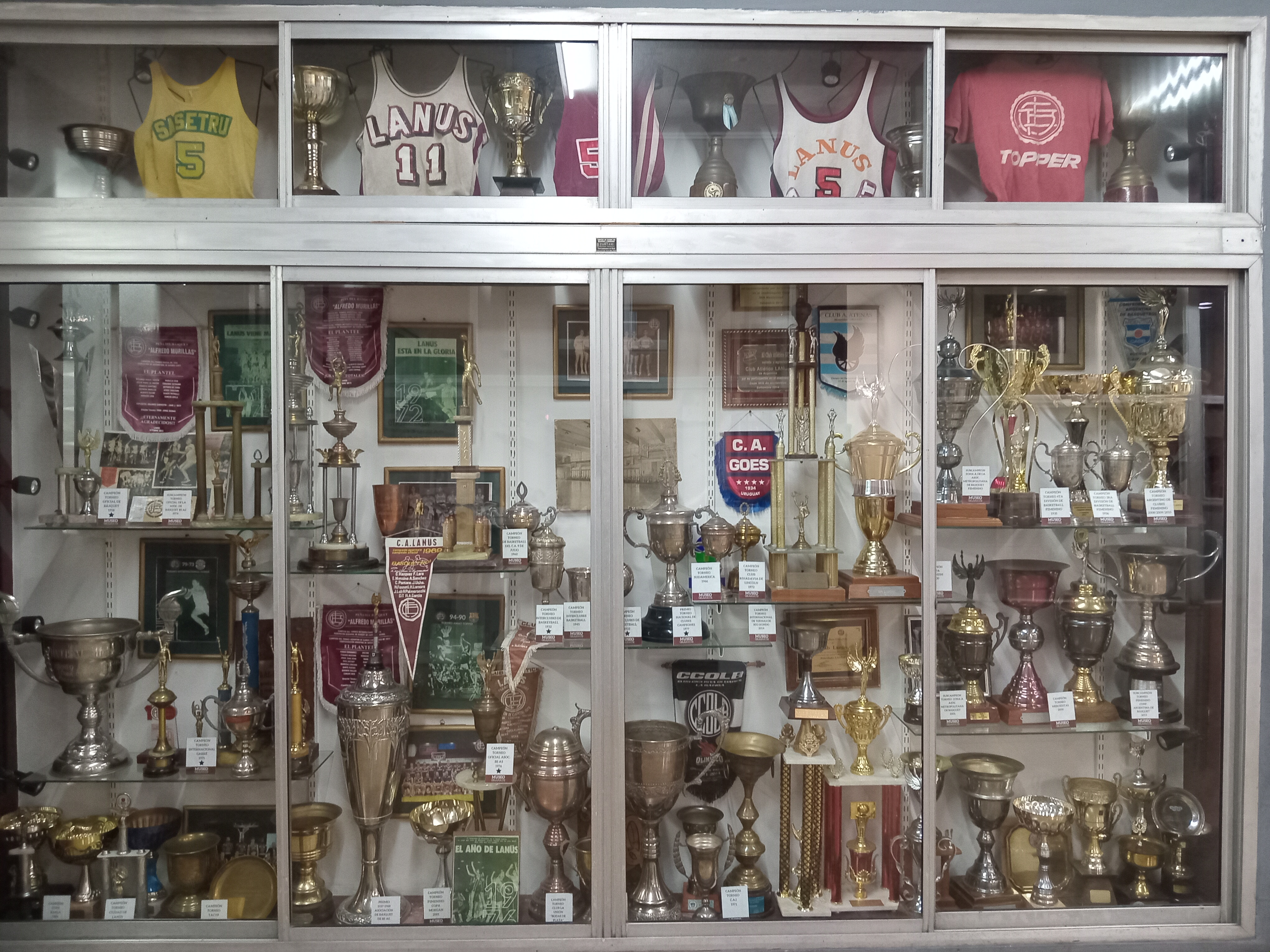
Vitrina gloriosa del Club Lanús en Básquet.

##### Torneos Interclubes de Zona Sur
- Primera División (4): 1932, 1933 (Bicampeón), 1945 y 1947.

##### Torneos Metropolitano de Buenos Aires
- Primera División (Argentina) (6): 1958, 1969 (2), 1970, 1972 y 1976

1. Subcampeón Primera División (Argentina) (6): 1970, 1971, 1972, 1973, 1974 y 1975

##### Torneos nacionales oficiales
- Campeonato Argentino de Clubes (1): 1977
- Liga Nacional de Básquet: Subcampeón de la Liga Nacional de Básquet 2012/13
- Torneo Nacional de Ascenso: Subcampeón temporada 2007/08 - Ascenso a la LNB

##### Torneos internacionales oficiales
- Liga de las Américas: Subcampeón Liga de las Américas 2013

### Básquet Femenino

#### Títulos nacionales (3)
SuperLiga Femenina de Básquet de Argentina (1): 2016.
Liga Federal Femenina de Básquetbol (2): 2018 y 2019.

#### Títulos metropolitanos
Asociación Femenina Metropolitana de Básquet: 2006 y 2012.

### Balonmano
En 2023, el equipo masculino de Lanús venció a Hurlingham y se consagró campeón de la Liga de Honor Plata, imponiéndose por 26-25 y se quedó con el Torneo Apertura en la rama masculina de la Federación Metropolitana de Balonmano.

### Tenis

#### Títulos nacionales (3)
Asociación Argentina de Tenis: 1999, 2000 y 2002.

### Natación
Metropolitano de Natación Promocional: 2015.
Copa Bicentenario: 2016.

### Otros deportes, disciplinas y actividades
También se practican en la institución:
- Gimnasia artística
- Judo
- Taekwondo
- Hockey sobre césped
- Vóley
- Atletismo
- Aikido
- Yoga

## Peñas, Filiales y Agrupaciones

### Agrupaciones internas
Un total de 5 agrupaciones se disputan la conducción del club. Actualmente llegaron a un acuerdo para gobernar en unidad.
| Agrupación                 | Presidente         | Fundación | Situación  |
| -------------------------- | ------------------ | --------- | ---------- |
| Alternativa Granate        | Nicolás Russo      | 1991      | Gobernando |
| Unidad Lanús               | Emanuel Vallarino  | 1989      | Gobernando |
| Cruzada Renovadora Granate | Juan Manuel Rellán | 1953      | Gobernando |
| Lanús Campeón              | Pablo Pantano      | 2001      | Gobernando |
| Ética Granate              | Mariano García     | 2003      | Gobernando |

## Anexos
| Entidades relacionadas                                                          | Datos estadísticos y trayectoria                                                                      | Personalidades e historia | Infraestructuras                                                        |
| ------------------------------------------------------------------------------- | --- | --- | ----------------------------------------------------------------------- |
| - Club Atlético Lanús (baloncesto)Lanús - Club Atlético Lanús (fútbol femenino) | - Anexo:Estadísticas del Club Atlético Lanús - Anexo:Partidos internacionales del Club Atlético Lanús | - Giras Internacionales del Club Atlético Lanús en la década de 1950 - Anexo:Futbolistas del Club Atlético Lanús - Anexo:Entrenadores del Club Atlético Lanús - Historia del uniforme del Club Atlético Lanús | •Estadio Ciudad de Lanús-Néstor Díaz Pérez •Microestadio Antonio Rotili |